# Česká šlechta

Znak Zemí Koruny české

Českou šlechtou se rozumí feudální společenská vrstva (sociální třída), tj. nižší a vyšší (vysoká) šlechta na území Českého království respektive zemí Koruny české, zvláště v Čechách a na Moravě a v širším pojetí i ve Slezsku a Lužici.
Šlechtictví jako status podle českého zemského práva bylo zrušeno dne 10. prosince 1918 zákonem č. 61/1918 Sb. Stejně tak byla zrušena všechna ze šlechtictví plynoucí práva a bývalým šlechticům bylo zapovězeno užívání šlechtických titulů, přídomků a dodatků.

## Počátky české šlechty
Počátky české šlechty v 10.–12. století úzce souvisí se vznikem a rozvojem feudální společnosti v době panování Přemyslovců v Českém knížectví, později Českém království.
Vznik této společenské skupiny či vrstvy souvisel s vojenskými družinami kolem panovníka. Ty byly tvořeny schopnými jedinci, kteří za své služby dostávali výsluhy v podobě pozemků, správcovství hradu atd. a s tím spojeným udělováním šlechtických titulů (svobodný pán, zeman, rytíř). Z válečníků se postupně stávali feudální páni, kteří za své zásluhy získávali od panovníka různé úlevy, výhody, pozemky a další. Podobným způsobem probíhal rozvoj také u církevních entit. Vlastnictví půdy mělo zásadní význam pro rozvoj zemědělství a další zkulturňování krajiny.
Výsluhy byly zpočátku pouze osobní povahy – do smrti nabyvatele – a bylo je možno odejmout; postupně docházelo k jejich přeměně v dědičné vlastnictví. Otázka možného podílu před-přemyslovské rodové aristokracie na zformování nejstarší české šlechty zůstává nevyjasněna. Jisté však je, že již ve 13. století byla šlechta natolik silná, že i panovník musel počítat s její mocí.
Některé šlechtické rody včetně rodových erbů z této doby lze vysledovat do současnosti. První erbovní znamení české šlechty se objevují od 13. století. Tato erbovní znamení byla udělována za mimořádné zásluhy a statečnost v boji, diplomatické úspěchy, či zbavení krajiny nebezpečného zvířete apod. Šlechtictví své nositele, kromě výhod, zavazovalo rovněž k povinnostem a ctění určitých ctností, které však nebyly vždy dodržovány.
V této době se také postupně ustalovala rodová jména, zpravidla spojená s místem původu, případně se jménem některého předka (Vratislavové z Mitrovic). Existuje však i mnoho opačných případů, kdy hrady, respektive zámky dostávaly jméno podle svého majitele (Mitrovice, Nové Mitrovice). Kromě toho docházelo již v této době k poněmčování (germanizace) jmen i u nejstarších českých rodů – z důvodu prestiže, ve snaze vyrovnat se šlechtě v jiných zemích (viz např. německá šlechta a rakouská šlechta). Patrné je to například u rozrodů Vítkovců, jejichž další větve se nazývaly Landštejnové či Rožmberkové.

## Nejstarší šlechtické rody
Mezi nejstarší zakladatelské rody (v počtu okolo dvaceti) české a moravské šlechty patří:
- Buzici – z nich pak například
  - Zajícové z Házmburka
  - Šelmberkové
- Benešovici
  - páni z Dubé
  - páni z Kravař
  - páni z Bechyně
- Drslavici
  - Švihovští z Rýzmberka
  - Černínové z Chudenic
- Hrabišici
- Hroznatovci
- Janovici
  - Kolovratové
- Markvartici
  - Lemberkové
  - Vartenberkové
  - Valdštejnové
- Ronovci
  - Lichtenburkové
  - páni z Klinštejna
  - páni z Lipé
  - páni z Dubé
- Vítkovci
  - páni z Hradce
  - páni z Krumlova
  - Rožmberkové
  - páni z Landštejna
  - páni ze Stráže
- Žerotínové a další.[1]

## Šlechtický systém před rokem 1620
Šlechtický stav ani v Česku nebyl homogenní, ale dělil se do stupňů, úrovní. Od 12. století se česká šlechta dělila na dva stavy, nižší stav – vladycký, zemanský a rytířský (původně páni první hotovosti) a vyšší stav – panský (původně páni druhé hotovosti, někdy korouhevní páni). V průběhu dějin se ustálil systém, který platil až do doby stavovského povstání.
Předstupeň šlechtictví tvořily tzv. erbovní rodiny, což byl mezistupeň mezi městským a šlechtickým stavem. Patřilo k němu právo užívat erb a predikát, ale nikoli stavovská práva, tzn. nešlo o šlechtice.
Vladyctví bylo uznáváno za nejnižší šlechtický stav. Do vladyctví bývaly povyšovány nové rody. Staré a úspěšné vladycké rody byly povyšovány (nobilitovány) do rytířského či panského stavu. Také zchudlé panské rody mohly ponížit do stavu vladyků a zchudlé rody, jejichž členové přijali nešlechtická povolání, automaticky svůj status ztrácely. Mezi vladyckými rody často nalézáme vedlejší větve známých šlechtických rodů, jako byli například vladykové z Chlumu, Křemže, Nečtin u rodu Bavorů ze Strakonic.[zdroj?]
Rytířství je další ze stupňů nižší šlechty. Rytířské předky ve třech generacích musel prokázat uchazeč o přijetí do panského stavu. Jedná se vlastně o pozůstatek třídy šlechticů, kteří získali titul na válečném poli. Často (na zemském sněmu nikdy) nebyl od vladyctví rozlišován a tvořily spolu jednu kategorii, někdy nazývanou vladyctvo, jindy rytířstvo.
Některé rytířské rody nashromáždily velký majetek, kterému se nevyrovnal ani majetek leckterých panských rodů, a patřily k nejbohatším v zemi. Tyto rody pak velmi často po nabytí takového majetku povýšily a byly přijaty do panského stavu, např. Trčkové z Lípy. Obecně povyšování, adopce a podobně byly často spojené s nemalými poplatky a byly tak také významným zdrojem příjmů vládců.
Panský stav byl do poloviny 17. století v Českých zemích jediným stavem vyšší šlechty. Vyvinul se jako systém vyšší šlechty (tzv. páni druhé hotovosti), tj. nejvýznamnějších rodů. V průběhu času se panské rody snažily omezit příliv dalších rodů, což se jim roku 1501 povedlo, když si vymohly, že: „... nechce žádného za pána přijíti leč by stav svůj vladyčí do čtvrtého kolena provedl“ (tj. prokázal). V roce 1502 pak král Vladislav Jagellonský potvrdil panským rodům právo přijímat do panského stavu. Bylo rozlišováno mezi pány „novoštítnými“ a pány „starožitnými“ (po třech generacích v panském stavu).
Na počátku 17. století šlechta v Čechách tvořila přibližně jedno procento veškeré populace. Obdobně to bylo i ve zbytku Svaté říše římské, ve Francii a některých italských státech.

### Uzavírání panského a rytířského stavu
V souvislosti s určením práva, kdo se smí stát přísedícím většího zemského soudu, došlo v druhé polovině 15. století k uzavření panského stavu. Byla stanovena pravidla pro přijímání dalších rodů. Členové těchto rodů měli právo zastávat zemské úřady. Páni do panského stavu nově přijímali, už nepostačovalo panovnické povýšení.
Dříve se uzavření panského stavu událo na Moravě, a sice v letech 1479–1480. Podle Tovačovské knihy panský stav tehdy tvořilo 23 rodů, z nich bylo
- 15 starých rodů:
  - páni z Cimburka (1), páni z Lipé (2), páni z Lomnice (3), páni z Hradce (4), Pernštejnové (5), Šternberkové (6), Lichtenštejnové (7), páni z Boskovic (8), páni z Kunštátu (9), páni z Lichtenburka (10), Valdštejnové (11), páni z Pezinku[4] (12), z Vlašimi (13), páni ze Sovince (14), Krajířové z Krajku (15)[5]
  - alespoň sedm z nich mělo český původ, byli v Čechách usedlí nebo přišli přes Čechy (z Hradce, Krajířové, Lichtenburkové, z Lipé, ze Šternberka, z Valdštejna, z Vlašimi)[6]
- a 8 mladších rodů:
  - páni z Dúbravky (16), Tvorkovští (17), Landštejnové (18), Miličinští (19), páni z Ludanic (20), páni z Veitmile (21), Tunklové (22), Žerotínové (23).[7]

V Čechách se panský stav uzavřel až v roce 1500, kdy byl seznam 47 rodů intabulován do zemských desek.
- A/ český původ – 33 rodů reprezentovalo starobylou českou aristokracii
  - Ronovci: páni z Lipé (1), Adršpachové a Berkové z Dubé (2), Krušinové z Lichtenburka (3), Křinečtí z Ronova (4), Míčanové z Klinštejna (5);
  - Kounicové: Bořitové z Martinic (6), Černčičtí z Kácova (7), Rychnovští z Rychnova (8), Stošové z Kounic (9), páni z Talmberka (10);
  - Vítkovci: páni z Hradce (11), z Landštejna (12), z Rožmberka (13) a Sezimové z Ústí (14);
  - Buzici: Lvové z Rožmitálu (15), páni ze Šelmberka (16), Zajícové z Házmburka (17), Medkové a Vranovští z Valdeka (18);
  - Markvarticové: páni z Valdštejna (19), páni z Vartenberka (20);
  - Hrabišicové: páni z Oseka a Rýzmburka (21), Kostkové z Postupic (22);
  - Janovicové: páni z Janovic (23), páni z Kolovrat (24);
  - páni z Cimburka (25), páni z Gutštejna (26), Planští ze Žeberka (27), páni z Říčan (28), Slavatové z Chlumu (29), páni ze Šternberka (30), páni ze Švamberka (31), Švihovští z Rýzmberka (32), Žampachové z Potštejna (33)
- B/ moravský původ
  - páni z Boskovic (34), páni z Kunštátu (35), z Pernštejna (36)
- C/ míšeňský původ
  - páni z Koldic (37) – v Čechách od poloviny 14. století
  - z Ilburka (38) – od počátku 15. století
- D/ saský původ
  - purkrabí z Donína (39) a páni z Plavna (40) – obojí se v Čechách připomínají již od 13. století
- E/ švýcarský původ
  - páni z Bibrštejna (41) – od 13. století
- F/ kraňský původ
  - Krajířové z Krajku (42) – od konce 14. století
- G/ pětice rodů, které se staly panskými v 2. polovině 15. století
  - Lickové z Rýzmburka (43), páni z Veitmile (44) – opírali se o privilegium Karla IV., Lobkovicové (45) (Hasištejnští i Popelové), Smiřičtí ze Smiřic (46), páni z Ronšperka (47).[8]

Mezi lety 1500 a 1618 vymřelo z těchto 47 rodů alespoň 20 a dále devět rodů, které byly přijaty do panského rodu až po roce 1500.

Rytířský stav se uzavřel na Moravě v roce 1556 a v Čechách v roce 1564. Mezi lety 1541–1620 bylo přijato do rytířského stavu v Čechách přibližně 215 erbovních rodin. Mezi přední osobnosti z rytířského stavu, které v 2. polovině 16. a počátkem 17. století zastávaly nejvyšší zemské úřady, patřil Oldřich Dubanský z Duban, Michal Španovský z Lisova, Jan Klenovský z Klenové, Kašpar Kaplíř ze Sulevic, Burian Trčka z Lípy, Mikuláš Miřkovský z Tropčic, Jan Vchynský ze Vchynic, Václav Ples Heřmanský ze Sloupna, Jan Vřesovec z Vřesovic, Kryštof Wratislav z Mitrowicz a Adam Hrzán z Harasova. Mezi menšími úředníky se prosadil Kryštof Želinský ze Sebuzína, Jindřich Domináček z Písnice, Bohuslav z Michalovic, politický vliv měli také Jan Mencl z Kolsdorfu a Jan Platejs z Platenštejna.

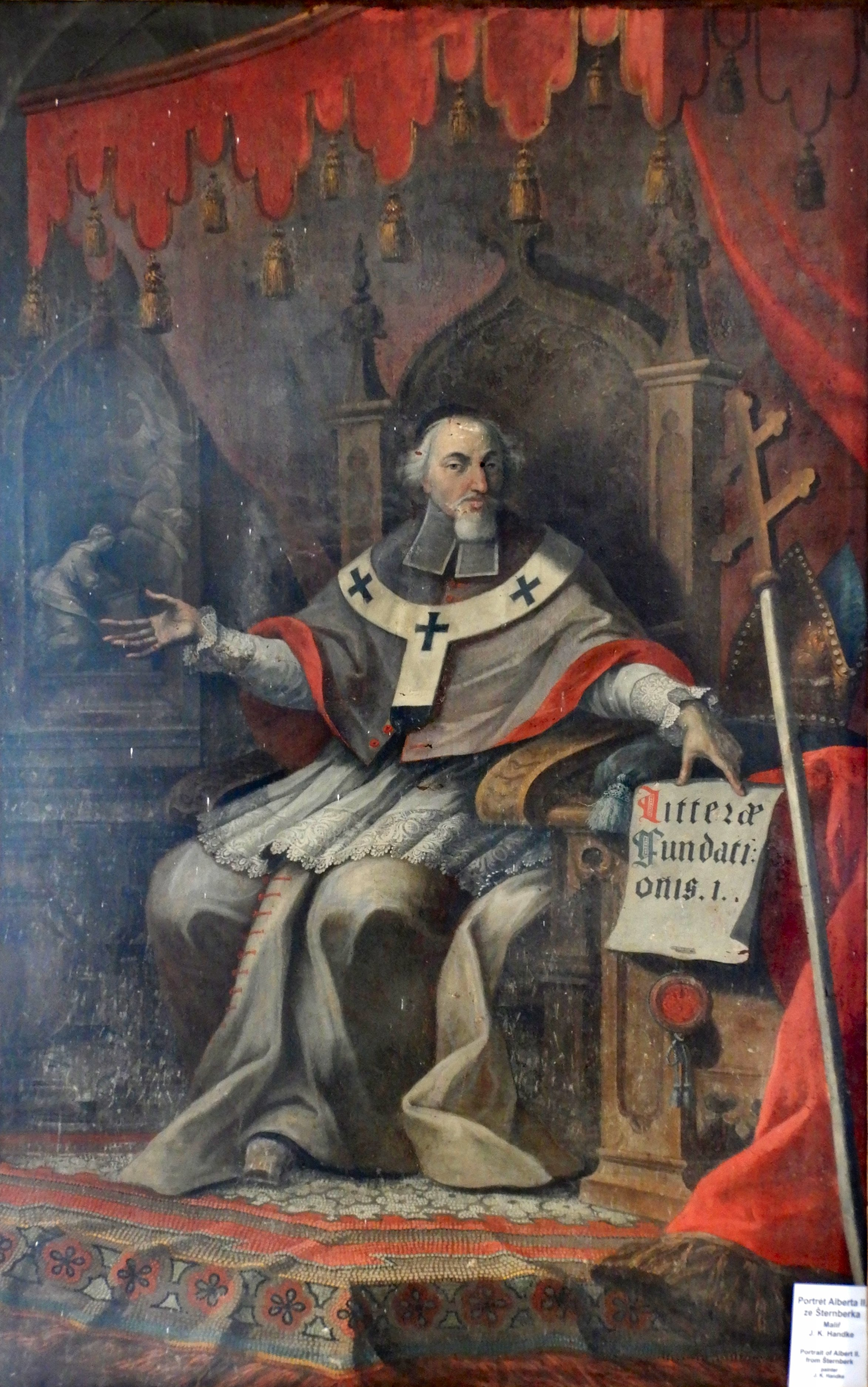
Albert ze Šternberka (asi 1322–1380)
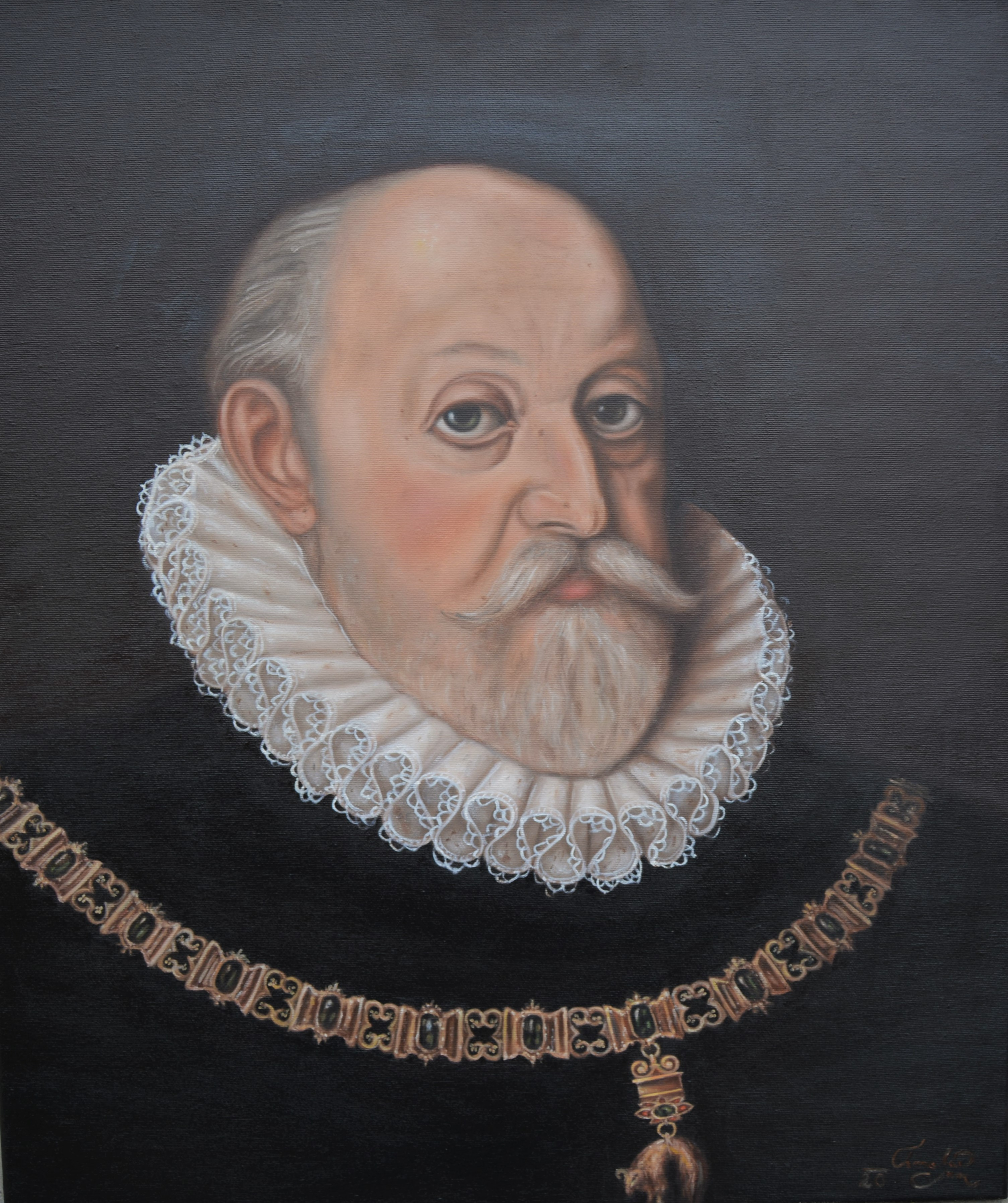
Vilém z Rožmberka (1535–1592)
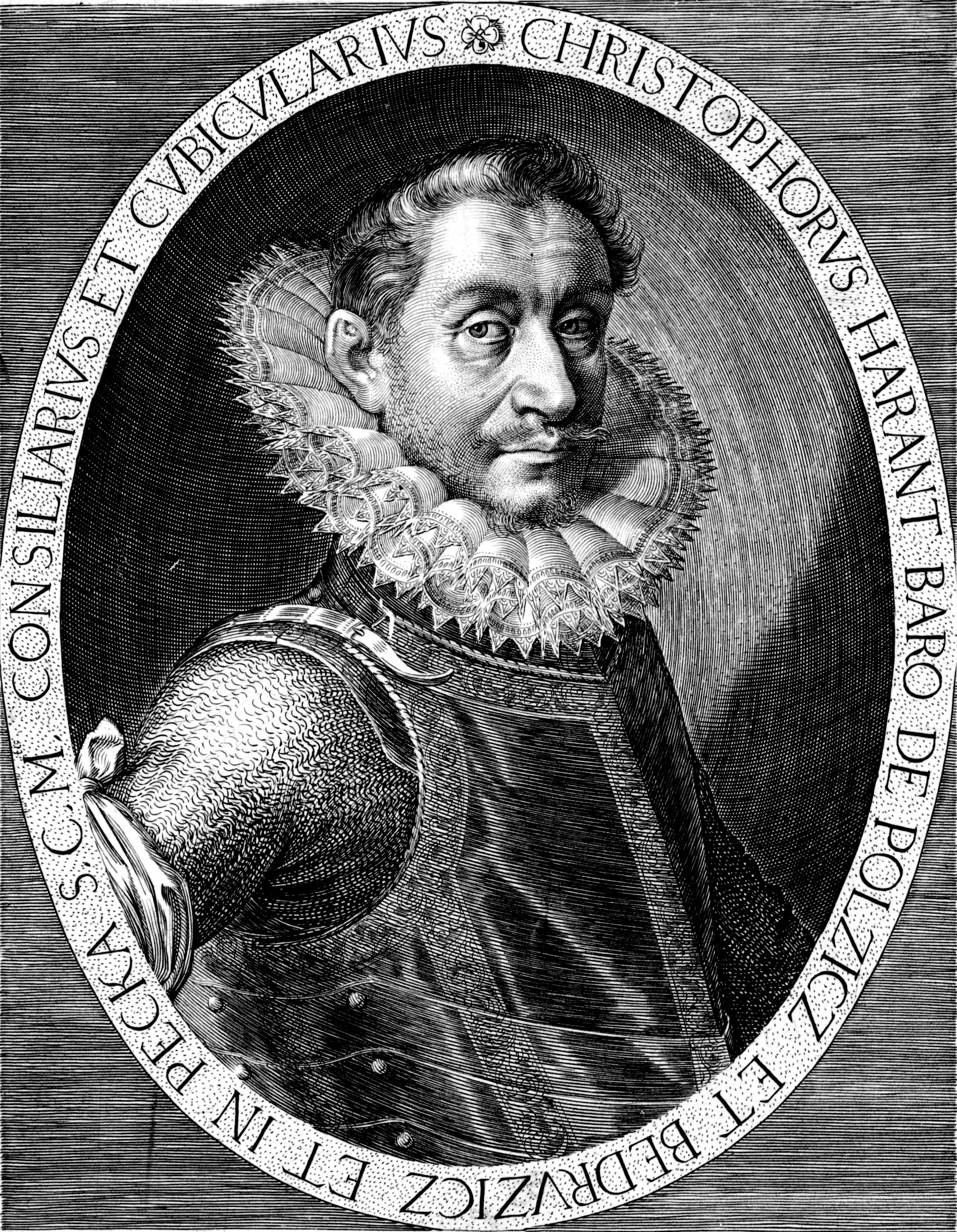
Kryštof Harant z Polžic a Bezdružic (1564–1621)
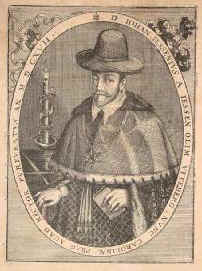
Jan Jesenský (1566–1621)
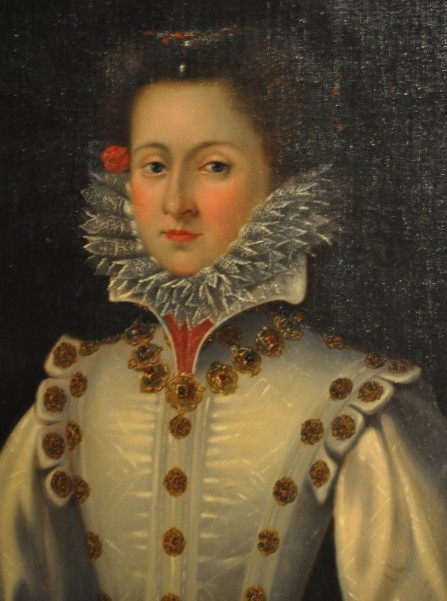
Polyxena z Lobkovic (1566–1642)
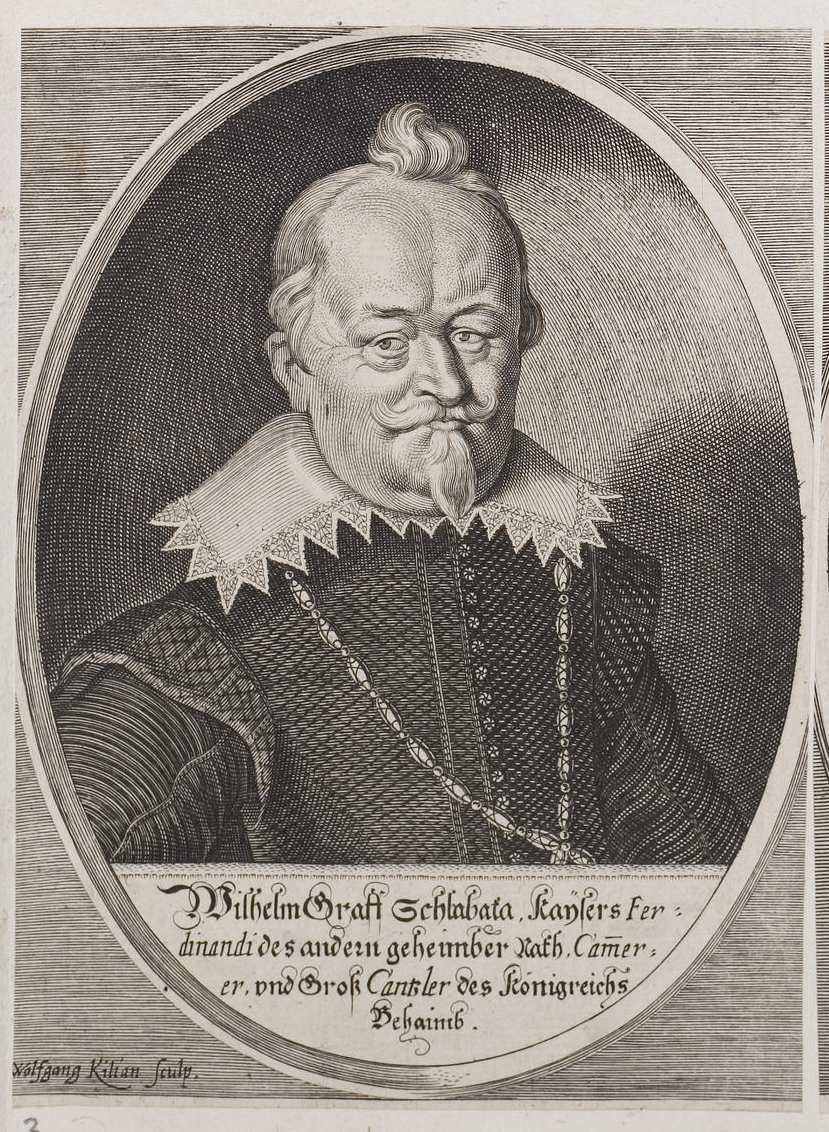
Vilém Slavata z Chlumu a Košumberka (1572–1652)
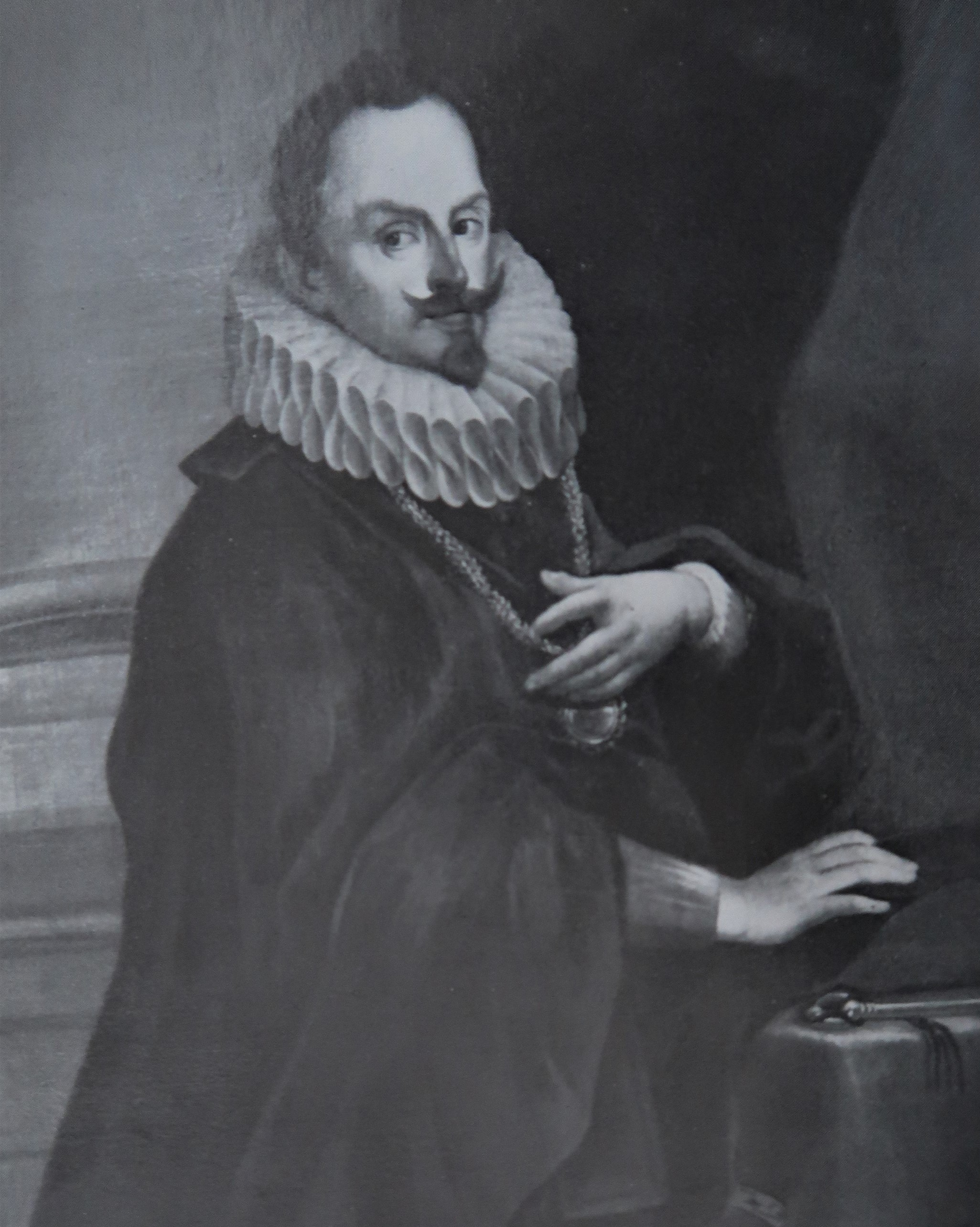
Vilém Kinský (1574–1634)
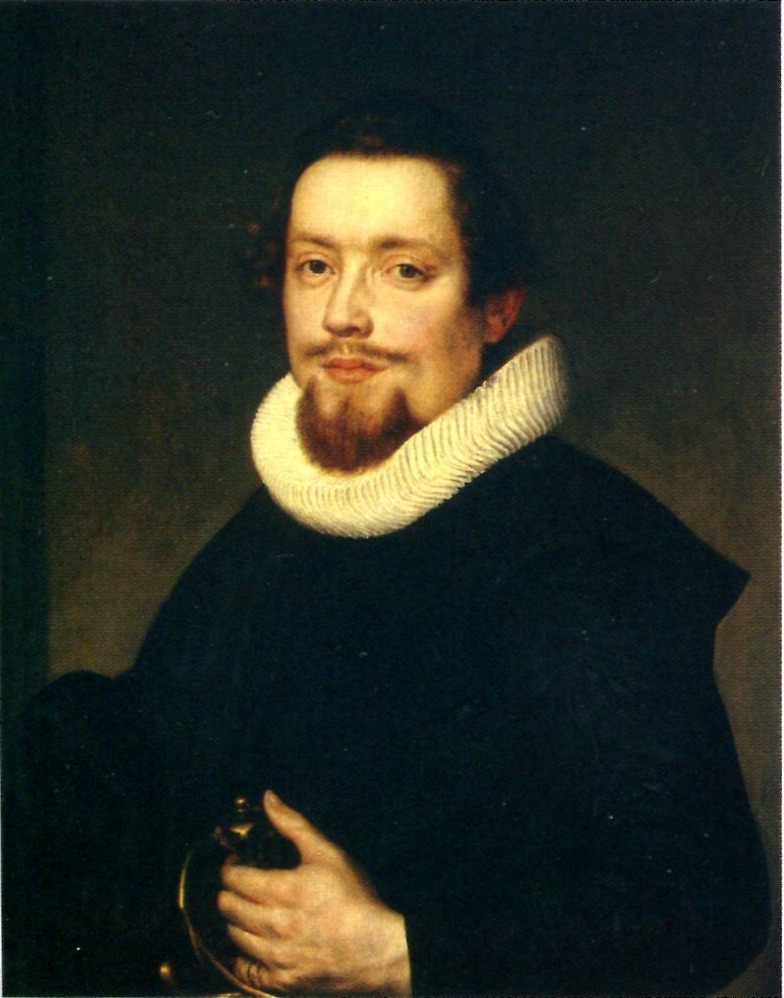
Jaroslav Bořita z Martinic (1582–1649)

### Nejbohatší česká šlechta v předbělohorském období
Následující tabulka představuje nejbohatší šlechtice v letech 1557, 1603 a 1615 podle majetku nebo počtu osedlých:
| Pořadí | Jméno                                         | Šlechtický stav (P = pán, R = rytíř) | Majetek (včetně poddanského) v kopách grošů | Jméno                                                 | Šlechtický stav (P = pán, R = rytíř) | Počet osedlých | Jméno                                       | Šlechtický stav (P = pán, R = rytíř) | Počet osedlých |
| Pořadí | Rok 1557                                      | Rok 1557                             | Rok 1557                                    | Rok 1603                                              | Rok 1603                             | Rok 1603       | Rok 1615                                    | Rok 1615                             | Rok 1615       |
| ------ | --------------------------------------------- | ------------------------------------ | ------------------------------------------- | ----------------------------------------------------- | ------------------------------------ | -------------- | ------------------------------------------- | ------------------------------------ | -------------- |
| 1.     | Vilém z Rožmberka                             | P                                    | 403113                                      | Jan Rudolf Trčka z Lípy                               | P                                    | 4996           | Albrecht Jan Smiřický ze Smiřic             | P                                    | 6245           |
| 2.     | Jaroslav z Pernštejna                         | P                                    | 215804                                      | Zikmund II. Smiřický ze Smiřic                        | P                                    | 4883           | Jan Rudolf Trčka z Lípy                     | P                                    | 4215           |
| 3.     | Vilém Trčka z Lípy                            | R                                    | 169083                                      | Petr Vok z Rožmberka                                  | P                                    | 3948           | Petr II. ze Švamberka                       | P                                    | 3529           |
| 4.     | Jáchym z Hradce s manželkou Annou z Rožmberka | P                                    | 101740                                      | Jáchym Oldřich z Hradce                               | P                                    | 2547           | Polyxena z Pernštejna, provdaná z Lobkowicz | P                                    | 3000           |
| 5.     | Arnošt, falckrabě rýnský                      | P                                    | 96947                                       | Marie Manrique de Lara y Mendoza, provd. z Pernštejna | P                                    | 2124           | Lucie Otýlie z Hradce, provdaná Slavatová   | P                                    | 2789           |
| 6.     | Jindřich mladší z Plavna                      | P                                    | 84902                                       | Kateřina z Redernu                                    | P                                    | 1811           | Adam Hrzán z Harasova                       | R                                    | 2182           |
| 7.     | Adam Ungnad ze Suneku                         | P                                    | 84368                                       | Adam Hrzán z Harasova                                 | R                                    | 1755           | Radslav starší Kinský z Vchynic             | P                                    | 2155           |
| 8.     | Jiří Šlejnic ze Šlejnic                       | P                                    | 72284                                       | Oldřich Felix Popel z Lobkowicz                       | P                                    | 1320           | Adam II. ze Šternberka                      | P                                    | 2032           |
| 9.     | Jan mladší Popel z Lobkowicz                  | P                                    | 67518                                       | Jan Ostrovec z Kralovic                               | R                                    | 1295           | Lev Burian Berka z Dubé                     | P                                    | 1517           |
| 10.    | Václav Haugvic z Biskupic                     | P                                    | 65396                                       | Markéta Berková z Dubé                                | P                                    | 1231           | Rudolf Zejdlic ze Šenfeldu                  | P                                    | 1367           |
| 11.    | Adam I. ze Šternberka                         | P                                    | 58359                                       | Jan Zejdlic ze Šenfeldu                               | P                                    | 1169           | Kryštof z Redernu                           | P                                    | 1330           |
| 12.    | Zachariáš z Hradce                            | P                                    | 55282                                       | Zikmund z Vartmberka                                  | P                                    | 1133           | Vilém mladší Popel z Lobkowicz              | P                                    | 1208           |
| 13.    | Zbyněk Berka z Dubé                           | P                                    | 53869                                       | Adam mladší z Waldsteinu                              | P                                    | 945            | Bernard ml. Hodějovský z Hodějova           | P                                    | 1087           |
| 14.    | Burian Trčka z Lípy                           | R                                    | 53868                                       | Radslav starší Kinský z Vchynic                       | P                                    | 937            | Anna Marie ze Švamberka                     | P                                    | 1043           |
| 15.    | Bohuslav Felix Hasištejnský z Lobkowicz       | P                                    | 48835                                       | Přech Hodějovský z Hodějova                           | P                                    | 929            | Zikmund Matyáš Venclík z Vrchovišť          | R                                    | 949            |
| 16.    |                                               |                                      |                                             | Bohuslav Malovec z Malovic                            | R                                    | 916            | Jáchym Novohradský z Kolowrat               | P                                    | 924            |
| 17.    |                                               |                                      |                                             |                                                       |                                      |                | Jindřich Matyáš Thurn                       | P                                    | 907            |

### Rody povýšené v 16. století
Následující seznam zahrnuje rody, které byly povýšeny do panského stavu v průběhu 15. století, avšak nejsou uvedeny na seznamu starožitných panských rodů z roku 1500 nebo byly povýšeny v 16. století. Chronologie povýšení jednotlivých rodů do roku 1557 je těžko ověřitelná.
- Pluhové z Rabštejna, páni z Vrtby, Tunklové z Brníčka, páni ze Sovince, Kurcpachové z Trachenburka, Roupovští z Roupova, páni ze Žerotína, Meziříčtí z Lomnice, páni ze Šlejnic, Haugvicové z Biskupic, Ungnadové ze Suneku, Šlikové z Pasounu a Holejče, Březničtí z Náchoda.

| Povýšení v 16. století (výběr) | Povýšení v 16. století (výběr) | Povýšení v 16. století (výběr) | Povýšení v 16. století (výběr) | Povýšení v 16. století (výběr)                                          | Povýšení v 16. století (výběr) | Povýšení v 16. století (výběr) | Povýšení v 16. století (výběr) | Povýšení v 16. století (výběr) | Povýšení v 16. století (výběr)                                                                     | Povýšení v 16. století (výběr) |
| Rok                            | Rytíř                          | Rytíř                          | Baron / svobodný pán           | Baron / svobodný pán                                                    | Hrabě                          | Hrabě                          | Kníže                          | Kníže                          | Jméno                                                                                              | Poznámky |
| Rok                            | erb                            | rod                            | erb                            | rod                                                                     | erb                            | rod                            | erb                            | rod                            | Jméno                                                                                              | Poznámky |
| ------------------------------ | ------------------------------ | ------------------------------ | ------------------------------ | ----------------------------------------------------------------------- | ------------------------------ | ------------------------------ | ------------------------------ | ------------------------------ | -------------------------------------------------------------------------------------------------- | --- |
| 1538–1539                      |                                |                                |                                | Žabkové z Limberka český panský stav                                    |                                |                                |                                |                                | Jiří († 1552) a jeho syn Burian.                                                                   | Jiří Žabka z Limberka, místokancléř Českého království, se synem byli povýšeni do panského stavu majestátem císaře Karla V. ze dne 20. května 1538. Český zemský sněm je následně přijal nejpozději v roce 1539. Jednalo se o první povýšení do panského stavu od nástupu Habsburků na český trůn v roce 1526. |
| 1549                           |                                |                                |                                | Tetourové z Tetova 14. 10. 1549 český panský stav                       |                                |                                |                                |                                | Václav a jeho synovec Jan z moravské rodové linie.                                                 | Přijetí Václava Tetoura z Tetova, nejvyššího zemského písaře Moravského markrabství, mezi pány předcházelo vydání majestátu císaře Ferdinanda I., který jim také polepšil erb a potvrdil predikát z Tetova a Malenovic.                                                                                        |
| 1552                           |                                |                                |                                | Harrachové 20. 2. 1552 říšský panský stav                               |                                |                                |                                |                                | Leonard IV. (1514–1590)                                                                            | Už v roce 1550 získal dědičný panský stav v Rakousku. Viz též rok 1577 a 1627. |
| 1554                           |                                |                                |                                | páni z Oppersdorfu 7. 9. 1554 český panský stav                         |                                |                                |                                |                                | Jan z Oppersdorfu                                                                                  | V červnu 1554 byl Jan z Oppersdorfu povýšen do panského stavu spolu s bratry Jiřím a Vilémem majestátem krále Ferdinanda I. |
| 1556                           |                                |                                |                                | Heltové z Kementu 2. 5. 1556 český panský stav                          |                                |                                |                                |                                | Zikmund Helt z Kementu († 1564)                                                                    | Na přelomu května a června 1556 byl Zikmund, místokancléř Českého království, přijat do panského stavu i na Moravě. |
| 1562                           |                                |                                |                                | Heltové z Kementu rakouský a říšský panský stav                         |                                |                                |                                |                                | Zikmund Helt z Kementu († 1564) s manželkou a potomky                                              | Povýšen císařem Ferdinandem I., predikát polepšen na z Meziříčí a Němčic. |
| 1562                           |                                |                                |                                | Trčkové z Lípy 18. 9. 1562 český panský stav                            |                                |                                |                                |                                | Vilém (1532–1569)                                                                                  | Viz též rok 1567, 1583, 1586, 1628 a 1629. |
| 1562                           |                                |                                |                                | Pruskovští z Pruskova 19. 9. 1562 český panský stav                     |                                |                                |                                |                                | Jiří (1525–1584), jeho synovci Jan (mladší) († 1590) a Kašpar ((1543–1603)                         | Jiří Pruskovský z Pruskovic byl komtur johanitské komendy v Hrobniku a komorník následníka trůnu Maxmiliána. Zmínění tři šlechtici a Jiřího bratr Jan starší († 1564) byli povýšeni do panského stavu majestátem Ferdinanda I. 16. dubna 1560, zároveň byl polepšen i jejich erb.                              |
| 1562                           |                                |                                |                                | Colonnové z Felsu český panský stav                                     |                                |                                |                                |                                | Kašpar                                                                                             | |
| 1562                           |                                |                                |                                | Redernové český panský stav                                             |                                |                                |                                |                                | | Viz též rok 1669. |
| 1567                           |                                |                                |                                | Trčkové z Lípy 20. 3. 1567 český panský stav                            |                                |                                |                                |                                | Jaroslav († 1588)                                                                                  | Viz též rok 1562, 1583, 1586, 1628 a 1629. |
| 1570                           |                                |                                |                                | Páni ze Zvole 18. 10. 1570 český panský stav                            |                                |                                |                                |                                | Jan Tomáš                                                                                          | Přijetí mezi pány předcházelo povýšení Maxmiliánem II. 2. dubna 1567, zároveň mu císař polepšil erb i predikát ze Zvole a Goldštejna. V roce 1570 získal panský stav i na Moravě. |
| 1575                           |                                |                                |                                | Páni z Ottendorfu 27. 9. 1575 český panský stav                         |                                |                                |                                |                                | Jiří Braun                                                                                         | Povýšení předcházelo udělení panského stavu Maxmiliánem II. 30. června 1573 nejen slezskému šlechtici Jiřímu Braunovi, radovi dvorské komory a majiteli slezského panství Vartenberk (Sycow), ale i jeho bratru Hanušovi, císařskému plukovníkovi.                                                             |
| 1576                           |                                |                                |                                | Páni z Promnic 10. 10. 1576 český panský stav                           |                                |                                |                                |                                | Žibřid                                                                                             | Povýšení předcházelo udělení říšského panského stavu Ferdinandem I. 29. listopadu 1559 Žibřidovi a jeho příbuzným Stanislavovi a Karlovi. |
| 1577                           |                                |                                |                                | Harrachové český panský stav[chybí lepší zdroj]                         |                                |                                |                                |                                | Leonard IV. (1514–1590)                                                                            | V roce 1577 mu byl udělen český inkolát. Viz též rok 1552 a 1627. |
| 1583                           |                                |                                |                                | Trčkové z Lípy 27. 5. 1583 český panský stav                            |                                |                                |                                |                                | Mikuláš († 1595), mladší bratr Jaroslava                                                           | Viz též rok 1562, 1567, 1586, 1628 a 1629. |
| 1583                           |                                |                                |                                | Leskovcové z Leskovce 27. 5. 1583 český panský stav                     |                                |                                |                                |                                | Jan († 1583)                                                                                       | |
| 1586                           |                                |                                |                                | Trčkové z Lípy 16. 12. 1586 český panský stav                           |                                |                                |                                |                                | Jan Rudolf (1557–1634), Maxmilián († 1597) a Burian Mikuláš († 1591), synové Buriana III. († 1591) | Viz též rok 1562, 1567, 1583, 1628 a 1629. |
| 1586                           |                                |                                |                                | Zárubové z Hustířan 16. 12. 1586 český panský stav                      |                                |                                |                                |                                | Karel                                                                                              | Viz též rok 1588 a 1695. |
| ?                              |                                |                                |                                | Rozdražovští z Rozdražova český panský stav                             |                                |                                |                                |                                | Jan (1537–1585)                                                                                    | |
| 1588                           |                                |                                |                                | Španovští z Lisova 17. 2. 1588 český panský stav                        |                                |                                |                                |                                | Štěpán, mladší bratr Michala, nejvyššího zemského písaře                                           | Byl vůbec prvním šlechticem, který se nepřiznal u desk, protože ještě téhož roku zemřel. Teprve 22. června 1617 bylo do trhoveho kvaternu intabulováno příznání jeho syna Kryštofa Arnošta Španovského. Viz též rok 1603.                                                                                      |
| 1588                           |                                |                                |                                | Zejdlicové ze Šenfeldu (encovanská větev) 23. 2. 1588 český panský stav |                                |                                |                                |                                | Hertvík († 1603)                                                                                   | Hertvík Zejdlic ze Šenfeldu z encovanské větve byl císařským radou a hejtmanem všech císařských panství v Českém království. Viz též rok 1610. |
| 1588                           |                                |                                |                                | Zárubové z Hustířan 24. 2. 1588 český panský stav                       |                                |                                |                                |                                | Václav a Bohuslav († 1591), starší bratři Karla                                                    | Viz též rok 1586 a 1695. |
| 1596                           |                                |                                |                                | Vchynští (Kinští) z Vchynic 21. 3. 1596 český panský stav               |                                |                                |                                |                                | Radslav starší († 1619)                                                                            | Rudolf II. obnovil Vchynským na základě falešných listin starobylý panský stav. Viz též rok 1611, 1628, 1746 a 1747. |

### Šlechtické rody vymřelé v 16. a 17. století
V poslední čtvrtině 16. a v první polovině 17. století se mnoho šlechtických rodin biologicky vyčerpalo a vymřelo. Některé z nich ovlivňovaly politiku Českého státu po staletí. Kromě těch nejznámějších, které jsou uvedeny v tabulce, vymřeli v 17. století také páni z Lichtenburka a česká větev Hasištejnských z Lobkovic.
| Šlechtické rody vymřelé v 16. a 17. století (výběr)           | Šlechtické rody vymřelé v 16. a 17. století (výběr) | Šlechtické rody vymřelé v 16. a 17. století (výběr) | Šlechtické rody vymřelé v 16. a 17. století (výběr)                      | Šlechtické rody vymřelé v 16. a 17. století (výběr) | Šlechtické rody vymřelé v 16. a 17. století (výběr) | Šlechtické rody vymřelé v 16. a 17. století (výběr) | Šlechtické rody vymřelé v 16. a 17. století (výběr) | Šlechtické rody vymřelé v 16. a 17. století (výběr) |
| Erb                                                           | Rod                                                 | Rok vymření po meči                                 | Poslední mužský člen                                                     | Datum narození a úmrtí                              | Poslední ženský člen                                | Datum narození a úmrtí                              | Dědici                                              | Poznámky |
| Erb                                                           | Rod                                                 | Rok vymření po meči                                 | Choť                                                                     | Datum narození a úmrtí                              | Choť                                                | Datum narození a úmrtí                              | Dědici                                              | Poznámky |
| ------------------------------------------------------------- | --------------------------------------------------- | --------------------------------------------------- | ------------------------------------------------------------------------ | --------------------------------------------------- | --------------------------------------------------- | --------------------------------------------------- | --------------------------------------------------- | --- |
|                                                               | Páni z Oseka a Rýzmburka                            | po 1534                                             | Jan Boreš z Rýzmburka a Oseka ?                                          |                                                     | ?                                                   |                                                     |                                                     | |
| ?                                                             | Páni z Oseka a Rýzmburka                            | po 1534                                             |                                                                          | ?                                                   |                                                     |                                                     |                                                     | |
|                                                               | Ilburkové                                           | 1538                                                | ?                                                                        |                                                     | ?                                                   |                                                     |                                                     | |
| ?                                                             | Ilburkové                                           | 1538                                                |                                                                          | ?                                                   |                                                     |                                                     |                                                     | |
|                                                               | Kostkové z Postupic                                 | 1557                                                | Bohuš III. Kostka z Postupic ?                                           |                                                     | ?                                                   |                                                     |                                                     | |
| ?                                                             | Kostkové z Postupic                                 | 1557                                                |                                                                          | ?                                                   |                                                     |                                                     |                                                     | |
|                                                               | knížata z Plavna                                    | 1572                                                | Jindřich VI. z Plavna                                                    | 29. 12. 1536 – 22. 1. 1572                          | ?                                                   |                                                     |                                                     | |
| I. Kateřina Brunšvicko-Lünebursko-Gifhornská                  | knížata z Plavna                                    | 1572                                                | 1548 – 10. 12 1565                                                       | ?                                                   |                                                     |                                                     |                                                     | |
| II. Anna Pomořansko-Štětínská                                 | knížata z Plavna                                    | 1572                                                | 5. 2. 1531 – 13. 10 1592                                                 | ?                                                   |                                                     |                                                     |                                                     | |
|                                                               | Páni z Kunštátu                                     | 1587                                                | Jan Boreš z Rýzmburka a Oseka ?                                          |                                                     | ?                                                   |                                                     |                                                     | Dále však existovala knížecí větev potomků Jiřího z Poděbrad. |
| ?                                                             | Páni z Kunštátu                                     | 1587                                                |                                                                          | ?                                                   |                                                     |                                                     |                                                     | Dále však existovala knížecí větev potomků Jiřího z Poděbrad. |
|                                                               | Krušinové z Lichtenburka                            | po 1594                                             | ?                                                                        |                                                     | ?                                                   |                                                     |                                                     | |
| ?                                                             | Krušinové z Lichtenburka                            | po 1594                                             |                                                                          | ?                                                   |                                                     |                                                     |                                                     | |
|                                                               | Páni z Boskovic                                     | 1597                                                | Jan Šembera z Boskovic                                                   | kolem 1543 – 30. 4. 1597                            | Kateřina Černohorská z Boskovic                     | † 1637                                              | Lichtenštejnové                                     | Kateřina byla mladší dcera Jana Šembery. Prvorozená dcera Anna Marie († 1625) měla za manžela Karla I. z Liechtensteinu, bratra Maxmiliána z Liechtensteinu.                                         |
| I. Zdeňka (Sidonie) Šliková                                   | Páni z Boskovic                                     | 1597                                                | ?                                                                        | Maxmilián z Liechtensteinu                          | 1578–1643                                           |                                                     | Lichtenštejnové                                     | Kateřina byla mladší dcera Jana Šembery. Prvorozená dcera Anna Marie († 1625) měla za manžela Karla I. z Liechtensteinu, bratra Maxmiliána z Liechtensteinu.                                         |
| II. Anna Krajířová z Krajku                                   | Páni z Boskovic                                     | 1597                                                | ?                                                                        | Maxmilián z Liechtensteinu                          | 1578–1643                                           |                                                     | Lichtenštejnové                                     | Kateřina byla mladší dcera Jana Šembery. Prvorozená dcera Anna Marie († 1625) měla za manžela Karla I. z Liechtensteinu, bratra Maxmiliána z Liechtensteinu.                                         |
|                                                               | Šelmberkové                                         | 1597                                                | ?                                                                        |                                                     | ?                                                   |                                                     |                                                     | |
| ?                                                             | Šelmberkové                                         | 1597                                                |                                                                          | ?                                                   |                                                     |                                                     |                                                     | |
|                                                               | Krajířové z Krajku                                  | 1600                                                | Jáchym Krajíř z Krajku ?                                                 |                                                     | ?                                                   |                                                     |                                                     | |
| ?                                                             | Krajířové z Krajku                                  | 1600                                                |                                                                          | ?                                                   |                                                     |                                                     |                                                     | |
|                                                               | Páni z Lomnice                                      | 1600                                                | ?                                                                        |                                                     | ?                                                   |                                                     |                                                     | |
| ?                                                             | Páni z Lomnice                                      | 1600                                                |                                                                          | ?                                                   |                                                     |                                                     |                                                     | |
|                                                               | Páni z Veitmile                                     | 1600                                                | Šebestián Vavřinec z Veitmile                                            | † 1600                                              | ?                                                   |                                                     |                                                     | Šebestián Vavřinec zemřel v Padově. Dále však existovala rytířská linie rodu, která se označovala jako Krabicové z Veitmile.                                                                         |
| ?                                                             | Páni z Veitmile                                     | 1600                                                |                                                                          | ?                                                   |                                                     |                                                     |                                                     | Šebestián Vavřinec zemřel v Padově. Dále však existovala rytířská linie rodu, která se označovala jako Krabicové z Veitmile.                                                                         |
|                                                               | Páni z Biberštejna                                  | asi 1600                                            | ?                                                                        |                                                     | ?                                                   |                                                     |                                                     | |
| ?                                                             | Páni z Biberštejna                                  | asi 1600                                            |                                                                          | ?                                                   |                                                     |                                                     |                                                     | |
|                                                               | Páni z Cimburka                                     | 1603                                                | ?                                                                        |                                                     | ?                                                   |                                                     |                                                     | |
| ?                                                             | Páni z Cimburka                                     | 1603                                                |                                                                          | ?                                                   |                                                     |                                                     |                                                     | |
|                                                               | Páni z Hradce                                       | 1604                                                | Jáchym Oldřich z Hradce                                                  | 24. 1. 1579 – 23. 1. 1604                           | Lucie Otýlie z Hradce                               | 1. 12. 1582 – 11. 1. 1633                           | Slavatové z Chlumu a Košumberka                     | Jáchym Oldřich byl v roce 1602 stižen těžkou padoucnicí tak, že již z postele nevstal. Jáchym Oldřich a Lucie Otýlie byli sourozenci.                                                                |
| Marie Maxmiliána z Hohenzollern-Sigmaringenu                  | Páni z Hradce                                       | 1604                                                | 31. 10. 1583 – 11. 9. 1649                                               | Vilém Slavata z Chlumu a Košumberka                 | 1. 12. 1572 – 19. 1. 1652                           |                                                     | Slavatové z Chlumu a Košumberka                     | Jáchym Oldřich byl v roce 1602 stižen těžkou padoucnicí tak, že již z postele nevstal. Jáchym Oldřich a Lucie Otýlie byli sourozenci.                                                                |
|                                                               | Rožmberkové                                         | 1611                                                | Petr Vok z Rožmberka                                                     | 1. 10. 1539 – 6. 11. 1611                           | Eva z Rožmberka                                     | 12. 4. 1537 – srpen 1591                            | Švamberkové, Zrinští ze Serynu                      | Petr Vok a Eva byli sourozenci. |
| Kateřina z Ludanic                                            | Rožmberkové                                         | 1611                                                | asi 1565 – 22. 6. 1601                                                   | I. Mikuláš Zrinský ze Serynu                        | asi 1508 – 7. 9. 1566                               |                                                     | Švamberkové, Zrinští ze Serynu                      | Petr Vok a Eva byli sourozenci. |
| Kateřina z Ludanic                                            | Rožmberkové                                         | 1611                                                | asi 1565 – 22. 6. 1601                                                   | II. Paolo de Gassoldo                               | ?                                                   |                                                     | Švamberkové, Zrinští ze Serynu                      | Petr Vok a Eva byli sourozenci. |
|                                                               | Páni z Landštejna                                   | 1612                                                | Vilém z Landštejna                                                       | asi 1535 – 14. 5 1612                               | ??? Marie z Landštejna                              | asi 1529–1589                                       |                                                     | |
| I. Barbora z Rabštejna                                        | Páni z Landštejna                                   | 1612                                                | † po 1580                                                                | Jan nejstarší Brtnický z Waldsteinu                 | † 1597                                              |                                                     |                                                     | |
| II. Anna Pouzarová z Michnic                                  | Páni z Landštejna                                   | 1612                                                | † 1618                                                                   | Jan nejstarší Brtnický z Waldsteinu                 | † 1597                                              |                                                     |                                                     | |
|                                                               | Smiřičtí ze Smiřic                                  | 1630 (1618)                                         | Jindřich Jiří Smiřický ze Smiřic                                         | 1592 – 7. 4. 1630                                   | Markéta Salomena Smiřická                           | 1597 – asi 1655                                     | Valdštejnové                                        | Jindřich Jiří a Markéta Salomena byli sourozenci. Protože byl Jindřich Jiří slabomyslný, faktickým posledním mužským členem rodu byl jeho bratr Albrecht Jan Smiřický (17. 12. 1594 – 18. 11. 1618). |
| Jindřich Michal Slavata z Chlumu a Košumberka                 | Smiřičtí ze Smiřic                                  | 1630 (1618)                                         | Jindřich Jiří Smiřický ze Smiřic                                         | 1592 – 7. 4. 1630                                   | † 1. 2. 1620                                        |                                                     | Valdštejnové                                        | Jindřich Jiří a Markéta Salomena byli sourozenci. Protože byl Jindřich Jiří slabomyslný, faktickým posledním mužským členem rodu byl jeho bratr Albrecht Jan Smiřický (17. 12. 1594 – 18. 11. 1618). |
|                                                               | Pernštejnové                                        | 1631                                                | Vratislav Eusebius z Pernštejna                                          | 1594 – 26. 7. 1631                                  | Frebonie Eusebie z Pernštejna                       | 1596 – 6. 2. 1646                                   | Lobkovicové                                         | Vratislav Eusebius a Frebonie Eusebie byli sourozenci. Oba poslední členové rodu zůstali svobodní.                                                                                                   |
|                                                               | Trčkové z Lípy                                      | 1634                                                | Jan Rudolf Trčka z Lípy                                                  | † září 1634                                         | ?                                                   |                                                     | Colloredové z Waldsee, Piccolominiové, Gallasové    | |
|                                                               | Zajícové z Hazmburka                                | 1663                                                | Mikuláš Jiří Zajíc z Hazmburka (někdy je uváděn jako Jaroslav Maxmilián) | 1614–1663                                           | Benigna Kateřina Zajícová z Hazmburka               | 1650–1698                                           |                                                     | Benigna Kateřina byla dcerou Mikuláše Jiřího z budyňské větve. Mikuláš Jiří měl i mužské potomky, ale ti zemřeli mladí.                                                                              |
| Ester Juliana Hrzánová z Harasova, vdova po Kristiánu z Wahlu | Zajícové z Hazmburka                                | 1663                                                | † 29. 3. 1674                                                            | Hanibal Karel z Donína                              |                                                     |                                                     |                                                     | Benigna Kateřina byla dcerou Mikuláše Jiřího z budyňské větve. Mikuláš Jiří měl i mužské potomky, ale ti zemřeli mladí.                                                                              |
|                                                               | Švamberkové                                         | 1664                                                | Adam II. ze Švamberka (ronšperská větev)                                 | † 24. 12. 1664                                      | Františka Polyxena ze Švamberka (borská větev)      | † 1704                                              | Paarové, Schwarzenbergové                           | |
| Anna Kateřina Řepická ze Sudoměře                             | Švamberkové                                         | 1664                                                | ?                                                                        | Karel František z Paaru                             | † 1661                                              |                                                     | Paarové, Schwarzenbergové                           | |

## Šlechta po Bílé hoře
Po porážce stavovského povstání byl stav vyšší šlechty dále rozčleněn zavedením některých původem říšských titulů, což bylo potvrzeno Obnoveným zřízením zemským. Mezi tyto tituly patřil i kníže. Všechny tituly byly tyto:
- šlechtic
- rytíř
- svobodný pán/baron
- hrabě
- kníže
- vévoda

| Oslovení (predikát)                                          | Oslovení (predikát)   | Oslovení (predikát) |
| Oslovení                                                     | Oslovení německy      | Komu se náleží |
| ------------------------------------------------------------ | --------------------- | --- |
| Veličenstvo                                                  | Majestät              | císař a král |
| Výsost                                                       | Hoheit                | členové císařských, královských a velkovévodských rodu a někdy hlava knížecího rodu s titulem vévody (např. Hohenbergové) |
| Jasnost                                                      | Durchlaucht           | od roku 1825 polepšený predikát pro vévody a bývalá říšská knížata (např. Auerspergové, Colloredo-Mannsfeldové, Dietrichsteinové, Esterházyové, Kounic-Rietberg, Khevenhüllerové, Lobkowiczové, Metternichové, Rosenbergové, Schwarzenbergové, Starhembergové, Trauttmansdorffové, Windisch-Graetzové) |
| Vysoce urozený                                               | Hochgeboren           | původní predikát pro vévody a většinu bývalých říšských knížat |
| Osvícenost                                                   | Erlaucht              | od roku 1829 hlavy bývalých svrchovaných říšských hrabství (např. Harrachové, Kuefsteinové, Schönborn-Buchheim, Stadionové, Sternberg-Manderscheid, Wurmbrandtové), dříve predikát pro řadu knížat |
| Milost                                                       | Liebden, Gnaden       | |
| Nejjasnější                                                  | Durchlauchtigst       | |
| Vysokourozenost, popřípadě Vysokoblahorodí                   | Hoch- und Wohlgeboren | hrabata |
| Urozenost (Urozený pán), popřípadě Blahorodí (Blahorodý pán) | Wohlgeboren           | baroni |

Do šlechtického stavu centralizovaně povyšoval pouze panovník.
Po Bílé Hoře přišlo mnoho menších šlechtických rodů o majetek a začaly žít „obyčejným“ životem. Pokud však nebyli vysloveně zbaveni šlechtického predikátu, jejich tituly jim zůstaly.
Z 254 pánů a 1128 rytířů z doby před rokem 1620 jich zůstalo pouze 431.
Události třicetileté války a pobělohorský exil přivedly do českých zemí velký počet cizích, především italských, španělských, německých a skotských rodů (např. Eggenbergové, Buquoyové, Gallasové, Piccolominiové, Schwarzenbergové a další). Ještě po Vestfálském míru v 50. letech 17. století v Čechách výrazně převyšoval počet starých panských rodin ty nově příchozí. České vrchnosti ovládaly tři pětiny všech poddaných. Na Moravě již převažovaly rody cizí. V roce 1683 připadlo v Čechách na 58 domácích rodů již 95 cizích, na Moravě stálo vedle sebe 48 domácích a 70 cizích rodů. V druhé polovině 17. století byli nejbohatším rodem Moravského markrabství Lichtenštejnové, pod které spadala celá jedna pětina poddaných. V Čechách, na Moravě a ve Slezsku hospodařilo na lichtenštejnských panstvích celkem 1500 poddanských rodin. Ve smyslu počtu poddaných se hned za Lichtenštejny řadili Eggenbergové, tehdy nejbohatší magnáti v Čechách. V druhé polovině 17. století panský stav vlastnil v Čechách a na Moravě 62,8 % veškerého pozemkového majetku, přestože tvořili naprosto nepatrný podíl obyvatelstva. Na Moravě tehdy žilo asi 500 až 600 šlechticů, kteří tvořili jen pouhých 0,2 % všeho obyvatelstva. V 70. letech 17. století žilo na Moravě na panských državách 62 % veškerých poddaných, na rytířských 10 %, na církevních 20 % a na městských 8 %. Také se změnil poměr pozemkové držby mezi panským a rytířským stavem. V polovině 16. století (v roce 1557) vlastnili v Čechách a na Moravě páni 55 % a rytíři 45 % veškerých šlechtických držav, po třicetileté válce (v roce 1654) páni vlastnili už 85 %, zatímco rytíři pouhých 15 % držav. Ve Slezsku si rytířský stav svou pozici udržel. Přibližně o sto let později, v polovině 18. století patřilo na Moravě vyšší šlechtě 59,6 % a nižší šlechtě 9,6 % berních lánů.
Kolem roku 1740 žilo v Čechách 228 panských a 303 rytířských rodů. Proporčně jsou to více než dvě pětiny pro vyšší šlechtu proti méně než třem pětinám rodů rytířských. Počet plnoletých mužských příslušníků vyšší šlechty činil 893 a nižší šlechty 1228. Holdování králi Karlu Albrechtovi Bavorskému (Karlu III.) v roce 1741 podléhalo 1323 osob z panského a rytířského stavu. V roce 1741 tvořila knížata, markrabata a vévodové 5,7 procent panského stavu v Čechách. Mnohem početněji byla zastoupena hrabata, která tvořila 57 procent vyšší šlechty.
I po vzniku Rakouského císařství v roce 1804 resp. Rakouska-Uherska v roce 1867 přibývaly nově nobilitované rodiny, jejichž členové získali šlechtický titul díky zásluhám o panovníka, monarchii nebo obecné blaho.
Podle sčítání byl v Čechách v roce 1840 poměr šlechty a ostatních obyvatel 1:828, v rakouských zemích 1:350 a v Uhrách a Sedmihradsku 1:17. Zejména po roce 1848 se ale i v Čechách výrazně zvýšil počet nositelů titulu svobodný pán nebo rytíř; patřili k nim zejména státní úředníci a důstojníci, ale i statkáři nebo zástupci svobodných povolání. Zatímco původní rodová šlechta už v tomto období ztratila většinu svých výsad, příslušníci nové šlechty od druhé poloviny 19. století měli stále větší slovo v politice, hospodářství, armádě i kultuře. Řada z nich měla významné postavení jen jednu či několik málo generací (např. rytíři František Škoda a jeho syn Emil); některé novošlechtické rodiny se do české historie zapsaly výrazněji (Lexové z Aehrenthalu, Ringhofferové, Nádherní, Riegerové, Bartoňové z Dobenína).

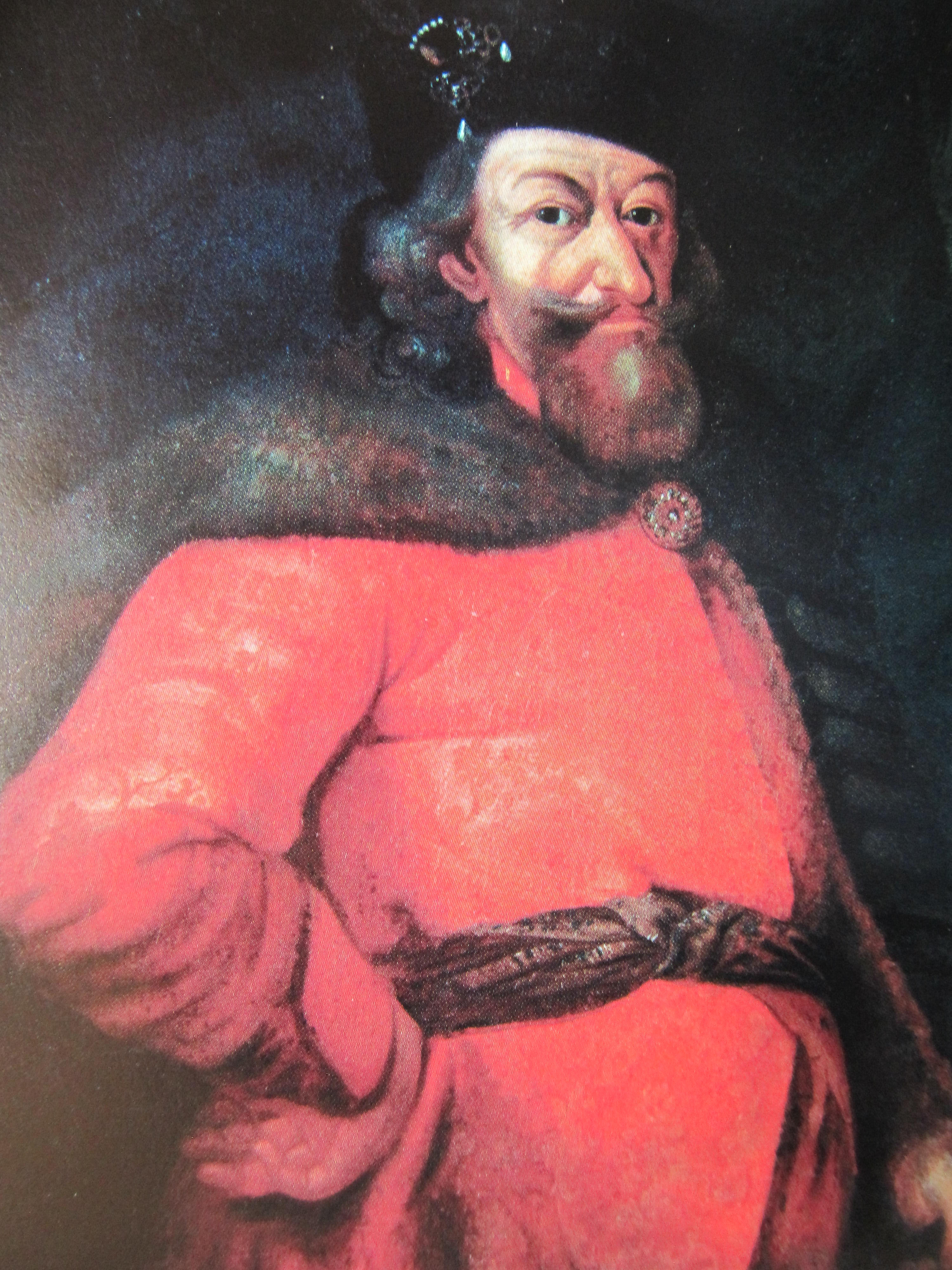
Heřman Černín z Chudenic (1576–1651)
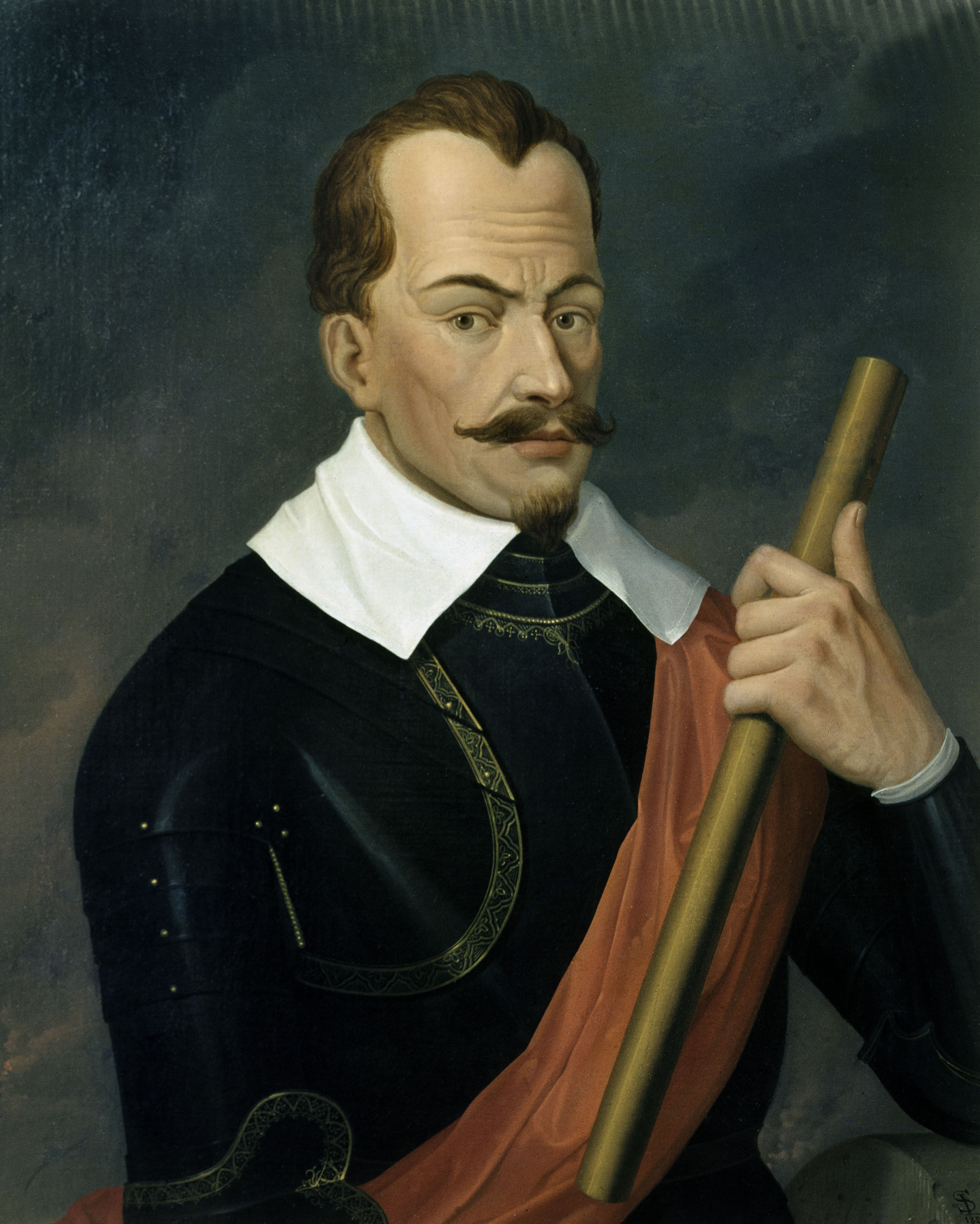
Albrecht z Valdštejna (1583–1634)
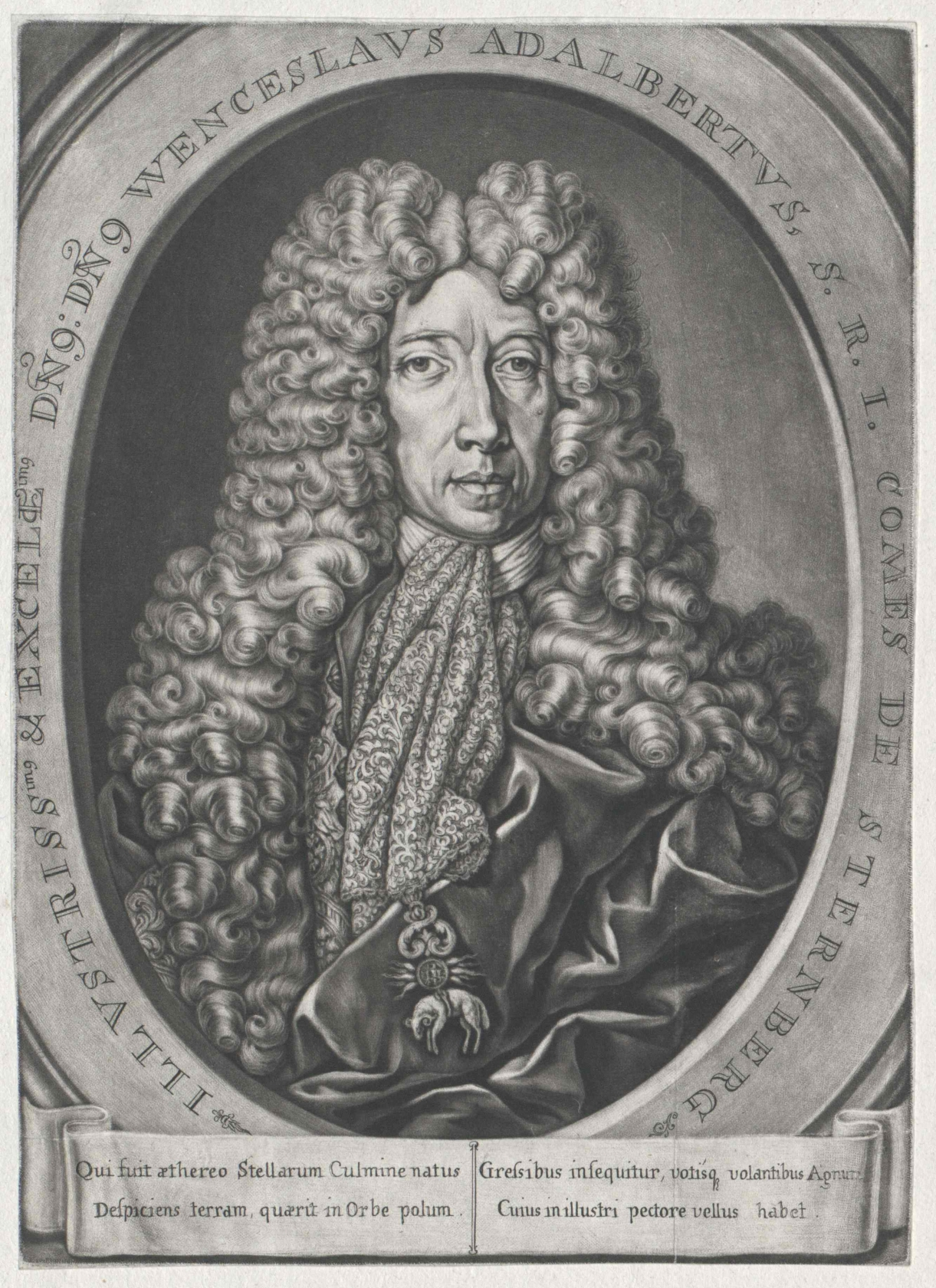
Václav Vojtěch ze Šternberka (1643–1708)
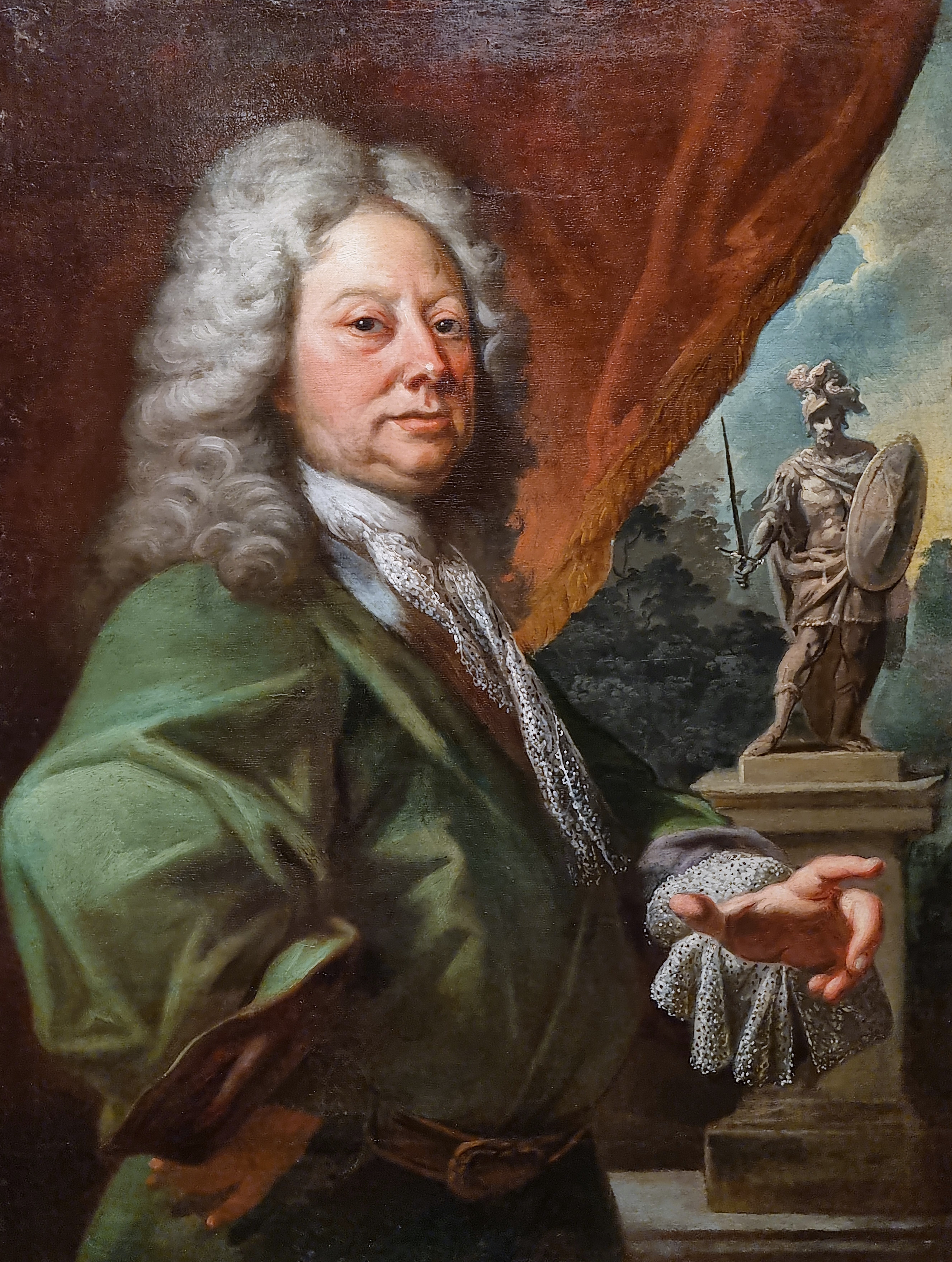
František Antonín Špork (1662–1738)
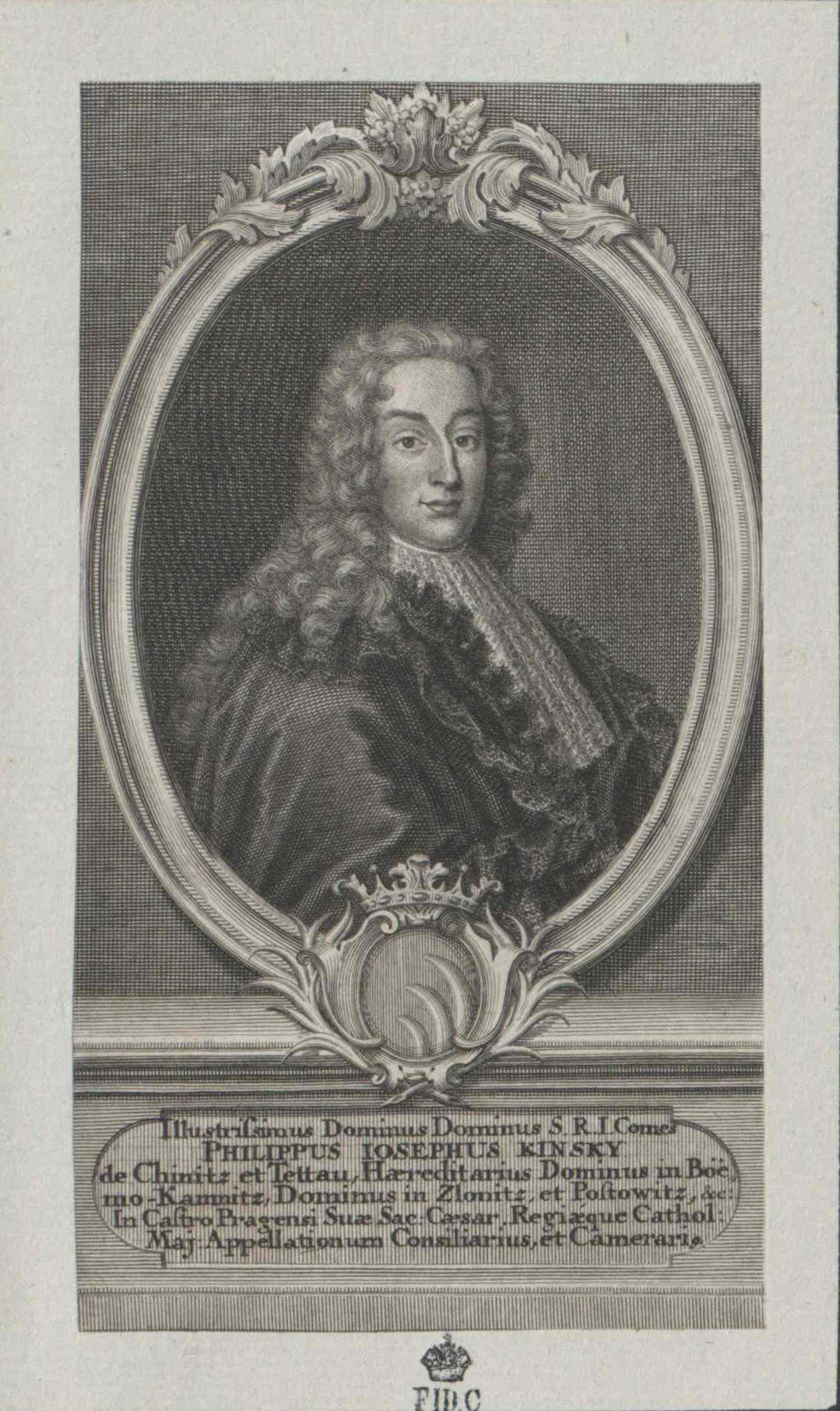
Filip Josef Kinský (1700–1749)
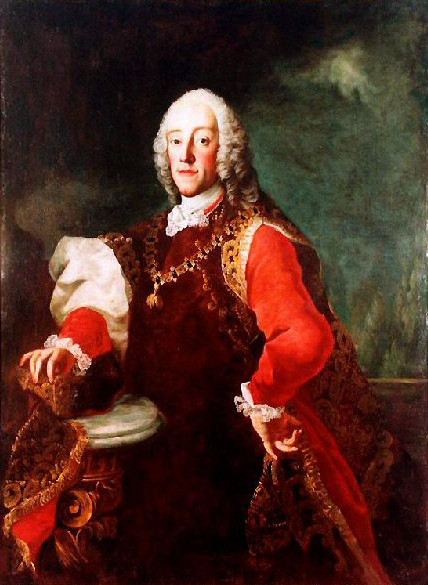
Josef I. Schwarzenberg (1722–1782)
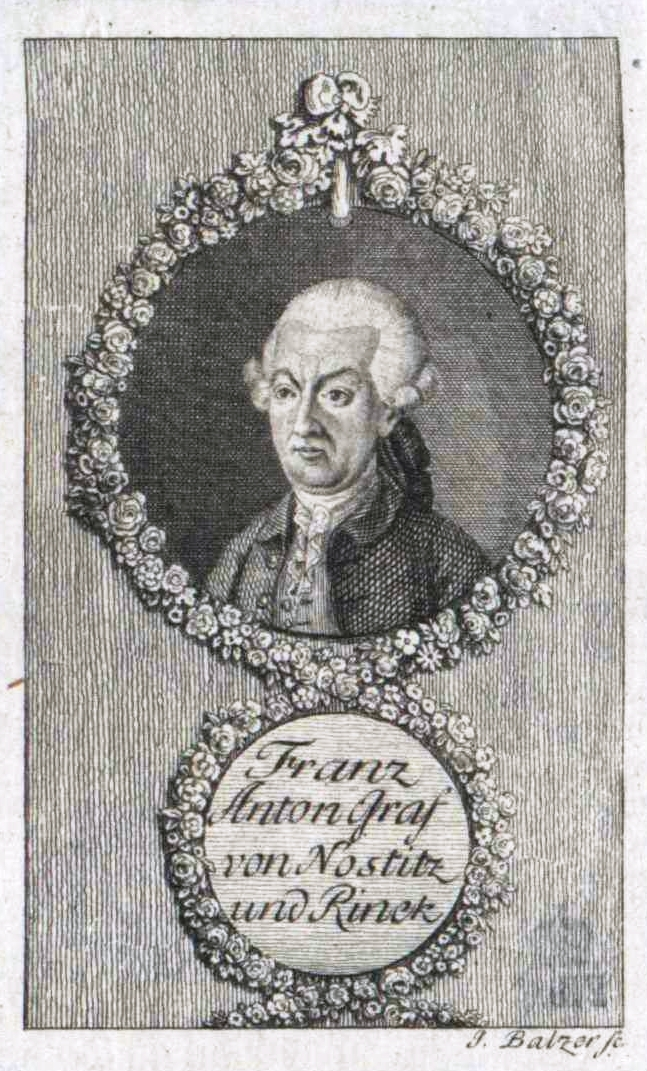
František Antonín Nostic-Rieneck (1725–1794)
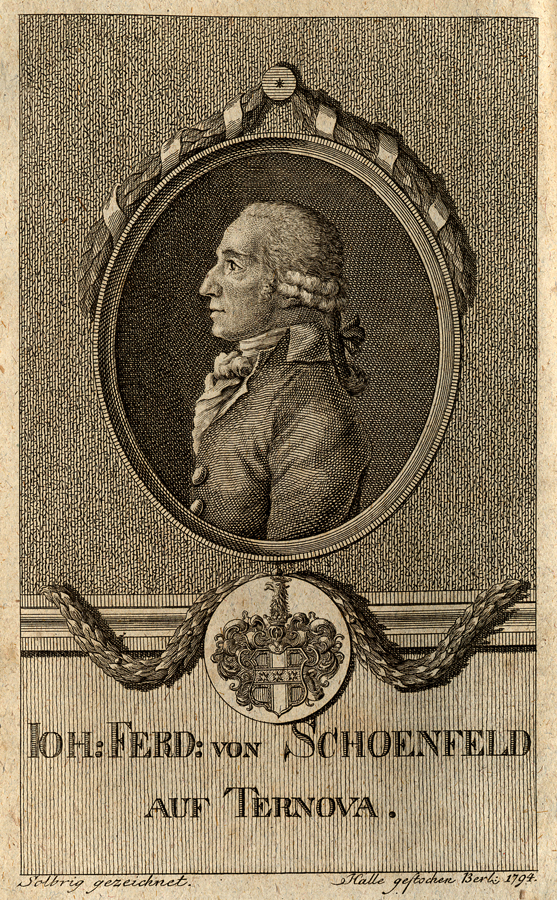
Jan Ferdinand von Schönfeld (1750–1821)
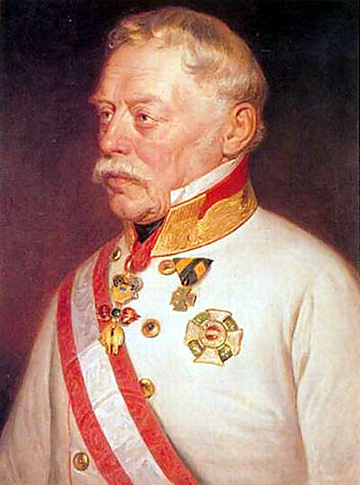
Václav Radecký z Radče (1766–1858)
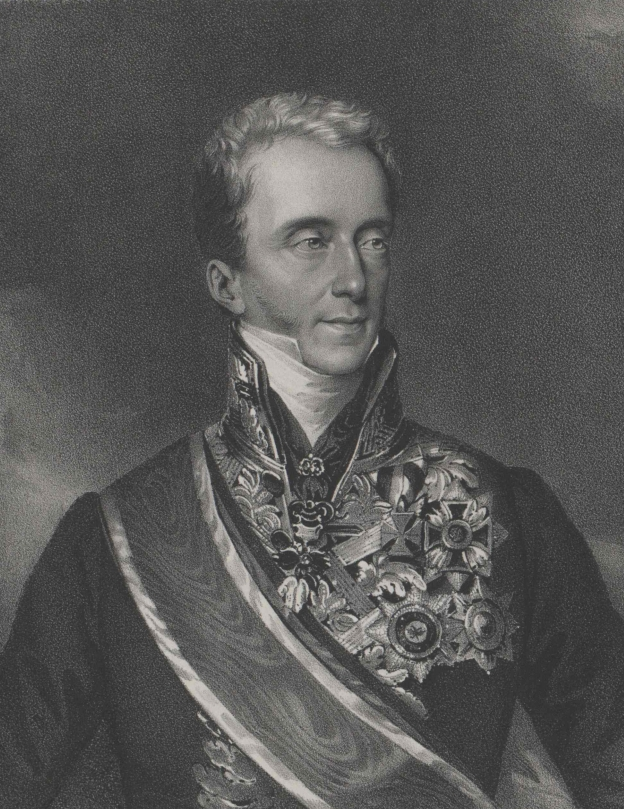
František Antonín Kolovrat (1778–1861)
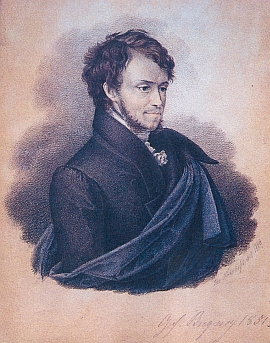
Jiří František Buquoy (1781–1851)
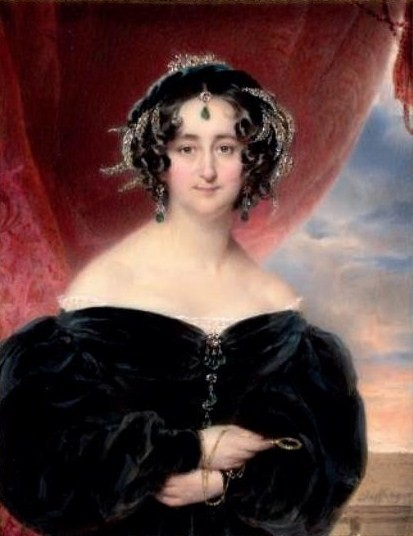
Kateřina Vilemína Zaháňská (1781–1839)
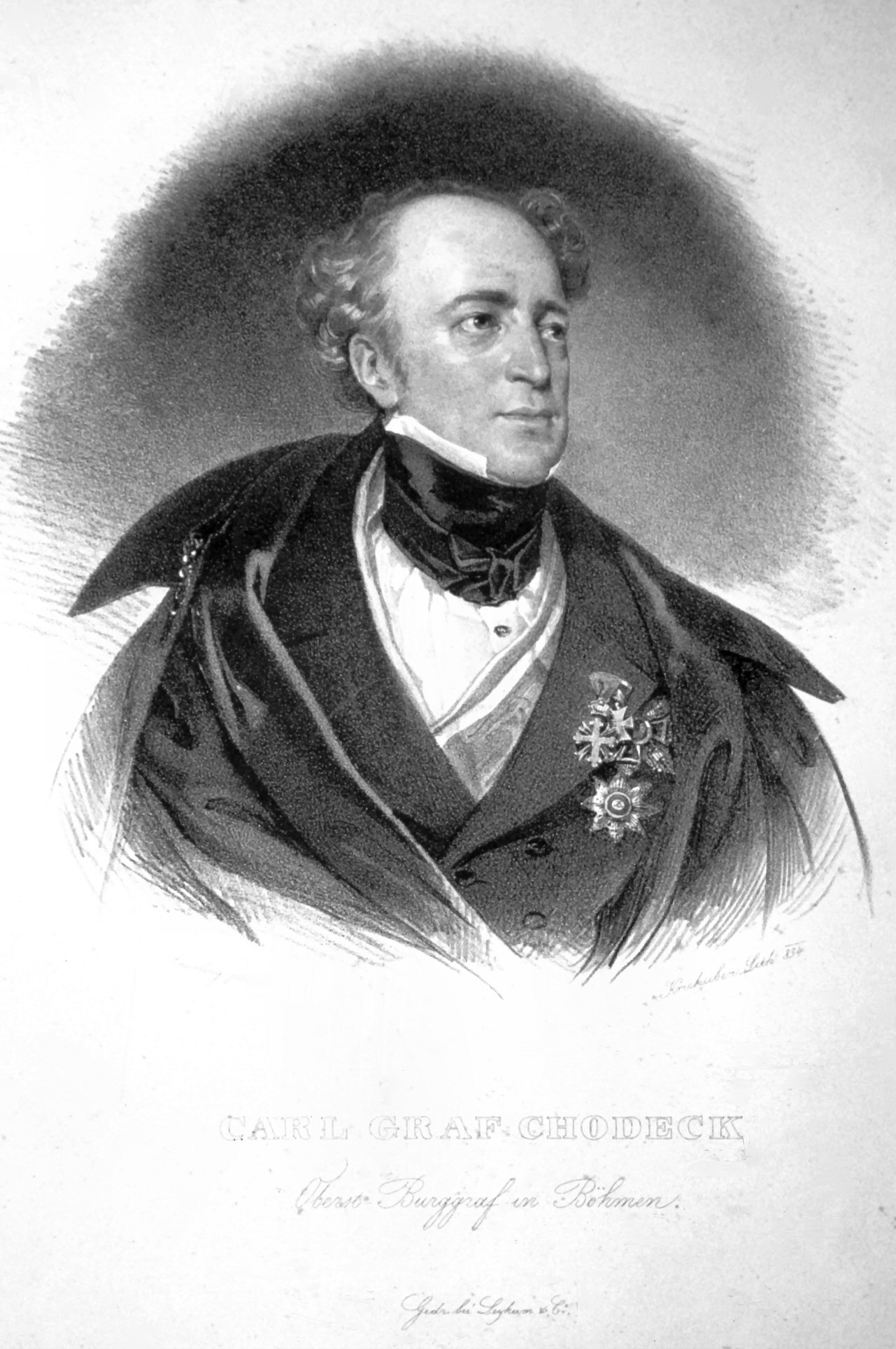
Karel Chotek z Chotkova (1783–1868)
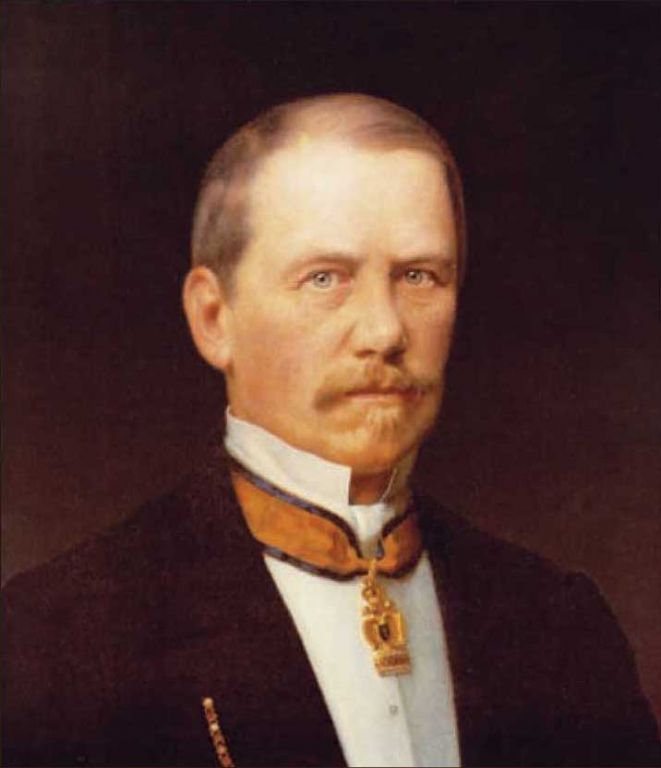
František II. Ringhoffer (1817–1873)
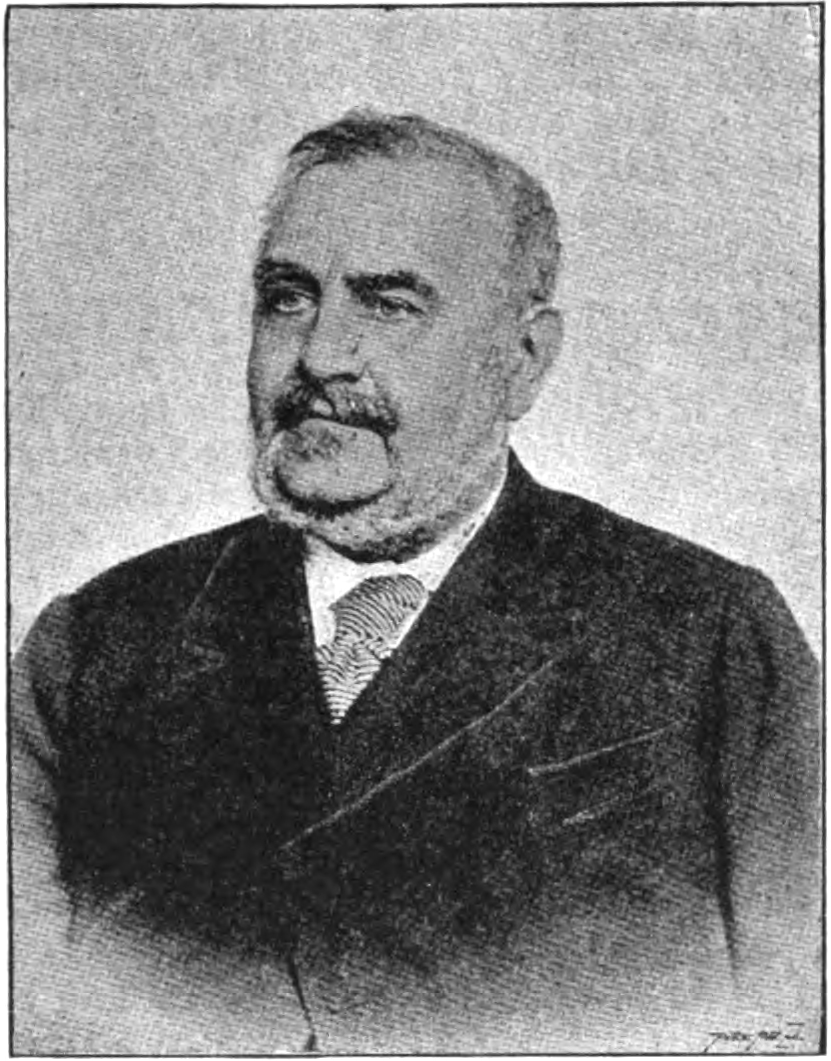
František Ladislav Rieger (1818–1903)
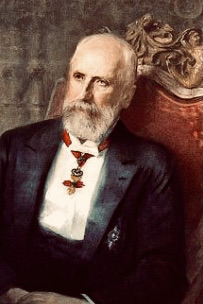
Jan II. Lichtenštejn (1840–1929)
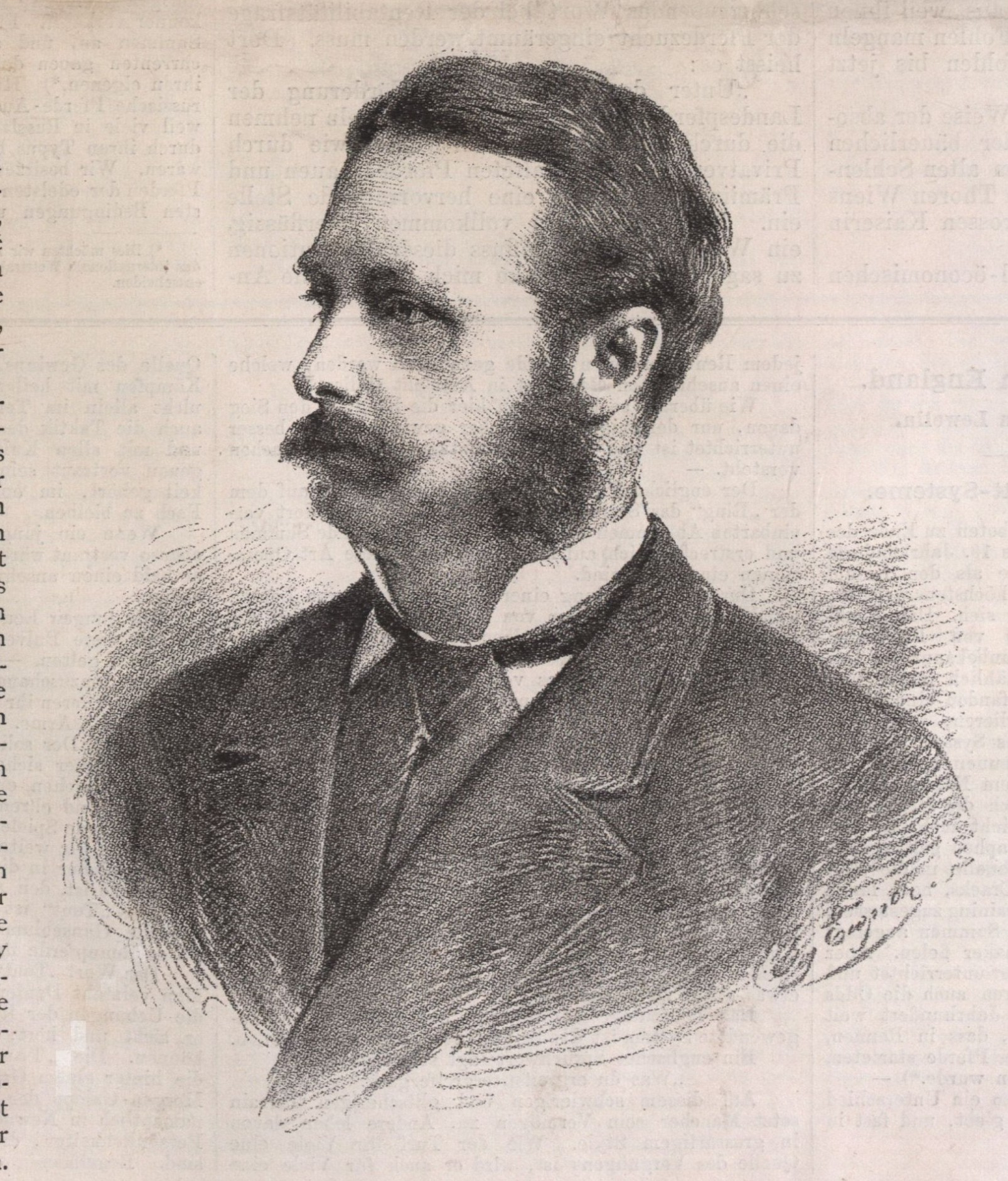
Jeroným Colloredo-Mannsfeld (1842–1881)
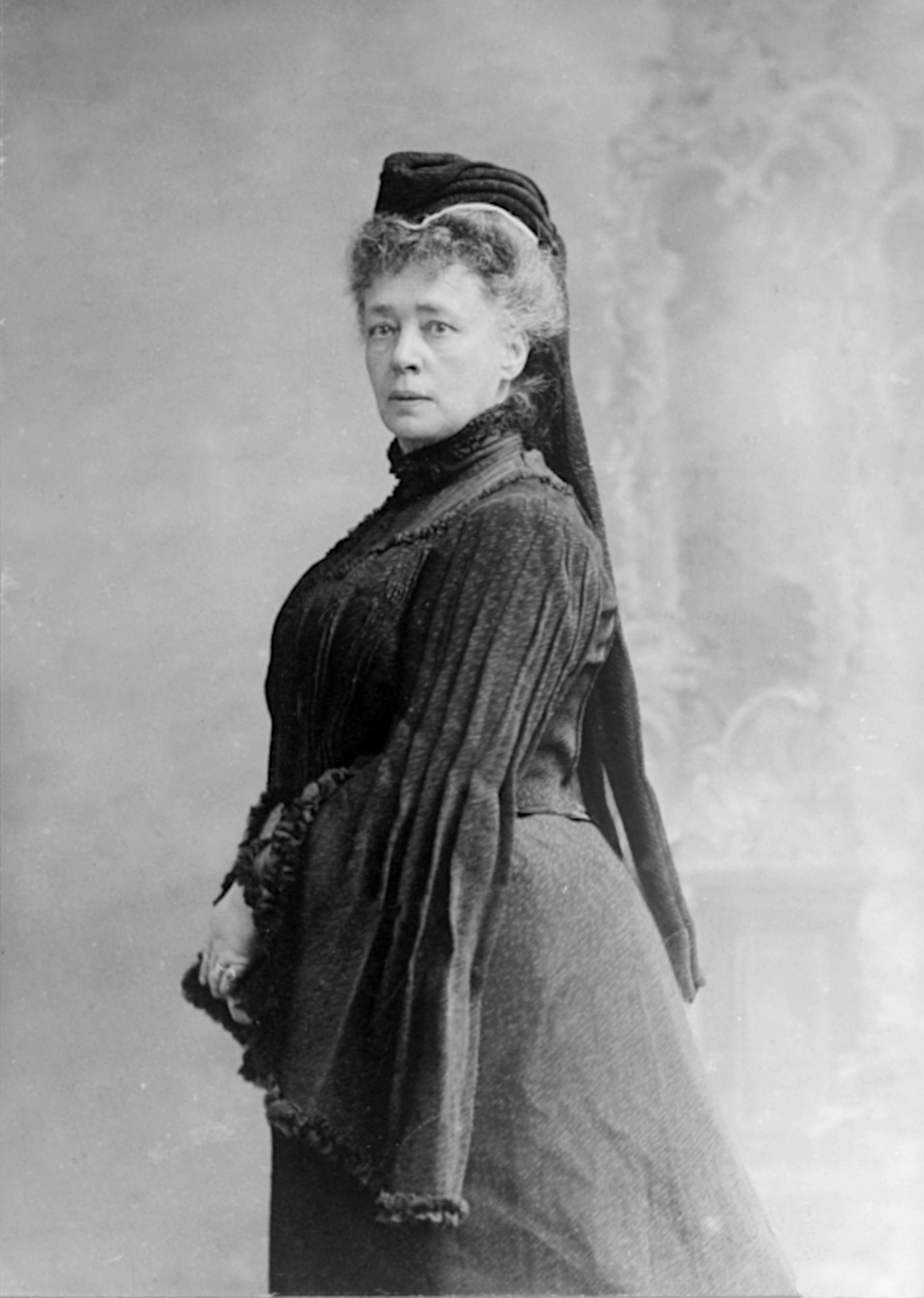
Bertha von Suttnerová (1843–1914)

### Nejbohatší česká šlechta v polovině 17. století
Následující tabulka představuje nejbohatší aristokraty v Českém království kolem roku 1655.
| Nejbohatší šlechta v Čechách v polovině 17. století | Nejbohatší šlechta v Čechách v polovině 17. století    | Nejbohatší šlechta v Čechách v polovině 17. století | Nejbohatší šlechta v Čechách v polovině 17. století | Nejbohatší šlechta v Čechách v polovině 17. století                                                   | Nejbohatší šlechta v Čechách v polovině 17. století |
| Pořadí                                              | Aristokrat                                             | Rok narození a úmrtí                                | Počet berních osedlých                              | Veřejné postavení v roce 1655, případně blízké příbuzenství s veřejně činnou osobou                   | Nejvyšší dosažené postavení                         |
| --------------------------------------------------- | ------------------------------------------------------ | --------------------------------------------------- | --------------------------------------------------- | --- | --------------------------------------------------- |
| 1.                                                  | Anna Marie Eggenberská, roz. z Brandenburg-Bayreuthu   | 1609–1680                                           | 3915                                                | vdova po zemském hejtmanovi v Kraňsku Janu Antonínu I. z Eggenbergu (1610–1649)                       |                                                     |
| 2.                                                  | Adam Pavel Slavata z Chlumu a Košumberka               | 1604–1657                                           | 1818                                                | syn nejvyššího kancléře Viléma Slavaty z Chlumu a Košumberka (1572–1652)                              | hejtman Bechyňského kraje                           |
| 3.                                                  | Karel Albrecht Buquoy (s matkou)                       |                                                     | 1734                                                | nezletilý                                                                                             | místodržící v Hennegavsku                           |
| 4.                                                  | Jan Bedřich z Trauttmansdorffu                         | 1619–1696                                           | 1275                                                | říšský dvorský rada                                                                                   | nejvyšší zemský komorník Českého království         |
| 5.                                                  | Václav Eusebius z Lobkowicz                            | 1609–1677                                           | 1262                                                | prezident dvorské válečné rady                                                                        | nejvyšší císařský dvorský hofmistr                  |
| 6.                                                  | bratři Gallasové, mezi nimi František Ferdinand Gallas | 1635–1697                                           | 1128                                                | nezletilí; synové vrchního velitele císařské armády Matyáše Gallasa (1588–1647)                       |                                                     |
| 7.                                                  | Karel Eusebius z Liechtensteinu                        | 1611–1684                                           | 1112                                                | syn nejvyššího dvorského hofmistra, moravského zemského hejtmana a místodržitele Českého království   | vrchní zemský hejtman ve Slezsku                    |
| 8.                                                  | Humprecht Jan Czernin z Chudenic                       | 1628–1682                                           | 1043                                                | otec nejvyššího purkrabího Českého království                                                         | císařský vyslanec v Benátkách                       |
| 9.                                                  | Adam Matyáš z Trauttmansdorffu                         | 1617–1684                                           | 1010                                                | nejvyšší maršálek Českého království                                                                  |                                                     |
| 10.                                                 | Maxmilián z Waldsteinu                                 | 1598–1655                                           | 955                                                 | nejvyšší císařský dvorský komorník                                                                    |                                                     |
| 11.                                                 | Julius Jindřich Sasko-Lauenburský                      | 1586–1665                                           | 898                                                 | |                                                     |
| 12.                                                 | Ottavio Piccolomini                                    | 1599–1656                                           | 856                                                 | | vrchní velitel císařské armády                      |
| 13.                                                 | Ludmila Benigna Sternbergová, roz. Kavková z Říčan     | 1614–1672                                           | 826                                                 | vdova po nejvyšším zemském sudím Českého království Františku Karlu Matyáši ze Sternbergu (1612–1648) |                                                     |
| 14.                                                 | Rudolf Colloredo                                       | 1585–1657                                           | 820                                                 | | generál císařské armády                             |
| 15.                                                 | Václav Michna z Vacínova                               | 1609–1667                                           | 773                                                 | přísedící zemského soudu                                                                              |                                                     |
| 16.                                                 | František Arnošt Šlik                                  | 1623–1675                                           | 772                                                 | říšský dvorský rada                                                                                   |                                                     |

### Rody povýšené v 17. století
| Povýšení v 17. století (výběr) | Povýšení v 17. století (výběr) | Povýšení v 17. století (výběr)                               | Povýšení v 17. století (výběr) | Povýšení v 17. století (výběr)                                                                | Povýšení v 17. století (výběr) | Povýšení v 17. století (výběr)                                                       | Povýšení v 17. století (výběr) | Povýšení v 17. století (výběr)                                             | Povýšení v 17. století (výběr) | Povýšení v 17. století (výběr) |
| Rok                            | Rytíř                          | Rytíř                                                        | Baron / svobodný pán           | Baron / svobodný pán                                                                          | Hrabě                          | Hrabě                                                                                | Kníže                          | Kníže                                                                      | Jméno | Poznámky |
| Rok                            | erb                            | rod                                                          | erb                            | rod                                                                                           | erb                            | rod                                                                                  | erb                            | rod                                                                        | Jméno | Poznámky |
| ------------------------------ | ------------------------------ | ------------------------------------------------------------ | ------------------------------ | --------------------------------------------------------------------------------------------- | ------------------------------ | ------------------------------------------------------------------------------------ | ------------------------------ | -------------------------------------------------------------------------- | --- | --- |
| 1601 nebo 1604                 |                                |                                                              |                                | Hodějovští z Hodějova 17. 2. 1601 český panský stav                                           |                                |                                                                                      |                                |                                                                            | Přech (1566–1610) a jeho nezletilý synovec Smil. | |
| 1603                           |                                |                                                              |                                | Španovští z Lisova 16. 1. 1603 český panský stav                                              |                                |                                                                                      |                                |                                                                            | Jáchym mladší a Vít Vilém, synovci Štěpána | Jejich otec vlastnil statek Walterskirchen v Dolních Rakousích, v Čechách tato větev neměla majetek. Viz též rok 1588. |
| 1603                           |                                |                                                              |                                | Harantové z Polžic a Bezdružic český panský stav                                              |                                |                                                                                      |                                |                                                                            | Kryštof (1564–1621) | |
| 1604                           |                                |                                                              |                                | Lokšanové z Lokšan český panský stav                                                          |                                |                                                                                      |                                |                                                                            | Bratři Adam, Václav a Jiří | Původně slezský rod. |
| 1606                           |                                |                                                              |                                | Čertorejští z Čertorej 16. 3. 1606 český panský stav                                          |                                |                                                                                      |                                |                                                                            | Zikmund | Na Moravě byl Zikmund přijat mezi vyšší šlechtu 24. 11. 1607. Rod vymřel v roce 1654. |
| 1607                           |                                |                                                              |                                | Vřesovcové z Vřesovic 14. 5. 1607 český panský stav                                           |                                |                                                                                      |                                |                                                                            | bratři Volf Ilburk (asi 1575–1634) a Vilém (1572–1640) | Viz též rok 1622, 1628 a 1629. |
| 1607                           |                                |                                                              |                                | Czerninové z Chudenic 14. 5. 1607 český panský stav                                           |                                |                                                                                      |                                |                                                                            | Heřman, zv. Tureček (1576–1651) | Viz též rok 1623 a 1627. |
| 1607                           |                                |                                                              |                                | Wratislavové z Mitrowicz (Mitrovic) (mníšecká linie) 14. 5. 1607 český panský stav            |                                |                                                                                      |                                |                                                                            | Synové Jana (1530–1581) Vratislav mladší († před 1611), Vilém (1576–1637), Zdeněk (asi 1578–1641), Hertvík (1585–1624). | Viz též rok 1619, 1620, 1625, 1629 a 1701. |
| 1607                           |                                |                                                              |                                | Budovcové z Budova český panský stav                                                          |                                |                                                                                      |                                |                                                                            | Václav (1576–1621) | Václav Budovec z Budova byl popraven na Staroměstském náměstí v Praze v roce 1621. |
| 1611                           |                                |                                                              |                                | Vchynští (Kinští) z Vchynic 11. 3. a 18. 3. 1611 český panský stav                            |                                |                                                                                      |                                |                                                                            | Radslav starší († 1619) | Rudolf II. opět a definitivně potvrdil starobylý panský stav, následně souhlasil i Český zemský sněm. Viz též rok 1596, 1628, 1746 a 1747. |
| 1614                           |                                |                                                              |                                | Páni z Klenové a Janovic 7. 3. 1614 český panský stav                                         |                                |                                                                                      |                                |                                                                            | Vilém starší z Klenové a Janovic | Viz též rok 1623, 1629, 1630 a 1633. |
| 1619                           |                                |                                                              |                                | Wratislavové z Mitrowicz (Mitrovic) (mníšecká linie) 12. 9. 1619 starobylý říšský panský stav |                                |                                                                                      |                                |                                                                            | Bratři Vilém Zdeněk (1576–1637), Zdeněk (asi 1578–1641), Hertvík (1585–1624), syn Vratislava mladšího († před 1611) Jan Zdeněk († před 1659) a jejich příbuzný Jiří.                                                             | Majestát vydal císař Ferdinand II. Viz též rok 1607, 1620, 1625, 1629 a 1701. |
| 1622                           |                                |                                                              |                                | Vřesovcové z Vřesovic 12. 12. 1622 říšský panský stav                                         |                                |                                                                                      |                                |                                                                            | Bratři Volf Ilburk (asi 1575–1634) a Vilém (1572–1640) | Viz též rok 1607, 1628 a 1629. |
| 1623                           |                                |                                                              |                                | Czerninové z Chudenic 15. 3. 1623 říšský panský stav                                          |                                |                                                                                      |                                |                                                                            | Heřman, zv. Tureček (1576–1651) | Viz též rok 1607 a 1627. |
| 1623                           |                                |                                                              |                                | Páni z Klenové a Janovic 20. 8. 1623 starožitný říšský panský stav                            |                                |                                                                                      |                                |                                                                            | Vilém starší z Klenové a Janovic | Viz též rok 1614, 1629, 1630 a 1633. |
| 1623                           |                                |                                                              |                                | Hrzánové z Harasova český panský stav                                                         |                                |                                                                                      |                                |                                                                            | Zdeslav (1583–1642) | Syn Adama Hrzána z Harasova (1563–1619) Zdeslav měl bratra Jana. Viz též rok 1624 a 1666. |
| 1624                           |                                |                                                              |                                | Hrzánové z Harasova český panský stav                                                         |                                |                                                                                      |                                |                                                                            | Jan (1585–1631) | Syn Adama Hrzána z Harasova (1563–1619) Jan měl bratra Zdeslava. Viz též rok 1623 a 1666. |
| 1625                           |                                |                                                              |                                | Wratislavové z Mitrowicz (Mitrovic) (mníšecká linie) 23. 7. 1625 starý český panský stav      |                                |                                                                                      |                                |                                                                            | Bratři Vilém Zdeněk (1576–1637), Zdeněk (asi 1578–1641), Hertvík (1585–1624), syn Vratislava mladšího († před 1611) Jan Zdeněk († před 1659) a jejich příbuzný Jiří.                                                             | Viz též rok 1607, 1619, 1620, 1629 a 1701. |
| 1627                           |                                |                                                              |                                |                                                                                               |                                | Czerninové z Chudenic 20. 5. 1627 říšský hraběcí stav, 8. 6. 1627 český hraběcí stav |                                |                                                                            | Heřman, zv. Tureček (1576–1651) | V roce 1635 mu byl propůjčen palatinát. Viz též rok 1607 a 1623. |
| 1627                           |                                |                                                              |                                |                                                                                               |                                | Harrachové říšský hraběcí stav                                                       |                                |                                                                            | Karel (1570–1628) | 1829 titul Osvícenost dědičný pro prvorozeného syna. Viz též rok 1552 a 1577. |
| 1628                           |                                |                                                              |                                |                                                                                               |                                | Kinští z Vchynic a Tetova 8. 7. 1628 říšský hraběcí stav                             |                                |                                                                            | Vilém (1574–1634) | Titul potvrzen jeho synovcovi Janu Oktaviánovi 31. května 1676. Viz též rok 1746 a 1747. |
| 1628                           |                                |                                                              |                                |                                                                                               |                                | Vřesovcové z Vřesovic 4. 11. 1628 říšský hraběcí stav                                |                                |                                                                            | Bratři Volf Ilburk (asi 1575–1634) a Vilém (1572–1640) | Viz též rok 1607, 1622 a 1629. |
| 1629                           |                                |                                                              |                                | Páni z Klenové a Janovic 25. 1. 1629 starožitný český panský stav                             |                                |                                                                                      |                                |                                                                            | Vilém starší z Klenové a Janovic | Potvrzení starožitného panského stavu pro české země. Viz též rok 1614, 1623, 1630 a 1633. |
| 1629                           |                                |                                                              |                                |                                                                                               |                                | Vřesovcové z Vřesovic 14. 11. 1629 český hraběcí stav                                |                                |                                                                            | Bratři Volf Ilburk (asi 1575–1634) a Vilém (1572–1640) | Potvrzení hraběcího stavu pro české země. Následně 1. 9. 1632 získali oba bratři právo na titul vysoce urozený. Viz též rok 1607, 1622 a 1628.                                                                                                  |
| 1629                           |                                |                                                              |                                | Bubnové z Litic                                                                               |                                |                                                                                      |                                |                                                                            | Jindřich Jan (1596–1653) a Kunata Jaroslav († 1684) | Viz též rok 1644. |
| 1630                           |                                |                                                              |                                |                                                                                               |                                | Páni z Klenové a Janovic 15. 10. 1630 říšský hraběcí stav                            |                                |                                                                            | Vilém starší z Klenové a Janovic | Viz též rok 1614, 1623, 1629 a 1633. |
| 1630                           |                                |                                                              |                                |                                                                                               |                                | Auerspergové říšský hraběcí stav                                                     |                                |                                                                            | Dietrich († 1674) | V Čechách usazeni od poloviny 18. století. Viz též rok 1653. |
| 1633                           |                                |                                                              |                                |                                                                                               |                                | Páni z Klenové a Janovic 26. 7. 1633 český hraběcí stav                              |                                |                                                                            | Vilém starší z Klenové a Janovic | Potvrzení hraběcího stavu pro české země. Viz též rok 1614, 1623, 1629 a 1630. |
| 1637                           |                                |                                                              |                                |                                                                                               |                                | Sternbergové (Holičtí ze Šternberka) říšský hraběcí stav                             |                                |                                                                            | Václav Jiří († 1681) | Viz též rok 1661 a 1662. |
| 1644                           |                                |                                                              |                                |                                                                                               |                                | Bubnové z Litic                                                                      |                                |                                                                            | Jindřich Jan (1596–1653) a Kunata Jaroslav († 1684) | Viz též rok 1629. |
| 1653                           |                                |                                                              |                                |                                                                                               |                                |                                                                                      |                                | Auerspergové říšský knížecí stav s právem primogeniturního dědictví titulu | Jan Weikhard (1615–1677) | 1825 právo na oslovování Jasnosti, 1869 právo na oslovování Jasnosti pro všechny členy rodu, titul hlavy rodu: kníže z Auerspergu, vévoda z Gottschee, okněžněný hrabě z Welsu, ostatní členové rodiny: princové a princezny. Viz též rok 1630. |
| 1660                           |                                | Netoličtí z Eisenberka 10. 4. 1660 starý český rytířský stav |                                |                                                                                               |                                |                                                                                      |                                |                                                                            | Ferdinand († 1684) | Jeho otec Václav Netolický z Eisenberka († po 1634), lesmistr Český Budějovic, získal erb a predikát 2. dubna 1599. Viz též rok 1741 a 1759. |
| 1661                           |                                |                                                              |                                |                                                                                               |                                | Sternbergové (Šternberkové) říšský hraběcí stav                                      |                                |                                                                            | Bratři z konopišťské linie Ignác Karel († 1700), Václav Vojtěch (1643–1708) a Jan Norbert († 1678) a jejich příbuzní, bratři Štěpán Jiří († 1706) a Adolf Vratislav (1627–1703)                                                  | Rodu byl uznán (restituován) starý říšský hraběcí stav. Viz též rok 1637 a 1662. |
| 1662                           |                                |                                                              |                                |                                                                                               |                                | Sternbergové (Šternberkové) český hraběcí stav                                       |                                |                                                                            | Bratři z konopišťské linie Ignác Karel († 1700), Václav Vojtěch (1643–1708) a Jan Norbert († 1678), jejich příbuzní, bratři Štěpán Jiří († 1706) a Adolf Vratislav (1627–1703) a dále Václav Jiří Holický ze Sternbergu († 1681) | Viz též rok 1637 a 1661. |

### Nejbohatší česká šlechta na počátku 18. století
Následující tabulka představuje nejbohatší aristokraty v Čechách na počátku 18. století.
| Nejbohatší šlechta v Čechách na počátku 18. století | Nejbohatší šlechta v Čechách na počátku 18. století | Nejbohatší šlechta v Čechách na počátku 18. století | Nejbohatší šlechta v Čechách na počátku 18. století | Nejbohatší šlechta v Čechách na počátku 18. století |
| Pořadí                                              | Aristokrat                                          | Rok narození a úmrtí                                | Stav roku                                           | Panství a statky v Čechách |
| --------------------------------------------------- | --------------------------------------------------- | --------------------------------------------------- | --------------------------------------------------- | --- |
| 1.                                                  | Heřman Jakub Czernin z Chudenic                     | 1659–1710                                           | 1703                                                | Chudenice, Ostřetín, Petrohrad, Kysibl, Bochov, Andělská Hora, Nejdek, Unschwitz, Krásný Dvůr, Vinoř, Vroutek, Sedčice, Milčeves, Kostomlaty, Mělník, Chrustenice, Čirečovice, Kosmonosy, Kost, Mitrovice, Jindřichův Hradec, Velichovky |
| 2.                                                  | Adam František ze Schwarzenbergu                    | 1680–1732                                           | 1703                                                | Třeboň, Hluboká, Kaplice, Postoloprty, Mšec, Jinonice, Butovice, Smíchov, Heřmanovy Sejfy, Drahonice, Kestřany, Rejnštejn |
| 3.                                                  | Jan Kristián z Eggenbergu                           | 1641–1710                                           | 1710                                                | Český Krumlov, Orlík, Zvíkov, Prachatice, Netolice, Chýnov, Vimperk |
| 4.                                                  | Arnošt Josef z Waldsteinu                           | 1654–1708                                           | 1704                                                | Mnichovo Hradiště, Duchcov a Horní Litvínov, Doksy, Křivoklát, Turnov, Zvířetice, Studénka, Valečov, Kněžmost, Solec, Malobratřice, Bělá, Bezděz, Krušovice, Nižbor, Hrubá Skála, Zásadka                                                |
| 5.                                                  | Václav Norbert Oktavián Kinský                      | 1642–1719                                           | 1719                                                | Chlumec nad Cidlinou, Česká Kamenice, SLoup, Rychmburk, Rosice, Choceň, Rataje nad Sázavou, Prčice, Nadějkov, Dražičky, Koloděje, Drahobuz                                                                                               |
| 6.                                                  | Filip Josef z Gallasu                               | 1703–1757                                           | 1726                                                | Liberec, Frýdlant, Lemberk, Grabštejn |
| 7.                                                  | Ferdinand August Leopold z Lobkowicz                | 1655–1715                                           | 1715                                                | Vysoký Chlumec, Roudnice nad Labem, Encovany, Jistebnice, Dolní Beřkovice, Nelahozeves, Střekov, Trkov |
| 8.                                                  | Jan František Josef z Thun-Hohensteinu              | 1686–1720                                           | 1719                                                | Klášterec nad Ohří, Děčín, Pětipsy, Benešov nad Ploučnicí, Žehušice, Markvartice, Poběžovice-Benátky, Choltice, Ostrý, Veselé |
| 9.                                                  | Karel Kajetán Buquoy                                | 1676–1750                                           | 1714                                                | Rožmberk, Nové Hrady, Libějovice, Čichtice, Dub |
| 10.                                                 | Jan Adam Ondřej z Liechtensteinu                    | 1662–1712                                           | 1710                                                | Lanškroun, Rumburk, Kostelec nad Černými lesy |
| 11.                                                 | Maxmilián z Morzinu                                 | 1673–1706                                           | 1705                                                | Vrchlabí, Lomnice nad Popelkou, Čistá, Hostinné, Křinec, Kounice, Doubravany, Nový Ronov |
| 12.                                                 | Václav František z Trauttmansdorffu                 | 1677–1753                                           | 1710                                                | Litomyšl |
| 13.                                                 | Jeroným z Colloreda                                 | 1674–1723                                           | 1710                                                | Opočno |

### Nejbohatší česká šlechta v polovině 18. století
Následující tabulka představuje nejbohatší aristokraty v Českém království kolem roku 1741.
| Nejbohatší šlechta v Čechách v polovině 18. století | Nejbohatší šlechta v Čechách v polovině 18. století | Nejbohatší šlechta v Čechách v polovině 18. století | Nejbohatší šlechta v Čechách v polovině 18. století | Nejbohatší šlechta v Čechách v polovině 18. století                                          | Nejbohatší šlechta v Čechách v polovině 18. století |
| Pořadí                                              | Aristokrat                                          | Rok narození a úmrtí                                | Výše příjmu z dominikálu ve zlatých                 | Veřejné postavení v roce 1741, případně blízké příbuzenství s veřejně činnou osobou          | Nejvyšší dosažené postavení                         |
| --------------------------------------------------- | --------------------------------------------------- | --------------------------------------------------- | --------------------------------------------------- | -------------------------------------------------------------------------------------------- | --------------------------------------------------- |
| 1.                                                  | Josef I. Adam ze Schwarzenbergu                     | 1722–1782                                           | 329 170                                             |                                                                                              | nejvyšší císařský dvorský hofmistr                  |
| 2.                                                  | Ferdinand Filip z Lobkowicz                         | 1724–1784                                           | 137 629                                             | syn nejvyššího hofmistra císařovny Alžběty Kristýny Filipa Hyacinta z Lobkowicz (1680–1734)  |                                                     |
| 3.                                                  | Prokop Vojtěch Czernin z Chudenic                   | 1726–1777                                           | 102 534                                             | syn nejvyššího dvorského sudího Františka Josefa Czernina z Chudenic (1697–1733)             |                                                     |
| 4.                                                  | Klemens František Bavorský                          |                                                     | 94 429                                              |                                                                                              |                                                     |
| 5.                                                  | Filip Josef Gallas                                  | 1703–1753                                           | 78 999                                              | nejvyšší dvorský sudí Českého království                                                     | nejvyšší zemský hofmistr Českého království         |
| 6.                                                  | Jan Josef z Thun-Hohensteinu                        | 1711–1788                                           | 71 146                                              |                                                                                              |                                                     |
| 7.                                                  | Ludvík Jiří Bádenský                                |                                                     | 68 091                                              | Generalfeldmarschalleutnant                                                                  |                                                     |
| 8.                                                  | František Norbert z Trauttmansdorffu                | 1705–1786                                           | 65 168                                              | přísedící dvorského soudu                                                                    | nejvyšší hofmistr arcikněžny Marie Alžběty          |
| 9.                                                  | Marie Terezie Anna Savojská, roz. z Liechtensteinu  | 1694–1772                                           | 62 967                                              |                                                                                              |                                                     |
| 10.                                                 | František Josef Jiří z Waldstein-Wartenbergu        | 1709–1771                                           | 60 210                                              | syn nejvyššího dvorského sudího Františka Josefa z Waldsteinu (1680–1722)                    |                                                     |
| 11.                                                 | Josef Vilém Arnošt z Fürstenbergu                   | 1699–1762                                           | 59 762                                              | otec nejvyššího purkrabího Karla Egona I. z Fürstenbergu (1729–1787)                         |                                                     |
| 12.                                                 | Karel Maxmilián z Dietrichsteinu                    | 1702–1784                                           | 59 134                                              |                                                                                              | nejvyšší císařský dvorský maršálek                  |
| 13.                                                 | František Leopold Buquoy                            | 1703–1767                                           | 56 990                                              | místodržící                                                                                  | nejvyšší zemský hofmistr Českého království         |
| 14.                                                 | František Michal z Martinic                         | 1704–1773                                           | 54 688                                              | nejvyšší hofmistr arcivévodkyně Marie Magdalény                                              |                                                     |
| 15.                                                 | František Arnošt z Waldsteinu                       | 1705/1706–1748                                      | 53 806                                              | syn nejvyššího dvorského sudího Českého království Františka Josefa z Waldsteinu (1680–1722) |                                                     |
| 16.                                                 | Josef Václav z Liechtensteinu                       | 1696–1772                                           | 52 950                                              | generál kavalerie                                                                            |                                                     |
| 17.                                                 | Leopold I. Ferdinand Kinský z Vchynic a Tetova      | 1713–1760                                           | 50 920                                              | přísedící zemského soudu                                                                     |                                                     |

### Rody povýšené v 18. století
| Povýšení v 18. století (výběr) | Povýšení v 18. století (výběr) | Povýšení v 18. století (výběr) | Povýšení v 18. století (výběr) | Povýšení v 18. století (výběr)                                  | Povýšení v 18. století (výběr) | Povýšení v 18. století (výběr)                                                                               | Povýšení v 18. století (výběr) | Povýšení v 18. století (výběr)                                                                                  | Povýšení v 18. století (výběr)                                                                   | Povýšení v 18. století (výběr) |
| Rok                            | Rytíř                          | Rytíř                          | Baron / svobodný pán           | Baron / svobodný pán                                            | Hrabě                          | Hrabě | Kníže                          | Kníže | Jméno povýšeného                                                                                 | Poznámky |
| Rok                            | erb                            | rod                            | erb                            | rod                                                             | erb                            | rod | erb                            | rod | Jméno povýšeného                                                                                 | Poznámky |
| ------------------------------ | ------------------------------ | ------------------------------ | ------------------------------ | --------------------------------------------------------------- | ------------------------------ | --- | ------------------------------ | --- | ------------------------------------------------------------------------------------------------ | --- |
| 1701                           |                                |                                |                                |                                                                 |                                | Wratislavové z Mitrowicz 12. 3. 1701 říšský hraběcí titul s predikátem Vysoce urozený/Hoch- und Wohlgeboren. |                                | | Jan Antonín (1682–1732) a dalších šest příslušníků rodu.                                         | Viz také rok 1607, 1619, 1620, 1625 a 1629. Od roku 1723 zastávali dědičný úřad nejvyššího kuchmistra Českého království.                                              |
| 1702                           |                                |                                |                                | Chotkové z Chotkova a Vojnína                                   |                                | |                                | | Václav Antonín (1674–1754)                                                                       | Viz též rok 1723 a 1745. |
| 1707                           |                                |                                |                                |                                                                 |                                | Podstatští z Prusinovic                                                                                      |                                | | František Dominik (1650–1721)                                                                    | Nejvyšší zemský sudí na Moravě. |
| 1712                           |                                |                                |                                |                                                                 |                                | Cukrové z Tamfeldu                                                                                           |                                | | Václav Josef (1687–1729)                                                                         | Zároveň stav svobodných pánů. Přísedící zemského a komorního soudu. |
| 1713                           |                                |                                |                                | Čejkové z Olbramovic                                            |                                | |                                | | Václav Jáchym (1667–1754)                                                                        | Pokladník Maltézského řádu. Viz též rok 1748. |
| 1716                           |                                |                                |                                |                                                                 |                                | Sobkové z Kornic                                                                                             |                                | | Karel Jindřich (1683–1738)                                                                       | Zemský hejtman Opolska a Ratibořska |
| 1718                           |                                |                                |                                |                                                                 |                                | Sweerts-Sporckové                                                                                            |                                | | František Karel Rudolf (1688–1757)                                                               | Do hraběcího stavu povýšen jako zeť a dědic Františka Antonína Šporka spolu s přijetím aliančního příjmení Sweerts-Sporck.                                             |
| 1719                           |                                |                                |                                | Bukůvkové z Bukůvky 19. 2. 1719 český panský stav               |                                | |                                | | Zikmund Jan (1691–1730), Petr Antonín Josef (1692–1742) a František Antonín Albrecht (1696–1733) | Synové Zikmunda Albrechta Jana (1661–1705). Viz též rok 1800. |
| 1723                           |                                |                                |                                |                                                                 |                                | Chotkové z Chotkova a Vojnína český hraběcí titul                                                            |                                | | Václav Antonín (1674–1754)                                                                       | Viz též rok 1702 a 1745. |
| 1723                           |                                |                                |                                | Blümegenové                                                     |                                | |                                | | Heřman Jošt (1672–1733)                                                                          | Říšský dvorní rada. Již 1720 říšský panský stav, v roce 1723 potvrzení panského stavu pro České království s českým inkolátem. Viz též rok 1759 a 1768.                |
| 1726                           |                                |                                |                                |                                                                 |                                | Voračičtí z Paběnic                                                                                          |                                | | Karel Josef (1686–1765)                                                                          | Důstojník císařské armády, později hejtman Bechyňského kraje. |
| 1741                           |                                |                                |                                | Netoličtí z Eisenberka 26. 10. 1741 starý český panský stav     |                                | |                                | | Václav Kazimír (1700–1760)                                                                       | Viz též rok 1660 a 1759. |
| 1744                           |                                |                                |                                | Dobrzenští z Dobrzenicz stav svobodných pánů Českého království |                                | |                                | | bratři Václav Petr (1710–1783), František Karel (1713–1755) a Jan Josef (1721–1796)              | Viz též rok 1906. |
| 1745                           |                                |                                |                                |                                                                 |                                | Chotkové z Chotkova a Vojnína říšský hraběcí titul                                                           |                                | | Václav Antonín (1674–1754)                                                                       | Viz též rok 1702 a 1723. |
| 1746                           |                                |                                |                                |                                                                 |                                | |                                | Kinští z Vchynic a Tetova 22. prosince 1746 český knížecí titul s právem primogeniturního dědictví titulu       | Štěpán Vilém (1679–1749)                                                                         | Chlumecká větev Kinských má pouze hraběcí titul. Viz též rok 1596, 1611, 1628 a 1747.                                                                                  |
| 1747                           |                                |                                |                                |                                                                 |                                | |                                | Kinští z Vchynic a Tetova 1. ledna 1747 říšský knížecí titul s právem primogeniturního dědictví titulu          | Štěpán Vilém (1679–1749)                                                                         | 1905 právo na oslovování Jasnosti, titul hlavy rodu: kníže Kinský z Vchynic a Tetova, ostatní členové rodiny: hrabata a hraběnky. Viz též rok 1596, 1611, 1628 a 1746. |
| 1748                           |                                |                                |                                |                                                                 | 40xpx                          | Čejkové z Olbramovic                                                                                         |                                | | Václav Jáchym (1667–1754)                                                                        | Velkopřevor Maltézského řádu v Českém království. Viz též rok 1713 |
| 1751                           |                                |                                |                                |                                                                 |                                | Harbuval-Chamaré                                                                                             |                                | | Jan Ludvík (1701–1764)                                                                           | |
| 1759                           |                                |                                |                                |                                                                 |                                | Netoličtí z Eisenberka 2. 1. 1759 hraběcí stav s predikátem Vysoce urozený                                   |                                | | Václav Kazimír (1700–1760)                                                                       | Viz též rok 1660 a 1741. |
| 1759                           |                                |                                |                                |                                                                 |                                | Blümegenové                                                                                                  |                                | | Jindřich Kajetán (1715–1788)                                                                     | Moravský zemský hejtman. Viz též rok 1723 a 1768. |
| 1759                           |                                |                                |                                |                                                                 |                                | Příchovští z Příchovic                                                                                       |                                | | Antonín Petr (1707–1793)                                                                         | Arcibiskup pražský. Do hraběcího stavu povýšen se svými bratry Janem Václavem a Felixem Ladislavem.                                                                    |
| 1763                           |                                |                                |                                |                                                                 |                                | |                                | Khevenhüllerové                                                                                                 | Jan Josef (1706–1776)                                                                            | Císařský nejvyšší komoří, český knížecí titul 20. prosince 1763, říšský knížecí titul 30. prosince 1763                                                                |
| 1763                           |                                |                                |                                |                                                                 |                                | |                                | Colloredové-Waldsee 24. 12. český a 29. 12. 1763 říšský knížecí titul s právem primogeniturního dědictví titulu | Rudolf Josef (1706–1788)                                                                         | 1786 jméno a znak hrabat z Mannsfeldu, 1825 právo na oslovování Jasnosti.                                                                                              |
| 1763                           |                                |                                |                                |                                                                 |                                | |                                | Batthyányové | Karel Josef (1697–1772)                                                                          | Polní maršál císařské armády, majitel panství v Čechách, český knížecí titul 28. prosince 1763, říšský knížecí titul 3. ledna 1764                                     |
| 1764                           |                                |                                |                                |                                                                 |                                | |                                | Kounicové | Václav Antonín (1711–1794)                                                                       | Rakouský státní kancléř, říšský knížecí titul 5. ledna 1764. Viz též rok 1776.                                                                                         |
| 1764                           |                                |                                |                                |                                                                 |                                | Radečtí z Radče                                                                                              |                                | | Václav Jan Leopold (1704–1781)                                                                   | |
| 1765                           |                                |                                |                                |                                                                 |                                | |                                | Starhembergové                                                                                                  | Jiří Adam (1724–1807)                                                                            | Císařský nejvyšší hofmistr, český knížecí titul 13. listopadu 1765, říšský knížecí titul 18. listopadu 1765                                                            |
| 1767                           |                                |                                |                                |                                                                 |                                | |                                | Clary-Aldringenové                                                                                              | František Václav (1706–1788)                                                                     | Nejvyšší lovčí Českého království. Český knížecí titul 27. ledna 1767, říšský knížecí titul 2. února 1767                                                              |
| 1767                           |                                |                                |                                |                                                                 |                                | Mitrovští z Nemyšle                                                                                          |                                | | Josef Antonín (1733–1808)                                                                        | Polní zbrojmistr císařské armády. Do hraběcího stavu povýšen spolu s bratrem Antonínem Arnoštem. Viz též rok 1769.                                                     |
| 1768                           |                                |                                |                                |                                                                 |                                | Blümegenové                                                                                                  |                                | | Heřman Hanibal (1716–1774), Jan Kryštof (1722–1802)                                              | Bratři Jindřicha Kajetána. Viz též rok 1723 a 1759. |
| 1769                           |                                |                                |                                |                                                                 |                                | Belcrediové český hraběcí titul                                                                              |                                | | Antonín (1744–1812)                                                                              | |
| 1769                           |                                |                                |                                |                                                                 |                                | |                                | Paarové | Jan Václav (1719–1792)                                                                           | Český knížecí titul 1. srpna 1769, říšský knížecí titul 5. srpna 1769.                                                                                                 |
| 1769                           |                                |                                |                                |                                                                 |                                | Mitrovští z Nemyšle                                                                                          |                                | | Maxmilián Josef (1709–1782)                                                                      | Generál císařské armády. Do hraběcího stavu povýšen spolu se synovcem Janem Křtitelem (1736–1811). Viz též rok 1767                                                    |
| 1776                           |                                |                                |                                |                                                                 |                                | |                                | Kounicové 27. 6. 1776 český knížecí titul                                                                       | Václav Antonín (1711–1794)                                                                       | Rakouský státní kancléř. Viz též rok 1764. |
| 1800                           |                                |                                |                                |                                                                 |                                | Bukůvkové z Bukůvky 7. 8. 1800 rakouský hraběcí stav                                                         |                                | | Jan Nepomuk Zikmund (1726–1807)                                                                  | Viz též rok 1719. |

### Šlechtické rody vymřelé v 18. století
| Šlechtické rody vymřelé v 18. století (výběr)    | Šlechtické rody vymřelé v 18. století (výběr) | Šlechtické rody vymřelé v 18. století (výběr) | Šlechtické rody vymřelé v 18. století (výběr)  | Šlechtické rody vymřelé v 18. století (výběr) | Šlechtické rody vymřelé v 18. století (výběr) | Šlechtické rody vymřelé v 18. století (výběr) | Šlechtické rody vymřelé v 18. století (výběr) | Šlechtické rody vymřelé v 18. století (výběr) |
| Erb                                              | Rod                                           | Rok vymření po meči                           | Poslední mužský člen                           | Datum narození a úmrtí                        | Poslední ženský člen                          | Datum narození a úmrtí                        | Dědici | Poznámky |
| Erb                                              | Rod                                           | Rok vymření po meči                           | Choť                                           | Datum narození a úmrtí                        | Choť                                          | Datum narození a úmrtí                        | Dědici | Poznámky |
| ------------------------------------------------ | --------------------------------------------- | --------------------------------------------- | ---------------------------------------------- | --------------------------------------------- | --------------------------------------------- | --------------------------------------------- | --- | --- |
|                                                  | Berkové z Dubé (česká větev)                  | 1706                                          | František Antonín Berka z Dubé                 | 1635/1649? – 24. 4. 1706                      | Marie Terezie Eleonora Berková z Dubé         | † 1726                                        | Bruntálští z Vrbna, Kinští, Nostitzové | František Antonín, nejvyšší maršálek Českého království, a Marie Terezie Eleonora, abatyše v klášteře voršilek na Hradčanech, byli nevlastní sourozenci. František Antonín Berka byl pohřben v bazilice sv. Vavřince a sv. Zdislavy v Jablonném v Podještědí. Po něm velkou část majetku zdědila jeho vzdálená sestřenice Františka Rozálie Berková, provdaná Kinská († 1718). |
| Luisa Anna Montecuccoli                          | Berkové z Dubé (česká větev)                  | 1706                                          |                                                |                                               | Marie Terezie Eleonora Berková z Dubé         | † 1726                                        | Bruntálští z Vrbna, Kinští, Nostitzové | František Antonín, nejvyšší maršálek Českého království, a Marie Terezie Eleonora, abatyše v klášteře voršilek na Hradčanech, byli nevlastní sourozenci. František Antonín Berka byl pohřben v bazilice sv. Vavřince a sv. Zdislavy v Jablonném v Podještědí. Po něm velkou část majetku zdědila jeho vzdálená sestřenice Františka Rozálie Berková, provdaná Kinská († 1718). |
|                                                  | Slavatové z Chlumu a Košumberka               | 1712                                          | Jan Karel Jáchym Slavata z Chlumu a Košumberka | 13. 1. 1641 – 21. 7. 1712                     | Marie Anežka Slavatová                        | 1674–1718                                     | Czerninové z Chudenic, Kolovratové, Salm-Reifferscheidtové, Lichtenstein-Castelcornové, Fünfkirchenové, Šternberkové, Windischgrätzové, Trauttmansdorffové, Götzové                                                                     | Jan Karel Jáchym Slavata, syn Jáchyma Oldřicha Slavaty, byl řeholníkem. Marie Anežka Slavatová byla dcera Jana Jiřího Jáchyma Slavaty. |
| František Vilém ze Salm-Reifferscheidtu          | Slavatové z Chlumu a Košumberka               | 1712                                          | Jan Karel Jáchym Slavata z Chlumu a Košumberka | 13. 1. 1641 – 21. 7. 1712                     | 14. 8. 1672 – 4. 6. 1734                      |                                               | Czerninové z Chudenic, Kolovratové, Salm-Reifferscheidtové, Lichtenstein-Castelcornové, Fünfkirchenové, Šternberkové, Windischgrätzové, Trauttmansdorffové, Götzové                                                                     | Jan Karel Jáchym Slavata, syn Jáchyma Oldřicha Slavaty, byl řeholníkem. Marie Anežka Slavatová byla dcera Jana Jiřího Jáchyma Slavaty. |
|                                                  | Eggenbergové                                  | 1717                                          | Jan Kristián II. z Eggenbergu                  | 10. 3. 1704 – 23. 2. 1717                     | Marie Terezie Josefa z Eggenbergu             | 14. 10. 1695 – 24. 11. 1774                   | Schwarzenbergové (české statky), lenní statky (Gradiška, Aquileia a Postojna) připadly císaři, panství v Kraňsku byla prodána, zbytek Leslieové a Herbersteinové                                                                        | Jan Kristián II. a Marie Terezie Josefa byli sourozenci. Dne 28. 9. 1774 zemřela jejich další sestra Marie Eleonora Anna, provd. Herbersteinová (* 1694). |
| Karel Kajetán z Leslie                           | Eggenbergové                                  | 1717                                          | Jan Kristián II. z Eggenbergu                  | 10. 3. 1704 – 23. 2. 1717                     | 11. 8. 1696 – 20. 6. 1762                     |                                               | Schwarzenbergové (české statky), lenní statky (Gradiška, Aquileia a Postojna) připadly císaři, panství v Kraňsku byla prodána, zbytek Leslieové a Herbersteinové                                                                        | Jan Kristián II. a Marie Terezie Josefa byli sourozenci. Dne 28. 9. 1774 zemřela jejich další sestra Marie Eleonora Anna, provd. Herbersteinová (* 1694). |
|                                                  | Přehořovští z Kvasejovic                      | 1723                                          | František Přehořovský z Kvasejovic             | † 24. 12. 1723                                | ?                                             |                                               | | |
| ?                                                | Přehořovští z Kvasejovic                      | 1723                                          | František Přehořovský z Kvasejovic             | † 24. 12. 1723                                |                                               |                                               | | |
|                                                  | Jeníškové z Újezda                            | 1728                                          | Jan Josef Jeníšek z Újezda                     | † 1728                                        | ??? Anna Marie Barbora Jeníšková z Újezda     | 1. 5. 1706 – 1769                             | Rodové statky Březnice, Hradiště, Vildštejn a rodinný erb přešly na Viléma Albrechta II. Krakowského z Kolowrat. Přes Kolowraty přešel titul i znak na rod Pálffyů.                                                                     | Anna Marie Barbora byla dcerou Přibíka Františka Josefa (1680–1716) a vnučkou Jana Josefa. |
| 1. Kateřina Wratislavová z Mitrowicz             | Jeníškové z Újezda                            | 1728                                          |                                                | ??? Martin Antonín Michna z Vacínova          | 1698 – po 1738                                |                                               | Rodové statky Březnice, Hradiště, Vildštejn a rodinný erb přešly na Viléma Albrechta II. Krakowského z Kolowrat. Přes Kolowraty přešel titul i znak na rod Pálffyů.                                                                     | Anna Marie Barbora byla dcerou Přibíka Františka Josefa (1680–1716) a vnučkou Jana Josefa. |
| 2. Žofie Regina z Trauttmansdorff-Weinsbergu     | Jeníškové z Újezda                            | 1728                                          | † po 1689                                      | ??? Martin Antonín Michna z Vacínova          | 1698 – po 1738                                |                                               | Rodové statky Březnice, Hradiště, Vildštejn a rodinný erb přešly na Viléma Albrechta II. Krakowského z Kolowrat. Přes Kolowraty přešel titul i znak na rod Pálffyů.                                                                     | Anna Marie Barbora byla dcerou Přibíka Františka Josefa (1680–1716) a vnučkou Jana Josefa. |
|                                                  | Páni z Talmberka                              | 1735                                          | Josef Václav z Talmberka                       | asi 1712 – 8. 6. 1735                         | ?                                             |                                               | | Josef Václav z ratajské větve měl sestry Annu Terezii (provdanou v roce 1728 za Václava Leopolda Šípa z Bránice) a Annu Františku. |
| ?                                                | Páni z Talmberka                              | 1735                                          | Josef Václav z Talmberka                       | asi 1712 – 8. 6. 1735                         |                                               |                                               | | Josef Václav z ratajské větve měl sestry Annu Terezii (provdanou v roce 1728 za Václava Leopolda Šípa z Bránice) a Annu Františku. |
|                                                  | Gutštejnové                                   | 1747                                          | Jáchym Hroznata z Gutštejna                    | † 1747                                        | ?                                             |                                               | | Jáchym Hroznata byl plukovníkem pěšího pluku a měl bratra Jana Ferdinanda. |
| Marie Sauer                                      | Gutštejnové                                   | 1747                                          |                                                | ?                                             |                                               |                                               | | Jáchym Hroznata byl plukovníkem pěšího pluku a měl bratra Jana Ferdinanda. |
|                                                  | Lichtenstein-Castelcornové                    | 1761                                          | František Antonín z Lichtenstein-Castelcornu   | 1679–1761                                     | ?                                             |                                               | Podstatští z Prusinovic | František Antonín přežil své syny. |
| 1. Marie Anna z Hallweilu                        | Lichtenstein-Castelcornové                    | 1761                                          | † 1743                                         |                                               | ?                                             |                                               | Podstatští z Prusinovic | František Antonín přežil své syny. |
| 2. Marie Kateřina z Scheudersdorfu               | Lichtenstein-Castelcornové                    | 1761                                          |                                                | ?                                             |                                               |                                               | Podstatští z Prusinovic | František Antonín přežil své syny. |
| 3. Marie Johana z Thürheimu                      | Lichtenstein-Castelcornové                    | 1761                                          | 1717–1796                                      | ?                                             |                                               |                                               | Podstatští z Prusinovic | František Antonín přežil své syny. |
|                                                  | Rottalové                                     | 1762                                          | František Antonín z Rottalu                    | 1690 nebo 1696 – 26. 10. 1762                 | ?                                             |                                               | Dietrichsteinové, Rovere z Monte l’Abbate, resp. Cobenzlové, Nádasdyové, Auerspergové, Lambergové, Khevenhüllerové | |
| Marie Cecílie z Trauttmansdorfffu                | Rottalové                                     | 1762                                          | 1698–1743                                      | ?                                             |                                               |                                               | Dietrichsteinové, Rovere z Monte l’Abbate, resp. Cobenzlové, Nádasdyové, Auerspergové, Lambergové, Khevenhüllerové | |
|                                                  | Petřvaldští z Petřvaldu                       | 1763                                          | Bernard Jan Petřvaldský z Petřvaldu            | 1735 – květen 1763                            | Marie Eleonora Petřvaldská z Petřvaldu        | 1725–1800                                     | Kuenburgové, Berchtoldové z Uherčic | Marie Eleonora byla sestra Bernarda Jana. Oba sourozenci byli svobodní. Jejich sestra Marie Terezie Petřvaldská z Petřvaldu (1727–1768) se nejprve provdala za Leopolda Otislava z Kopenic a poté za Prospera Antonína Berchtolda z Uherčic (1720–1807). |
|                                                  | Netoličtí z Eisenberka                        | 1769                                          | Jan Adam Netolický z Eisenberka                | 1731–1769                                     | Anna Alžběta Netolická z Eisenberka           | 1739–1813                                     | Wratislavové z Mitrowicz (fideikomis Kost zdědil Antonín Václav Wratislav-Netolický († 1791), synovec Jana Adama Netolického, syn Marie Terezie Netolické († 1760) a Františka Václava Wratislava z Mitrowicz a Schönfeldu (1721–1779). | Jan Adam a Anna Alžběta byli sourozenci, jejich otcem byl Václav Kazimír Netolický z Eisenberka (1700–1760). |
| 1. neurozená (manželství prohlášeno za neplatné) | Netoličtí z Eisenberka                        | 1769                                          |                                                | Petr Alexandr Quasco de Clauviers             | 1714–1780                                     |                                               | Wratislavové z Mitrowicz (fideikomis Kost zdědil Antonín Václav Wratislav-Netolický († 1791), synovec Jana Adama Netolického, syn Marie Terezie Netolické († 1760) a Františka Václava Wratislava z Mitrowicz a Schönfeldu (1721–1779). | Jan Adam a Anna Alžběta byli sourozenci, jejich otcem byl Václav Kazimír Netolický z Eisenberka (1700–1760). |
| 2. Walburga Bredová                              | Netoličtí z Eisenberka                        | 1769                                          | 1730–1793                                      | Petr Alexandr Quasco de Clauviers             | 1714–1780                                     |                                               | Wratislavové z Mitrowicz (fideikomis Kost zdědil Antonín Václav Wratislav-Netolický († 1791), synovec Jana Adama Netolického, syn Marie Terezie Netolické († 1760) a Františka Václava Wratislava z Mitrowicz a Schönfeldu (1721–1779). | Jan Adam a Anna Alžběta byli sourozenci, jejich otcem byl Václav Kazimír Netolický z Eisenberka (1700–1760). |
|                                                  | Trautsonové                                   | 1775                                          | Jan Vilém z Trautsonu                          | 1700–1775                                     | ?                                             |                                               | Auerspergové | Jan Vilém byl druhým knížetem z Trautsonu. Oba jeho synové František Antonín (1737–1750) i Leopold Donat (1739–1758) zemřeli svobodní ještě před otcem. |
| 1. Marie Josefa Ungnadová z Weissenwolffu        | Trautsonové                                   | 1775                                          | 1703–1730                                      |                                               | ?                                             |                                               | Auerspergové | Jan Vilém byl druhým knížetem z Trautsonu. Oba jeho synové František Antonín (1737–1750) i Leopold Donat (1739–1758) zemřeli svobodní ještě před otcem. |
| 2. Marie Františka z Mansfeld-Fondi              | Trautsonové                                   | 1775                                          | 1707–1743                                      | ?                                             |                                               |                                               | Auerspergové | Jan Vilém byl druhým knížetem z Trautsonu. Oba jeho synové František Antonín (1737–1750) i Leopold Donat (1739–1758) zemřeli svobodní ještě před otcem. |
| 3. Marie Karolína Haagerová z Altensteigu        | Trautsonové                                   | 1775                                          | 1701–1792                                      | ?                                             |                                               |                                               | Auerspergové | Jan Vilém byl druhým knížetem z Trautsonu. Oba jeho synové František Antonín (1737–1750) i Leopold Donat (1739–1758) zemřeli svobodní ještě před otcem. |
|                                                  | Hýzrlové z Chodů                              | 1776                                          | Bernard Hýzrle z Chodů                         | † 1776                                        | ???                                           |                                               | | Bernard Hýzrle z Chodů byl kanovníkem katedrální kapituly u sv. Štěpána v Litoměřicích |
| ???                                              | Hýzrlové z Chodů                              | 1776                                          | Bernard Hýzrle z Chodů                         | † 1776                                        |                                               |                                               | | Bernard Hýzrle z Chodů byl kanovníkem katedrální kapituly u sv. Štěpána v Litoměřicích |
|                                                  | Salm-Neuburgové                               | 1784                                          | Karel Vincenc ze Salm-Neuburgu                 | 9. 5. 1744 – 12. 5. 1784                      | Marie Antonie ze Salm-Neuburgu                | 16. 4. 1766 – 31. 3. 1840                     | Zadlužený majetek si rozdělily dcery a část prodaly např. Sternbergům. | Marie Antonie byla dcerou Karla Vincence. Dále měl dceru Arnoštku, provdanou z Lambergu (1771–1809), a Marii Jindřišku, provd. z Herbersteinu (1775–1815). |
| Marie Anna z Khevenhüller-Metsche                | Salm-Neuburgové                               | 1784                                          | 3. 4. 1747 – 20. 6. 1777                       | Wolfgang Maria Czernin z Chudenic             | 2. 2. 1766 – 21. 12. 1813                     |                                               | Zadlužený majetek si rozdělily dcery a část prodaly např. Sternbergům. | Marie Antonie byla dcerou Karla Vincence. Dále měl dceru Arnoštku, provdanou z Lambergu (1771–1809), a Marii Jindřišku, provd. z Herbersteinu (1775–1815). |
|                                                  | Martinicové                                   | 1789                                          | František Karel z Martinic                     | 1733–1789                                     | Marie Anna z Martinic                         | 1768–1832                                     | Clamové | Marie Anna byla dcera Františka Karla. Rod pokračoval v ženské linii pod jménem Clam-Martinic. Ke sloučení erbu a jmen obou rodin došlo v roce 1792 pro Karla Josefa Clama (1760–1826), který také získal titul vladař domu smečenského. |
| Marie Josefa ze Sternbergu (Šternberka)          | Martinicové                                   | 1789                                          | 1746–1823                                      | Karel Josef z Clamu                           | 1760–1826                                     |                                               | Clamové | Marie Anna byla dcera Františka Karla. Rod pokračoval v ženské linii pod jménem Clam-Martinic. Ke sloučení erbu a jmen obou rodin došlo v roce 1792 pro Karla Josefa Clama (1760–1826), který také získal titul vladař domu smečenského. |

### Rody povýšené v 19. století
| Povýšení v 19. století (výběr) | Povýšení v 19. století (výběr) | Povýšení v 19. století (výběr)       | Povýšení v 19. století (výběr) | Povýšení v 19. století (výběr) | Povýšení v 19. století (výběr) | Povýšení v 19. století (výběr) | Povýšení v 19. století (výběr) | Povýšení v 19. století (výběr) | Povýšení v 19. století (výběr) | Povýšení v 19. století (výběr)                |
| Rok                            | Šlechtic / Rytíř               | Šlechtic / Rytíř                     | Baron / svobodný pán           | Baron / svobodný pán           | Hrabě                          | Hrabě                          | Kníže                          | Kníže                          | Jméno povýšeného               | Poznámky                                      |
| Rok                            | erb                            | rod                                  | erb                            | rod                            | erb                            | rod                            | erb                            | rod                            | Jméno povýšeného               | Poznámky                                      |
| ------------------------------ | ------------------------------ | ------------------------------------ | ------------------------------ | ------------------------------ | ------------------------------ | ------------------------------ | ------------------------------ | ------------------------------ | ------------------------------ | --------------------------------------------- |
| 1829                           |                                |                                      |                                | Dlauhoweští z Dlouhévsi        |                                |                                |                                |                                | Arnošt (1779–1855)             |                                               |
| 1868                           |                                | Lannové 24. 2. 1868 rytíř            |                                |                                |                                |                                |                                |                                | Adalbert st. (1805–1866)       | Diplom vystaven 1. 6. 1908. Viz též rok 1907. |
| 1873                           |                                |                                      |                                | Ringhofferové 3. 1. 1873       |                                |                                |                                |                                | František (1817–1873)          | Viz též rok 1900.                             |
| 1879                           |                                | Daňkové z Esse 30. 12. 1879 šlechtic |                                |                                |                                |                                |                                |                                | Čeněk (1827–1893)              | Diplom vydán 25. 8. 1880.                     |
| 1900                           |                                | Ringhofferové 10. 4. 1900 rytíř      |                                |                                |                                |                                |                                |                                | Emanuel (1823–1903)            | Viz též rok 1873.                             |

### Šlechtické rody vymřelé v 19. století
| Šlechtické rody vymřelé v 19. století (výběr)                    | Šlechtické rody vymřelé v 19. století (výběr)                                    | Šlechtické rody vymřelé v 19. století (výběr) | Šlechtické rody vymřelé v 19. století (výběr) | Šlechtické rody vymřelé v 19. století (výběr)                                                               | Šlechtické rody vymřelé v 19. století (výběr) | Šlechtické rody vymřelé v 19. století (výběr) | Šlechtické rody vymřelé v 19. století (výběr)                  | Šlechtické rody vymřelé v 19. století (výběr) |
| Erb                                                              | Rod                                                                              | Rok vymření po meči                           | Poslední mužský člen                          | Datum narození a úmrtí                                                                                      | Poslední ženský člen                          | Datum narození a úmrtí                        | Dědici                                                         | Poznámky |
| Erb                                                              | Rod                                                                              | Rok vymření po meči                           | Choť                                          | Datum narození a úmrtí                                                                                      | Choť                                          | Datum narození a úmrtí                        | Dědici                                                         | Poznámky |
| ---------------------------------------------------------------- | -------------------------------------------------------------------------------- | --------------------------------------------- | --------------------------------------------- | --- | --------------------------------------------- | --------------------------------------------- | -------------------------------------------------------------- | --- |
|                                                                  | Věžníkové z Věžník                                                               | 1807                                          | Emanuel Josef věžník z Věžník                 | 7. 8. 1768 (křest) – 11. 5. 1807                                                                            | ?                                             |                                               |                                                                | |
| Aloisie Františka Nepomucena z Wurmbrand-Stuppachu               | Věžníkové z Věžník                                                               | 1807                                          | 2. 4. 1775 – 16. 8. 1818                      | ? |                                               |                                               |                                                                | |
|                                                                  | Blümegenové                                                                      | 1813                                          | Petr Alcantara z Blümegenu                    | 19. 9. 1754 – 6. 7. 1813                                                                                    | ?                                             |                                               | Stillfriedové z Ratenic, Kálnokyové, Schaffgotschové           | Nejvyšší zemský komorník na Moravě Petr Alcantara z Blümegenu zemřel bez potomstva, jeho majetek byl poté rozdělen mezi několik spřízněných rodin. Panství Vizovice zdědila Petrova manželka, následně její synovec Filip Stillfried. Fideikomisní panství Letovice přešlo na příbuzný rod Kálnokyů. Další statky Dolní Adršpach ve východních Čechách a Biskupice převzal příbuzný rod Schaffgotschů. Rodový palác v Brně (dům pánů z Lipé) zdědila Petrova nejmladší sestra Amálie s manželem Josefem Hayekem. |
| Marie Františka Stillfriedová z Ratenic                          | Blümegenové                                                                      | 1813                                          | 9. 2. 1762 – 22. 3. 1838                      | ? |                                               |                                               | Stillfriedové z Ratenic, Kálnokyové, Schaffgotschové           | Nejvyšší zemský komorník na Moravě Petr Alcantara z Blümegenu zemřel bez potomstva, jeho majetek byl poté rozdělen mezi několik spřízněných rodin. Panství Vizovice zdědila Petrova manželka, následně její synovec Filip Stillfried. Fideikomisní panství Letovice přešlo na příbuzný rod Kálnokyů. Další statky Dolní Adršpach ve východních Čechách a Biskupice převzal příbuzný rod Schaffgotschů. Rodový palác v Brně (dům pánů z Lipé) zdědila Petrova nejmladší sestra Amálie s manželem Josefem Hayekem. |
|                                                                  | Vrtbové                                                                          | 1830                                          | František Josef z Vrtby                       | 1759 – 27. 8. 1830                                                                                          | ?                                             |                                               | Lobkowiczové                                                   | František Josef z Vrtby zemřel neženatý a bezdětný, veškerý majetek odkázal Janu Nepomuku Karlovi princi z Lobkowicz (1799–1878), zakladateli křimické (konopišťsko-křimické) linie roudnické primogenitury rodu. |
| ?                                                                | Vrtbové                                                                          | 1830                                          | František Josef z Vrtby                       | 1759 – 27. 8. 1830                                                                                          |                                               |                                               | Lobkowiczové                                                   | František Josef z Vrtby zemřel neženatý a bezdětný, veškerý majetek odkázal Janu Nepomuku Karlovi princi z Lobkowicz (1799–1878), zakladateli křimické (konopišťsko-křimické) linie roudnické primogenitury rodu. |
|                                                                  | Kounic-Rietbergové (moravská knížecí větev, od 1752 také hrabata z Questenberku) | 1848                                          | Alois Václav z Kounic-Rietbergu               | 19. 6. 1774 – 15. 11. 1848                                                                                  | Leopoldina z Kounic-Rietbergu                 | 18. 2. 1803 – 16. 3. 1888                     | Kounicové z české hraběcí větve, Bruntálští z Vrbna            | Starší dcera Aloise Václava a sestra Leopoldiny Karolína (1801–1875) si vymohla, že směla používat kromě manželova příjmení i své rodné (Starhemberg-Kaunitz a Arenberg-Kaunitz). Po dlouhé soudní při získal Jaroměřice nad Rokytnou Rudolf Kristián Bruntálský z Wrbna (1864–1927) s podmínkou, že místo z Wrbna-Freudenthalu bude používat rozšířené příjmení z Wrbna-Kaunitz-Rietberg-Questenbergu a Freudenthalu. Česká hraběcí větev vymřela po meči v roce 1919. |
| Františka Xaverie Ungnadová z Weissenwolffu                      | Kounic-Rietbergové (moravská knížecí větev, od 1752 také hrabata z Questenberku) | 1848                                          | 3. 12. 1773 – 7. 10. 1859                     | Antonín Kárel Pálffy z Erdödu                                                                               | 26. 2. 1793 – 24. 11. 1879                    |                                               | Kounicové z české hraběcí větve, Bruntálští z Vrbna            | Starší dcera Aloise Václava a sestra Leopoldiny Karolína (1801–1875) si vymohla, že směla používat kromě manželova příjmení i své rodné (Starhemberg-Kaunitz a Arenberg-Kaunitz). Po dlouhé soudní při získal Jaroměřice nad Rokytnou Rudolf Kristián Bruntálský z Wrbna (1864–1927) s podmínkou, že místo z Wrbna-Freudenthalu bude používat rozšířené příjmení z Wrbna-Kaunitz-Rietberg-Questenbergu a Freudenthalu. Česká hraběcí větev vymřela po meči v roce 1919. |
|                                                                  | Dietrichsteinové                                                                 | 1864                                          | Mořic Jan z Dietrichstein-Proskau-Leslie      | 19. 2. 1775 – 29. 8. 1864                                                                                   | Gabriela z Dietrichstein-Proskau-Leslie       | 8. 12. 1825 – 24. 12. 1909                    | Herbersteinové, Mensdorff-Pouilly, Hatzfeldové, Clam-Gallasové | Mořic Jan, 10. kníže z Dietrichsteinu, své děti přežil. Podle rodinné smlouvy přešel majetek na děti jeho synovce Josefa z Dietrichsteinu (1798–1858), 9. knížete z Dietrichsteinu, mezi kterými byla i Gabriela. Knížecí titul přešel v roce 1869 na Alexandra Mensdorff-Pouilly (1813–1871), manžela Gabrieliny sestry Alexandriny (1824–1906). Nová titulatura byla tedy kníže z Dietrichsteinu (Ditrichštejna) na Mikulově, hrabě Mensdorff-Pouilly (německy Fürst von Dietrichstein zu Nikolsburg, Graf von Mensdorff-Pouilly). Rod Dietrichstein-Mensdorff-Pouilly vymřel o sto let později, tedy v roce 1964. |
| Marie Terezie z Gilleis                                          | Dietrichsteinové                                                                 | 1864                                          | 16. 1. 1779 – 3. 9. 1860                      | Alfréd z Hatzfeldu                                                                                          | 9. 4. 1825 – 3. 6. 1911                       |                                               | Herbersteinové, Mensdorff-Pouilly, Hatzfeldové, Clam-Gallasové | Mořic Jan, 10. kníže z Dietrichsteinu, své děti přežil. Podle rodinné smlouvy přešel majetek na děti jeho synovce Josefa z Dietrichsteinu (1798–1858), 9. knížete z Dietrichsteinu, mezi kterými byla i Gabriela. Knížecí titul přešel v roce 1869 na Alexandra Mensdorff-Pouilly (1813–1871), manžela Gabrieliny sestry Alexandriny (1824–1906). Nová titulatura byla tedy kníže z Dietrichsteinu (Ditrichštejna) na Mikulově, hrabě Mensdorff-Pouilly (německy Fürst von Dietrichstein zu Nikolsburg, Graf von Mensdorff-Pouilly). Rod Dietrichstein-Mensdorff-Pouilly vymřel o sto let později, tedy v roce 1964. |
|                                                                  | Ugartové                                                                         | 1875                                          | Maxmilián Ugarte                              | 13. 5. 1851 – 3. 2. 1875                                                                                    | Gabriela Ugartová                             | 11. 6. 1848 – 1935                            |                                                                | Maxmilián a Gabriela byli sourozenci. Jejich rodiči byli Josef Ugarte (1804–1862) a jeho druhá manželka Alžběta z Rochow-Briestu (1822–1896). Gabrieala porodila syny Giuseppa Lovatelliho a Massimiliana Lovatelliho (* 1869). |
| –                                                                | Ugartové                                                                         | 1875                                          | –                                             | Karel Lovatelli                                                                                             | 1843–1892                                     |                                               |                                                                | Maxmilián a Gabriela byli sourozenci. Jejich rodiči byli Josef Ugarte (1804–1862) a jeho druhá manželka Alžběta z Rochow-Briestu (1822–1896). Gabrieala porodila syny Giuseppa Lovatelliho a Massimiliana Lovatelliho (* 1869). |
|                                                                  | Kokořowczové z Kokořowa (Kokořovcové z Kokořova)                                 | 1878                                          | Ludvík Prokop Kokořowecz z Kokořowa           | 13. 10. 1833 – 29. 9. 1878                                                                                  | Zdeňka Kokořowczová z Kokořowa                | 6. 6.1861 – 6. 1. 1926                        |                                                                | Zdeňka byla jedinou dcerou Ludvíka Prokopa. |
| Karolína Žofie Wratislavová z Mitrowicz a Schönfeldu (rozvedeni) | Kokořowczové z Kokořowa (Kokořovcové z Kokořova)                                 | 1878                                          | 23. 9. 1841 – 15. 4. 1917                     | Leopold Bees z Chrostiny (rozvedeni, poté se podruhé provdala v Paříži za Remerciera, ale opět se rozvedla) | 19. 1. 1856 – 8. 11. 1891                     |                                               |                                                                | Zdeňka byla jedinou dcerou Ludvíka Prokopa. |
|                                                                  | Morzinové                                                                        | 1882                                          | Vincenc z Morzinu                             | 12. 6. 1808 – 19. 5. 1882                                                                                   | Aloisie z Morzinu                             | 6. 5. 1832 – 26. 7. 1907                      | Czerninové                                                     | Vincenc byl bratranec Rudolfa z Morzinu (1801–1881), který měl jedinou dceru Aloisii. Rod pokračoval v ženské linii pod jménem Czernin-Morzin. Ke sloučení erbu a jmen obou rodin, které bylo vázáno držbou Vrchlabí a Mašťova a podmínkou zákazu držby majorátu starší linie Czerninů, došlo v roce 1908 za Aloisina syna Rudolfa (1855–1927). |
| Heřman František Czernin z Chudenic                              | Morzinové                                                                        | 1882                                          | Vincenc z Morzinu                             | 12. 6. 1808 – 19. 5. 1882                                                                                   | 20. 2. 1819 – 2. 8. 1892                      |                                               | Czerninové                                                     | Vincenc byl bratranec Rudolfa z Morzinu (1801–1881), který měl jedinou dceru Aloisii. Rod pokračoval v ženské linii pod jménem Czernin-Morzin. Ke sloučení erbu a jmen obou rodin, které bylo vázáno držbou Vrchlabí a Mašťova a podmínkou zákazu držby majorátu starší linie Czerninů, došlo v roce 1908 za Aloisina syna Rudolfa (1855–1927). |

## Šlechta ve 20. století

### Rody povýšené ve 20. století (do roku 1918)
| Povýšení ve 20. století (výběr) | Povýšení ve 20. století (výběr) | Povýšení ve 20. století (výběr)             | Povýšení ve 20. století (výběr) | Povýšení ve 20. století (výběr) | Povýšení ve 20. století (výběr) | Povýšení ve 20. století (výběr)                               | Povýšení ve 20. století (výběr) | Povýšení ve 20. století (výběr)                                                         | Povýšení ve 20. století (výběr)                                                                                             | Povýšení ve 20. století (výběr)                           |
| Rok                             | Šlechtic / Rytíř                | Šlechtic / Rytíř                            | Baron / svobodný pán            | Baron / svobodný pán            | Hrabě                           | Hrabě                                                         | Kníže                           | Kníže                                                                                   | Jméno | Poznámky                                                  |
| Rok                             | erb                             | rod                                         | erb                             | rod                             | erb                             | rod                                                           | erb                             | rod                                                                                     | Jméno | Poznámky                                                  |
| ------------------------------- | ------------------------------- | ------------------------------------------- | ------------------------------- | ------------------------------- | ------------------------------- | ------------------------------------------------------------- | ------------------------------- | --------------------------------------------------------------------------------------- | --- | --------------------------------------------------------- |
| 1906                            |                                 |                                             |                                 |                                 |                                 | Dobrzenští z Dobrzenicz 21. února 1906 rakouský hraběcí titul |                                 |                                                                                         | Jan Václav (1841–1919) z chotěbořské větve a bratři Antonín Jindřich (1889–1915) a Jindřich (1892–1945) z potštejnské větve | Viz též rok 1744.                                         |
| 1907                            |                                 |                                             |                                 | Lannové 25. 9. 1907             |                                 |                                                               |                                 |                                                                                         | Adalbert ml. (1836–1909) | Diplom vystaven 23. 3. 1908. Viz též rok 1868.            |
| 1908                            |                                 | Špačkové ze Starburgu 30. 11. 1908 šlechtic |                                 |                                 |                                 |                                                               |                                 |                                                                                         | Václav (1840–1912) | Diplom vystaven 1. 2. 1909.                               |
| 1911                            |                                 |                                             |                                 |                                 |                                 |                                                               |                                 | Thun-Hohensteinové 21. 6. 1911 dědičný titul pro prvorozeného syna s predikátem Jasnost | František Antonín III. (1847–1916)                                                                                          | Rakouský předseda vlády, místodržitel Českého království. |
| 1912                            |                                 | Bartoňové z Dobenína 6. dubna 1912 rytíř    |                                 |                                 |                                 |                                                               |                                 |                                                                                         | Josef (1838–1920) a jeho potomci                                                                                            | Diplom vystaven 17. 6. 1912.                              |

### První republika
Pro život šlechty v 1. polovině 20. století jsou zásadní následující 3 body:
- 1. zrušení šlechtictví v roce 1918
- 2. pozemková reforma z roku 1919 a zrušení fideikomisu v roce 1924
- 3. postoj k Československé republice.

#### Zrušení šlechtictví
Po vzniku Československa bylo šlechtictví, jakož i veškerá z něj plynoucí práva, zrušeno zákonem č. 61/1918 Sb. z 10. prosince 1918 (podobný zákon přijala i Rakouská republika). Bývalým šlechticům je rovněž zapovězeno, aby užívali svého rodného jména s přídomkem nebo dodatkem, vyznačujícím šlechtictví. Zákon je stále v platnosti. Protektorátní úřady jej sice v roce 1939 zrušily, ale předpisy vydané v době okupace nebyly po válce uznány (byly prohlášeny za neplatné).
Zákonem č. 243/1920 Sb. byly za porušování zákazu užívání šlechtických titulů a označování se za šlechtice, ač bylo šlechtictví zrušeno, doplněny sankce. Peněžitým trestem nebo krátkým vězením měl být podle § 6 potrestán každý, kdo úmyslně a veřejně užívá šlechtických titulů, erbů, řádů, vyznamenání, jež byly zákonem zrušeny, nebo kdo takovým způsobem hledí naznačiti své bývalé šlechtictví a kdo v tisku někomu dává zákonem zrušený titul šlechtický. Případy postihů však nejsou známy. Tato úprava byla převzata do zákona č. 268/1936 Sb., který navíc stanovil, že se zákaz vztahuje i československé občany v zahraničí. Tento zákon byl v roce 1949 zrušen a nahrazen zákonem č. 247/1949 Sb., který již sankční ustanovení za porušování zákona č. 61/1918 Sb. neobsahoval; v současnosti tak jeho porušení nezakládá přestupek ani trestný čin.
Zrušení šlechtických výsad a vykoupení velkostatků pro domácí kolonizaci předpokládala již Washingtonská deklarace z 18. října 1918.

#### Pozemková reforma a zrušení fideikomisu
Vedle zásahu do titulů byla šlechta částečně postižena také na majetku, o jehož část přišla během pozemkové reformy. Záborový zákon č. 25/1919 Sb. stanovil maximální rozlohu velkého pozemkového majetku jednoho vlastníka na 150 hektarů zemědělské půdy (pole, luka, zahrady, vinice a chmelnice) nebo 250 hektarů půdy vůbec. Byl zřízen Státní pozemkový úřad a realizace reformy probíhala nejintenzivněji v letech 1923–1926. Reforma zůstala nedokončená.
Svěřenectví (rodinné fideikomisy) byly zrušeny zákonem č. 179/1924 Sb.
Následující tabulka představuje největší šlechtické pozemkové vlastníky před pozemkovou reformou.
| Největší vlastníci pozemků před pozemkovou reformou (1919–1920) | Největší vlastníci pozemků před pozemkovou reformou (1919–1920) | Největší vlastníci pozemků před pozemkovou reformou (1919–1920) | Největší vlastníci pozemků před pozemkovou reformou (1919–1920) |
| Pořadí                                                          | Erb                                                             | Rod                                                             | Výměra v hektarech                                              |
| --------------------------------------------------------------- | --------------------------------------------------------------- | --------------------------------------------------------------- | --------------------------------------------------------------- |
| 1.                                                              |                                                                 | Schwarzenbergové                                                | 192 000                                                         |
| 2.                                                              |                                                                 | Liechtensteinové                                                | 161 000                                                         |
| 3.                                                              |                                                                 | vévodové sasko-koburští                                         | 159 000                                                         |
| 4.                                                              |                                                                 | Kinští                                                          | 71 000                                                          |
| 5.                                                              |                                                                 | Colloredo-Mannsfeldové                                          | 58 000                                                          |
| 6.                                                              |                                                                 | Clam-Gallasové                                                  | 49 000                                                          |
| 7.                                                              |                                                                 | Lobkowiczové                                                    | 47 000                                                          |
| 8.                                                              |                                                                 | Thurn-Taxisové                                                  | 45 000                                                          |
| 9.                                                              |                                                                 | Habsburkové                                                     | 42 000                                                          |
| 10.                                                             |                                                                 | Fürstenbergové                                                  | 40 000                                                          |
| 11.                                                             |                                                                 | Zichyové                                                        | 37 000                                                          |
| 12.                                                             |                                                                 | Windisch-Graetzové                                              | 31 000                                                          |
| 13.                                                             |                                                                 | Auerspergové                                                    | 25 000                                                          |
| 14.                                                             |                                                                 | Trauttmansdorffové                                              | 20 000                                                          |
| 15.                                                             |                                                                 | Rohanové                                                        | 12 000                                                          |

#### Postoj k Československé republice
Po vzniku republiky se někteří šlechtici hrdě přihlásili k češství, zatímco jiní silně inklinovali k (rakouskému) němectví. Na sklonku monarchie náleželo ke staré šlechtě přibližně dvě stě rodin, 73 % příslušníků těchto rodin se přihlásilo k německé národnosti a jen 27 % k národnosti české, mezi nimi například orličtí Schwarzenbergové, chlumečtí a kostelečtí Kinští, Lobkowiczové všech větví. V Československu uvedlo v meziválečných sčítáních lidu německou národnost přibližně 80 % šlechtických rodin. Po vyhlášení republiky museli Československo opustit Habsburkové, Hohenbergové a exponenti habsburské monarchie jako Heinrich Clam-Martinic (1863–1932) nebo Otakar Czernin (1872–1932). 
Ve službách nebo ve prospěch republiky působili např. diplomat Maximilian Erwin Lobkowicz, úředník František Schwarzenberg, diplomat František Bořek-Dohalský a jeho bratr novinář Zdeněk.
Naproti tomu např. Karl Anton Rohan byl exponentem sudetoněmeckého hnutí a následně vstoupil do NSDAP.

Důkazem ztotožnění se šlechty s ideou Československého státu byly tři deklarace z let 1938–1939. Pod první Prohlášení členů starých českých rodů k nedotknutelnosti území Českého státu, které bylo předneseno prezidentu Edvardu Benešovi 17. září 1938, se podepsali Karel VI. Schwarzenberg, Jan Adolf Lobkowicz, Zdenko Radslav Kinský, František Josef Kinský, Zdeněk Kolowrat, Rudolf Theobald Czernin, Leopold Sternberg, Weikhard Colloredo-Mannsfeld, Karel Parish, František Jindřich Dobrzenský, Hugo Strachwitz a Karel Belcredi. Audience na Pražském hradě se zúčastnilo 12 zástupců z jedenácti šlechtických rodů. Autorem deklarace byl Karel VI. Schwarzenberg a přečetl ji František Kinský z Kostelce nad Orlicí. Bylo to v době Runcimanovy mise a hrozby ztráty Sudet. Za druhou deklaraci se považuje text, který opět přednesl František Kinský. Při audienci na Pražském hradě 24. ledna 1939 dvanáct šlechticů zastupujících deset rodů vyjádřilo prezidentu Emilu Háchovi přímou podporu. Audience u prezidenta se zúčastnili František Josef Kinský, Karel VI. Schwarzenberg, Jan Adolf Lobkowicz, Zdenko Radslav Kinský, Rudolf Theobald Czernin, Leopold Sternberg, Karel Parish, František Jindřich Dobrzenský, Hugo Strachwitz, Karel Belcredi, Jiří Sternberg a Jan Pálffy. Prohlášení nebylo vydáno písemně. Třetí deklarací bylo Prohlášení české a moravské šlechty 7. září 1939, které sepsali František Kinský, František ze Schwarzenbergu a Hugo Strachwitz po vypuknutí druhé světové války jako reakci na germanizační tlak ze strany nacistických úřadů. Poprvé bylo veřejně prezentováno na schůzi výboru Národního souručenství. Signatáři následně deklaraci podepisovali postupně a samostatně. Doručeno bylo ve formě dopisu státnímu prezidentu Emilu Háchovi Františkem ze Schwarzenbergu 7. října 1939. Šlechtici v něm explicitně vyjádřili svou příslušnost k českému národu. Podepsalo se pod něj 82 nebo 85 šlechticů (na listině je společný podpis "Bratři Hildprandtové", ale k účasti se vždy hlásili všichni čtyři bratři) z následujících 33 rodů: Baillet Latour, Battaglia, Belcredi, Bubna z Litic, Colloredo-Mannsfeld, Czernin, Dlauhoweský, Dobrzenský, Daczický z Heslova, Dohalský, Hildprandt, Hrubý z Jelení, Kálnoky, Kerssenbrock, Kinský, Kolowrat-Krakowský, Lobkowicz, Mensdorf-Pouilly, Mladota, Nádherný, Sternberg, Parish, Paar, Podstatský, Strachwitz, Serényi, Pálffy, Rieger, Schoenborn, Schwarzenberg, Schlik, Thun-Hohenstein a Wratislav.

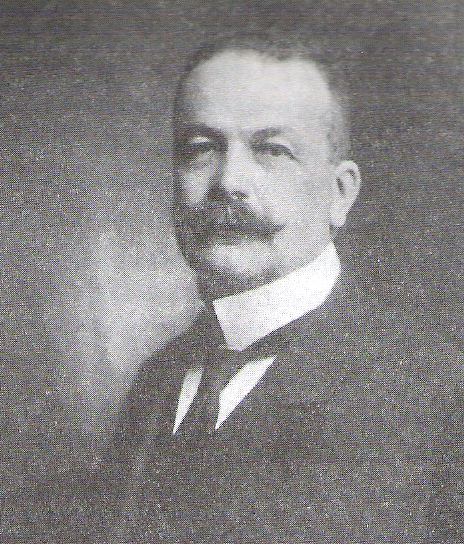
Josef Hrubý z Jelení (1866–1943)
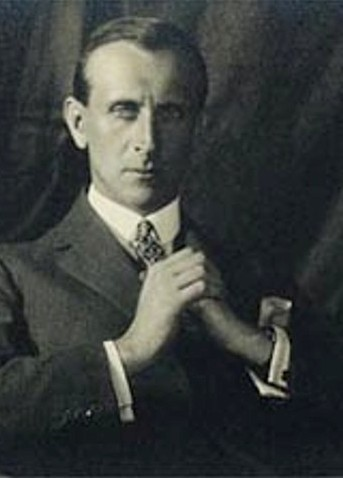
Max Lobkowicz (1888–1967)
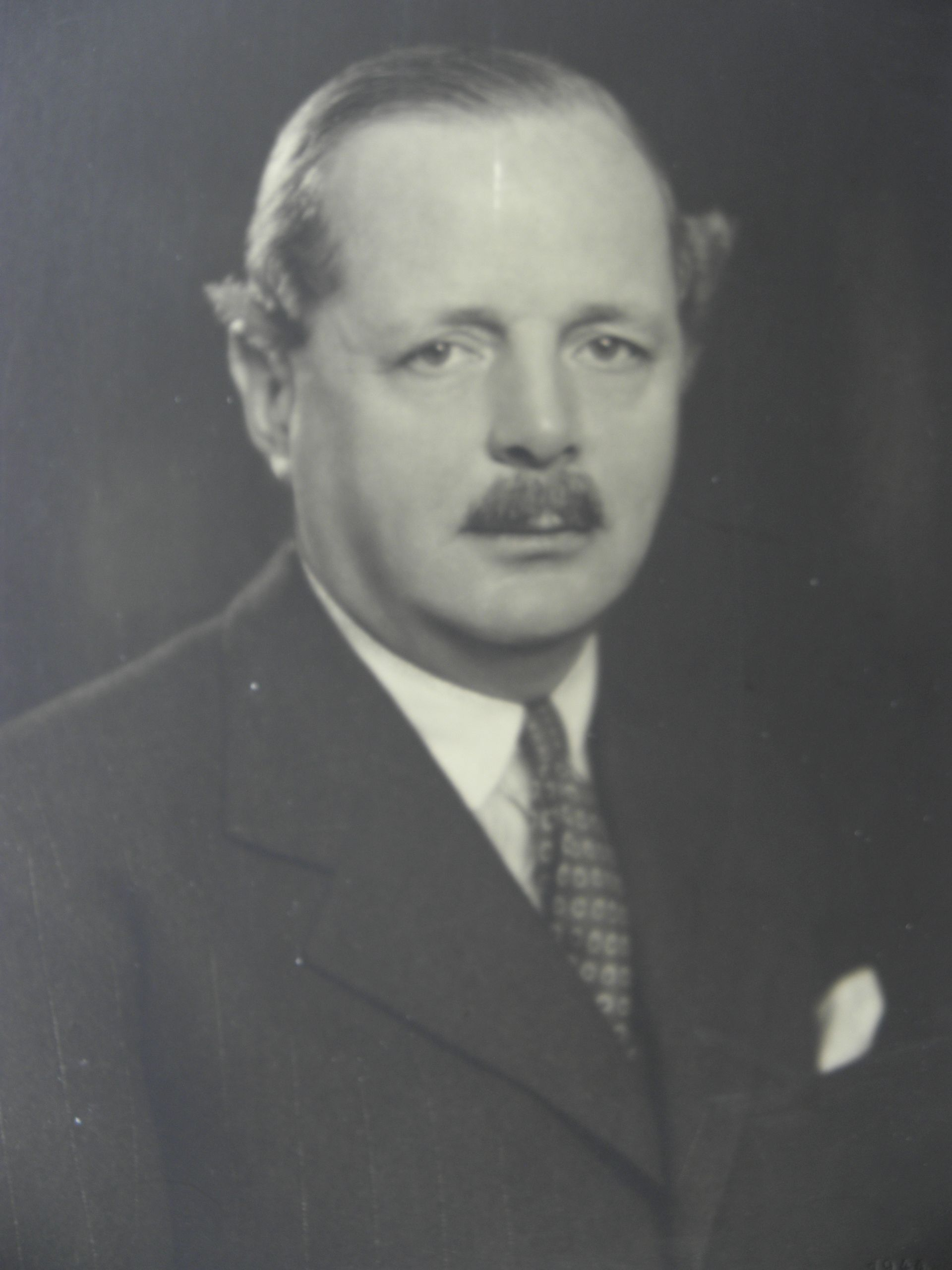
Mořic Lobkowicz (1890–1944)
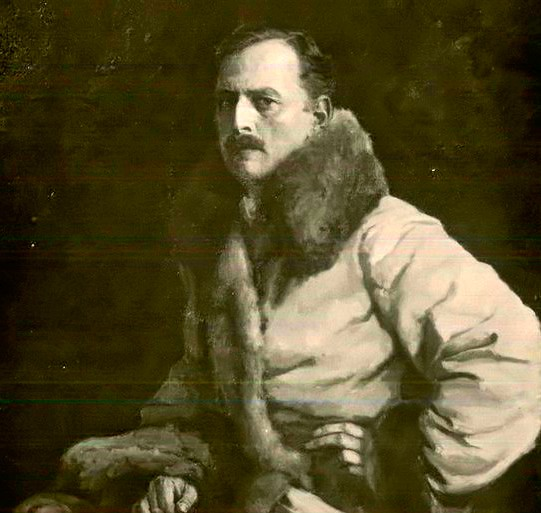
Zdenko Radslav Kinský (1896–1975)

| Abecední přehled signatářů a účastníků audiencí | Abecední přehled signatářů a účastníků audiencí | Abecední přehled signatářů a účastníků audiencí          | Abecední přehled signatářů a účastníků audiencí | Abecední přehled signatářů a účastníků audiencí | Abecední přehled signatářů a účastníků audiencí        | Abecední přehled signatářů a účastníků audiencí      | Abecední přehled signatářů a účastníků audiencí | Abecední přehled signatářů a účastníků audiencí                                           |
| Pořadí                                          | Rod                                             | Jméno                                                    | Rok narození                                    | Rok úmrtí                                       | 1. deklarace – audience u Edvarda Beneše 17. září 1938 | 2. deklarace – audience u Emila Háchy 24. ledna 1939 | 3. deklarace ze 7. září 1939                    | Poznámky                                                                                  |
| ----------------------------------------------- | ----------------------------------------------- | -------------------------------------------------------- | ----------------------------------------------- | ----------------------------------------------- | ------------------------------------------------------ | ---------------------------------------------------- | ----------------------------------------------- | ----------------------------------------------------------------------------------------- |
| 1.                                              | Bailletové de Latour                            | René Baillet de Latour                                   | 1878                                            | 1970                                            |                                                        |                                                      | x                                               |                                                                                           |
| 2.                                              | Battagliové                                     | Quido Battaglia                                          | 1873                                            | 1962                                            |                                                        |                                                      | x                                               |                                                                                           |
| 3.                                              | Belcrediové                                     | Jindřich Belcredi                                        | 1902                                            | 1973                                            |                                                        |                                                      | x                                               |                                                                                           |
| 4.                                              | Belcrediové                                     | Karel Belcredi                                           | 1893                                            | 1972                                            | x                                                      | x                                                    | x                                               |                                                                                           |
| 5.                                              | Belcrediové                                     | Richard Belcredi                                         | 1891                                            | 1956                                            |                                                        |                                                      | x                                               |                                                                                           |
| 6.                                              | Bořek-Dohalští                                  | František Bořek-Dohalský                                 | 1887                                            | 1951                                            |                                                        |                                                      | x                                               |                                                                                           |
| 7.                                              | Bořek-Dohalští                                  | Jiří Bořek-Dohalský                                      | 1914                                            | 1990                                            |                                                        |                                                      | x                                               | podepsán otcem Františkem                                                                 |
| 8.                                              | Bubnové z Litic                                 | Michael Bubna-Litic                                      | 1864                                            | 1949                                            |                                                        |                                                      | x                                               | podepsán synem Mikulášem                                                                  |
| 9.                                              | Bubnové z Litic                                 | Mikuláš Bubna-Litic                                      | 1897                                            | 1954                                            |                                                        |                                                      | x                                               |                                                                                           |
| 10.                                             | Colloredo-Mannsfeldové                          | Jeroným Colloredo-Mannsfeld ml.                          | 1912                                            | 1998                                            |                                                        |                                                      | x                                               |                                                                                           |
| 11.                                             | Colloredo-Mannsfeldové                          | Jeroným Colloredo-Mansfeld st.                           | 1870                                            | 1942                                            |                                                        |                                                      | x                                               |                                                                                           |
| 12.                                             | Colloredo-Mannsfeldové                          | Josef Colloredo-Mansfeld                                 | 1910                                            | 1990                                            |                                                        |                                                      | x                                               |                                                                                           |
| 13.                                             | Colloredo-Mannsfeldové                          | Weikhard Colloredo-Mannsfeld                             | 1914                                            | 1946                                            | x                                                      |                                                      | x                                               |                                                                                           |
| 14.                                             | Czerninové                                      | Edmund Czernin                                           | 1907                                            | 1994                                            |                                                        |                                                      | x                                               |                                                                                           |
| 15.                                             | Czerninové                                      | František Josef Czernin                                  | 1878                                            | 1963                                            |                                                        |                                                      | x                                               | podepsán Janem Pálffym                                                                    |
| 16.                                             | Czerninové                                      | Humprecht Czernin                                        | 1909                                            | 1944                                            |                                                        |                                                      | x                                               |                                                                                           |
| 17.                                             | Czerninové                                      | Jan Děpold Czernin                                       | 1915                                            | 1967                                            |                                                        |                                                      | x                                               |                                                                                           |
| 18.                                             | Czerninové                                      | Rudolf Czernin                                           | 1904                                            | 1984                                            | x                                                      | x                                                    | x                                               |                                                                                           |
| 19.                                             | Daczičtí z Heslowa                              | Bedřich Daczický z Heslowa                               | 1913                                            | 1995                                            |                                                        |                                                      | x                                               | podepsán bratrem Mikulášem                                                                |
| 20.                                             | Daczičtí z Heslowa                              | Hugo Daczický z Heslowa                                  | 1911                                            | 1989                                            |                                                        |                                                      | x                                               |                                                                                           |
| 21.                                             | Daczičtí z Heslowa                              | Mikuláš Daczický z Heslowa                               | 1909                                            | 1971                                            |                                                        |                                                      | x                                               |                                                                                           |
| 22.                                             | Dlauhoweští                                     | Jan Dlauhoweský                                          | 1909                                            | 1996                                            |                                                        |                                                      | x                                               | podepsán otcem Karlem                                                                     |
| 23.                                             | Dlauhoweští                                     | Karel Dlauhoweský                                        | 1910                                            | 1976                                            |                                                        |                                                      | x                                               | podepsán otcem Karlem                                                                     |
| 24.                                             | Dlauhoweští                                     | Karel Dlauhoweský                                        | 1876                                            | 1956                                            |                                                        |                                                      | x                                               |                                                                                           |
| 25.                                             | Dobrzenští                                      | František Dobrzenský                                     | 1915                                            | 1978                                            |                                                        |                                                      | x                                               |                                                                                           |
| 26.                                             | Dobrzenští                                      | Jan ml. Dobrzenský                                       | 1911                                            | 1996                                            |                                                        |                                                      | x                                               |                                                                                           |
| 27.                                             | Dobrzenští                                      | Jan st. Dobrzenský                                       | 1870                                            | 1947                                            |                                                        |                                                      | x                                               |                                                                                           |
| 28.                                             | Dobrzenští                                      | Jindřich Dobrzenský                                      | 1892                                            | 1945                                            | x                                                      | x                                                    | x                                               |                                                                                           |
| 29.                                             | Dobrzenští                                      | Otakar Dobrzenský                                        | 1871                                            | 1952                                            |                                                        |                                                      | x                                               | podepsán Františkem Schwarzenbergem                                                       |
| 30.                                             | Hildprandtové                                   | Bedřich Hildprandt                                       | 1902                                            | 1981                                            |                                                        |                                                      | x                                               | V roce 1944 bylo jemu, jeho manželce Cornélii a dceři Josefině uděleno německé občanství. |
| 31.                                             | Hildprandtové                                   | Jindřich Hildprandt                                      | 1895                                            | 1968                                            |                                                        |                                                      | x                                               | nefiguruje v seznamu explicitně                                                           |
| 32.                                             | Hildprandtové                                   | Karel Hildprandt                                         | 1894                                            | 1975                                            |                                                        |                                                      | x                                               | nefiguruje v seznamu explicitně                                                           |
| 33.                                             | Hildprandtové                                   | Robert Hildprandt                                        | 1893                                            | 1974                                            |                                                        |                                                      | x                                               | nefiguruje v seznamu explicitně                                                           |
| 34.                                             | Hrubí z Gelenj                                  | Josef Karel Hrubý z Gelenj                               | 1866                                            | 1943                                            |                                                        |                                                      | x                                               |                                                                                           |
| 35.                                             | Kálnokyové                                      | Gustav Kálnoky                                           | 1892                                            | 1979                                            |                                                        |                                                      | x                                               |                                                                                           |
| 36.                                             | Korff-Kerssenbrockové                           | Arthur Korff-Kerssenbrock (Korff-Schmising-Kerssenbrock) | 1914                                            | 1979                                            |                                                        |                                                      | x                                               |                                                                                           |
| 37.                                             | Korff-Kerssenbrockové                           | Klement Korff-Kerssenbrock ml.                           | 1912                                            | 1989                                            |                                                        |                                                      | x                                               | podepsán bratrem Arthurem                                                                 |
| 38.                                             | Korff-Kerssenbrockové                           | Klement Korff-Kerssenbrock st.                           | 1883                                            | 1960                                            |                                                        |                                                      | x                                               | podepsán Jaroslavem z Lobkowicz                                                           |
| 39.                                             | Kinští                                          | Alfons Kinský                                            | 1912                                            | 1998                                            |                                                        |                                                      | x                                               |                                                                                           |
| 40.                                             | Kinští                                          | Bedřich Karel Kinský                                     | 1911                                            | 1999                                            |                                                        |                                                      | x                                               |                                                                                           |
| 41.                                             | Kinští                                          | František Kinský                                         | 1879                                            | 1975                                            | x                                                      | x                                                    | x                                               | přednesl 1. i 2. deklaraci, spoluautor textu 3. deklarace                                 |
| 42.                                             | Kinští                                          | František Antonín Kinský                                 | 1915                                            | 1993                                            |                                                        |                                                      | x                                               |                                                                                           |
| 43.                                             | Kinští                                          | Josef Kinský                                             | 1913                                            | 2011                                            |                                                        |                                                      | x                                               |                                                                                           |
| 44.                                             | Kinští                                          | Zdenko Radslav Kinský                                    | 1896                                            | 1975                                            | x                                                      | x                                                    | x                                               |                                                                                           |
| 45.                                             | Kolowratové                                     | Egon Kolowrat-Krakowský                                  | 1889                                            | 1971                                            |                                                        |                                                      | x                                               |                                                                                           |
| 46.                                             | Kolowratové                                     | Hanuš Kolowrat-Krakowský                                 | 1879                                            | 1955                                            |                                                        |                                                      | x                                               |                                                                                           |
| 47.                                             | Kolowratové                                     | Otomar Kolowrat-Krakowský                                | 1891                                            | 1966                                            |                                                        |                                                      | x                                               | podepsán bratrem Hanušem                                                                  |
| 48.                                             | Kolowratové                                     | Zdeněk Kolowrat-Krakowský-Liebsteinský                   | 1881                                            | 1941                                            | x                                                      |                                                      | x                                               |                                                                                           |
| 49.                                             | Lobkowiczové                                    | Bedřich František Lobkowicz                              | 1907                                            | 1954                                            |                                                        |                                                      | x                                               |                                                                                           |
| 50.                                             | Lobkowiczové                                    | Jan Adolf Lobkowicz                                      | 1885                                            | 1952                                            | x                                                      | x                                                    | x                                               |                                                                                           |
| 51.                                             | Lobkowiczové                                    | Jaroslav Lobkowicz                                       | 1877                                            | 1953                                            |                                                        |                                                      | x                                               |                                                                                           |
| 52.                                             | Lobkowiczové                                    | Jaroslav Lobkowicz ml.                                   | 1910                                            | 1985                                            |                                                        |                                                      | x                                               |                                                                                           |
| 53.                                             | Lobkowiczové                                    | Josef Lobkowicz                                          | 1918                                            | 1946                                            |                                                        |                                                      | x                                               |                                                                                           |
| 54.                                             | Lobkowiczové                                    | Mořic Lobkowicz                                          | 1890                                            | 1944                                            |                                                        |                                                      | x                                               |                                                                                           |
| 55.                                             | Mensdorff-Pouilly                               | Alfons Karel Mensdorff-Pouilly                           | 1891                                            | 1973                                            |                                                        |                                                      | x                                               |                                                                                           |
| 56.                                             | Mensdorff-Pouilly                               | Emanuel Mensdorff-Pouilly                                | 1866                                            | 1948                                            |                                                        |                                                      | x                                               |                                                                                           |
| 57.                                             | Mensdorff-Pouilly                               | František Mensdorff-Pouilly                              | 1897                                            | 1991                                            |                                                        |                                                      | x                                               |                                                                                           |
| 58.                                             | Mladotové                                       | Jan Mladota                                              | 1917                                            | 2001                                            |                                                        |                                                      | x                                               |                                                                                           |
| 59.                                             | Nádherní                                        | Ervín Nádherný                                           | 1876                                            | 1944                                            |                                                        |                                                      | x                                               |                                                                                           |
| 60.                                             | Nádherní                                        | Ervín Nádherný                                           | 1909                                            | 1985                                            |                                                        |                                                      | x                                               | podepsán otcem Ervínem                                                                    |
| 61.                                             | Nádherní                                        | Oskar Nádherný                                           | 1871                                            | 1952                                            |                                                        |                                                      | x                                               | podepsán bratrem Ervínem                                                                  |
| 62.                                             | Paarové                                         | Alfons Paar                                              | 1903                                            | 1979                                            |                                                        |                                                      | x                                               |                                                                                           |
| 63.                                             | Pálffyové                                       | Jan Pálffy                                               | 1872                                            | 1953                                            |                                                        | x                                                    | x                                               | roku 1941 přijal německé říšské občanství                                                 |
| 64.                                             | Pálffyové                                       | Karel Pálffy                                             | 1900                                            | 1979                                            |                                                        |                                                      | x                                               | roku 1941 přijal německé říšské občanství                                                 |
| 65.                                             | Parishové                                       | Karel Parish                                             | 1899                                            | 1976                                            | x                                                      | x                                                    | x                                               |                                                                                           |
| 66.                                             | Podstatský-Thonsern                             | Theodor Podstatský-Thonsern                              | 1909                                            | 1984                                            |                                                        |                                                      | x                                               |                                                                                           |
| 67.                                             | Riegerové                                       | Bohuš Rieger                                             | 1895                                            | 1976                                            |                                                        |                                                      | x                                               |                                                                                           |
| 68.                                             | Serényiové                                      | Alois Serényi                                            | 1893                                            | 1957                                            |                                                        |                                                      | x                                               |                                                                                           |
| 69.                                             | Schlikové                                       | František Schlik                                         | 1914                                            | 2005                                            |                                                        |                                                      | x                                               |                                                                                           |
| 70.                                             | Schlikové                                       | Jindřich M. Schlik                                       | 1875                                            | 1957                                            |                                                        |                                                      | x                                               |                                                                                           |
| 71.                                             | Schlikové                                       | Jindřich Schlik                                          | 1916                                            | 2004                                            |                                                        |                                                      | x                                               |                                                                                           |
| 72.                                             | Schlikové                                       | Ondřej Schlik                                            | 1917                                            | 1942                                            |                                                        |                                                      | x                                               |                                                                                           |
| 73.                                             | Schlikové                                       | Zikmund Schlik                                           | 1916                                            | 1988                                            |                                                        |                                                      | x                                               |                                                                                           |
| 74.                                             | Schönbornové                                    | Ervín Schoenborn                                         | 1899                                            | 1984                                            |                                                        |                                                      | x                                               | podepsán bratrem Františkem                                                               |
| 75.                                             | Schönbornové                                    | František Schoenborn                                     | 1899                                            | 1964                                            |                                                        |                                                      | x                                               |                                                                                           |
| 76.                                             | Schwarzenbergové                                | Arnošt Schwarzenberg                                     | 1892                                            | 1979                                            |                                                        |                                                      | x                                               |                                                                                           |
| 77.                                             | Schwarzenbergové                                | František Schwarzenberg                                  | 1913                                            | 1992                                            |                                                        |                                                      | x                                               | spoluautor textu 3. deklarace, doručil ji Emilu Háchovi                                   |
| 78.                                             | Schwarzenbergové                                | Karel VI. Schwarzenberg                                  | 1911                                            | 1986                                            | x                                                      | x                                                    | x                                               | autor textu 1. deklarace                                                                  |
| 79.                                             | Sternbergové                                    | Jiří Douglas Sternberg                                   | 1888                                            | 1965                                            |                                                        | x                                                    | x                                               |                                                                                           |
| 80.                                             | Sternbergové                                    | Leopold Sternberg                                        | 1896                                            | 1957                                            | x                                                      | x                                                    | x                                               |                                                                                           |
| 81.                                             | Strachwitzové                                   | Hugo Strachwitz                                          | 1900                                            | 1978                                            | x                                                      | x                                                    | x                                               | spoluautor textu 3. deklarace                                                             |
| 82.                                             | Thun-Hohensteinové                              | Arnošt Thun-Hohenstein                                   | 1905                                            | 1985                                            |                                                        |                                                      | x                                               |                                                                                           |
| 83.                                             | Wratislavové                                    | Josef Osvald Wratislav                                   | 1883                                            | 1966                                            |                                                        |                                                      | x                                               |                                                                                           |
| 84.                                             | Wratislavové                                    | Max Wratislav                                            | 1917                                            | 2002                                            |                                                        |                                                      | x                                               |                                                                                           |
| 85.                                             | Wratislavové                                    | Maxmilián Wratislav                                      | 1857                                            | 1940                                            |                                                        |                                                      | x                                               | nejstarší signatář                                                                        |
| celkem                                          | 33                                              | 85                                                       |                                                 |                                                 | 12                                                     | 12                                                   | 85 (82)                                         |                                                                                           |

Naposledy příslušníci české šlechty ještě veřejně vystoupili 25. července 1945, kdy upozornili dopisem československou vládu na majetkovou perzekuci rodin věrných národu za okupace. Dopis je signován Janem Lobkowiczem, majitelem velkostatku Drahenice.

### Protektorát
Za protektorátu byly šlechtické tituly opět uznávány, vládním nařízením č. 220/1939 byl totiž zrušen zákon č. 61/1918 Sb.
Významným šlechtickým rodům bylo nabídnuto, aby se přihlásili k německé příslušnosti. Této nabídky využili někteří jednotliví Czerninové, Kinští, Lažanští, Harrachové a Kotzové a také rody s francouzskými kořeny Rohanové, Beaufortové a Buquoyové. Naopak odmítli Czerninové, Sternbergové, Lobkowiczové, Wratislavové, Kinští, Dlauhowesští, Dobrzenští, Bubnové, Dohalští, Mladotové, Hrubí a Strachwitzové. Vedle těchto českých rodů se k české národnosti přihlásili i původně německé rody (často hlásící se k českému státu již po staletí), například Schwarzenbergové, Colloredo-Mannsfeldové, Aichelburgové, italské rody Batagliové, Belcrediové a Paarové, francouzské rody Mensdorffové-Pouilly a Bailletové a v neposlední řadě původem anglický rod Parischů.
Do NSDAP si podali žádost např. Karl Buquoy, Eugen Ledebur, Karl Waldstein nebo Alfons Clary-Aldringen (1887–1978) a jeho žena Ludwine (1894–1984). Členy strany byli také Heinrich Beaufort-Spontin (1880–1966) nebo Leopold Thun-Hohenstein (1888–1944) z choltické větve a jeho žena Irene.
V řadách wehrmachtu bojovali Friedrich Beaufort-Spontin (1916–1998), Bedřich Adolf Kinský (1885–1956) a jeho synové Friedrich Adolf Kinsky (1915–1984) a Christian Leopold Kinsky (1924–2011), dále Marcus Clary Aldringen (1919–2007). Za Velkoněmeckou říši padli Karl Albrecht Beaufort-Spontin (1918–1942), Karl Eugen Czernin (1920–1940), Johann Ulrich Buquoy (1925–1943), Peter Albrecht Kinsky (1921–1945), Wolf Engelbert Auersperg (1919–1942), Ferdinand Hildprandt (1920–1942), Ferdinand Trauttmansdorff-Weinsberg (1922–1944), Franz Silva Tarouca (1925–1945) a bratři Hieronymus Clary-Aldringen (1917–1941) a Carl Clary-Aldringen (1921–1944).
Během leteckého útoku zemřel ve Vídni Karl Silva-Tarouca (1921–1945).
V boji proti nacismu se vyznamenali piloti RAF Manfred Beckett Czernin (1913–1962) nebo František Ferdinand Colloredo-Mannsfeld (1910–1944), který na konci války padl.
Rody hlásící se k českému národu byly perzekvovány. Některým byl majetek zkonfiskován, např. Adolfu Schwarzenbergovi za jeho podporu Benešovi a peníze, které poskytl na vybudování československého opevnění. Hlubocký majetek byl pak přímo řízen gestapem. Dalším stupněm bylo vyvlastnění, například Colloredům a Czerninům. U jiných rodů byla zavedena vnucená správa velkostatků (zemědělských a lesnických podniků), týkala se především signatářů prohlášení věrnosti z roku 1938. V letech 1941–1942 byly takto postiženy rodiny Kinského (větev chlumecká i kostelecká), Belcrediho (Líšeň), Sternberga (Častolovice, Zásmuky; Český Šternberk), Schwarzenberga (sekundogenitura), Lobkowizce (drahenická a mělnická větev), Czernina (dymokurská větev), Kolowrata (Rychnov nad Kněžnou), Strachwitze (Zdounky), Parishe (Žamberk) a Dobrzenského (Potštejn). Pod vnucenou správu spadaly i objekty, které na pozemcích stály. Německá okupační správa je pak využívala k různým účelům, byly tam zřízeny dětské ozdravovny, vojenské lazarety, letní sídla nacistických pohlavárů nebo sklady armádní výzbroje. Toto příkoří zrušil dekret prezidenta republiky č. 5/1945 Sb. z 19. května 1945, který zrušil konfiskační opatření nacistického režimu.
Mikuláš z Bubna-Litic byl jediným reprezentantem šlechty, který se dostal přímo do funkce v protektorátní vládě. Od února 1940 do ledna 1942 byl ministrem zemědělství. Zastával názor, aby po zatčení Aloise Eliáše demonstrativně prezident Emil Hácha abdikoval a vláda hromadně podala demisi.
Zdeněk Bořek Dohalský byl za svou odbojovou činnost během prvního stanného práva zatčen gestapem 21. října 1941 a v únoru 1945 popraven v Malé pevnosti v Terezíně. Za druhého stanného práva 5. června 1942 byli gestapem zatčeni i jeho bratři. František Bořek-Dohalský byl poté vězněn na Pankráci, v Terezíně a v Dachau, válku přežil. Antonín Bořek-Dohalský byl po věznění v Terezíně umučen v září 1942 v Osvětimi.
Humprecht Czernin (1909–1944), majitel velkostatku Hlušice, byl zatčen 9. června 1942, v Petschkově paláci byl stanným soudem 30. června 1942 odsouzen za neoprávněné vlastnění zbraně k trestu smrti a jeho majetek byl zkonfiskován ve prospěch Říše. Požádal o milost a trest mu byl změněn na doživotí. Odpykával si ho ve věznici v Brandenburgu an der Havel. Propukla u něj tuberkulóza, 15. září 1944 byl ve vážném stavu převezen do plicního sanatoria na Pleši a o 4 dny později tam zemřel. Jeho bratr Rudolf Děpold Czernin (1904–1984) se bránil, když na jeho velkostatek Dymokury byla uvalena vnucená správa a ten byl posléze prodán náhradovému fondu nacisty ovládaného Bodenamtu. Dne 11. srpna 1943 byl Rudolf Děpold zatčen gestapem za údajný poslech zahraničního rozhlasu. Následně si prošel věznicemi v Kolíně, na Pankráci, v Terezíně a v táboře Gollnow (dnes Goleniów) u Štětína, konce války se dožil. Spolu s Czerninem byli vyšetřováni a následně odsouzeni také hrabě František Kinský (1879–1975), majitel zámku a velkostatku Kostelec nad Orlicí, a princ Karel (Charles) Rohan (1894–1965), majitel velkostatku Choustník.

Řada šlechticů se na konci války aktivně zúčastnila protinacistického povstání, například Karel VI. Schwarzenberg a Václav Norbert Kinský se aktivně zúčastnili květnového povstání (Karel VI. byl během bojů v květnu 1945 zraněn), František Schwarzenberg byl spojovacím důstojníkem během Pražského povstání.

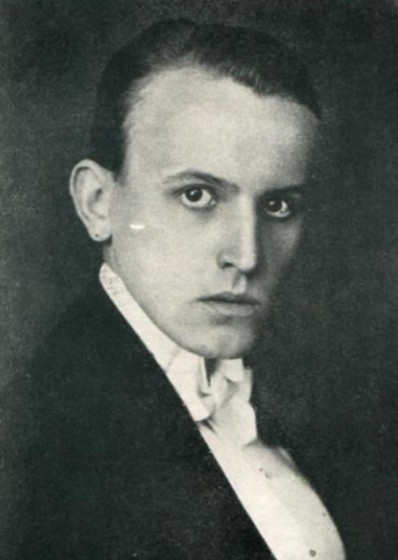
Zdeněk Bořek Dohalský (1900–1945)
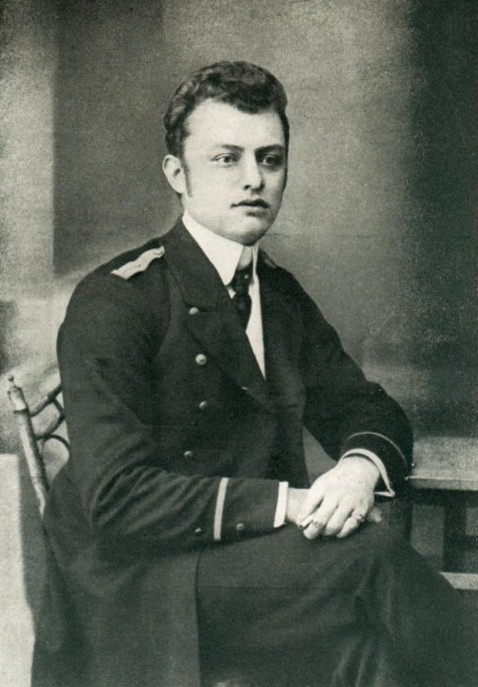
František Bořek Dohalský (1887–1951)
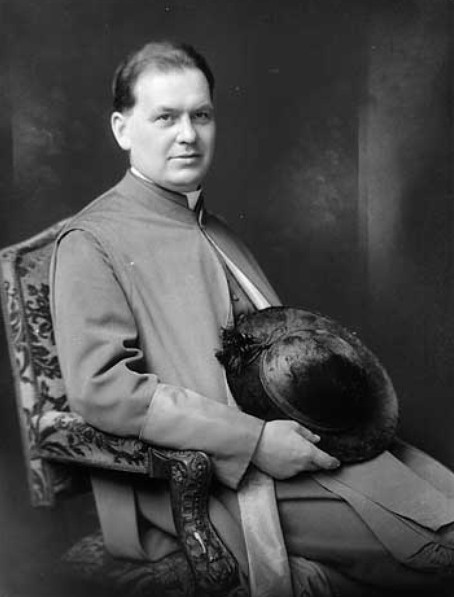
Antonín Bořek Dohalský (1889–1942)
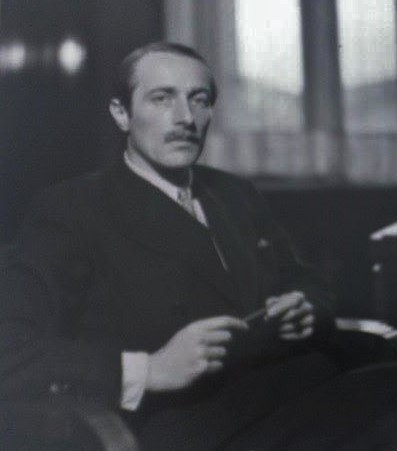
Mikuláš Bubna Litic (1897–1954)
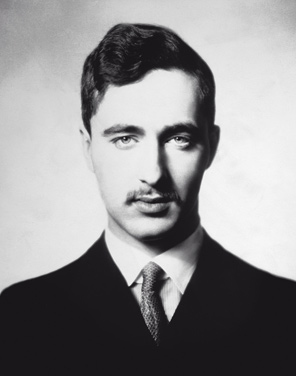
Karel VI. Schwarzenberg (1911–1986)
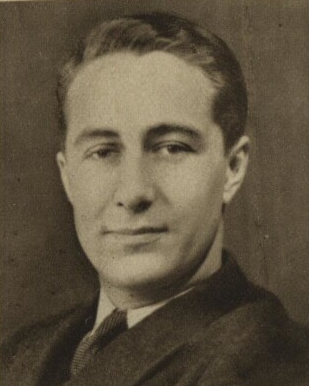
František Schwarzenberg (1913–1992)

### Poválečné období
Poválečné období charakterizují tyto body:
- konfiskace majetku německé a maďarské šlechty na základě prezidentských dekretů
- revize pozemkové reformy a nová pozemková reforma
- perzekuce jednotlivých šlechticů

#### Konfiskace majetku německé a maďarské šlechty na základě prezidentských dekretů
Rámcová pravidla postupu vůči německému a maďarskému obyvatelstvu po osvobození stanovila 8. kapitola Košického vládního programu z 5. dubna 1945. Zásadní je dekret prezidenta republiky č. 12/1945 Sb. z 21. června 1945 o konfiskaci a urychleném rozdělení zemědělského majetku Němců, Maďarů, jakož i zrádců a nepřátel českého a slovenského národa. Rozhodující byla národnost, nikoliv státní příslušnost. Dekret se ovšem nevztahoval na osoby, které se aktivně účastnily odboje. Celkem se podle odhadu jednalo o přibližně 500–700 tisíc hektarů půdy a lesů. Konfiskace se vztahovaly také na jejich hrady, zámky, paláce a hospodářské objekty. Do vlastnictví států tak přešlo 496 hradů a zámků.  Z nich bylo vybráno 48 objektů tzv. I. kategorie, které měly být zpřístupněny a využívány pro kulturní využití.
Dekret prezidenta republiky č. 33/1945 Sb. z 2. srpna 1945 o úpravě československého státního občanství osob národnosti německé a maďarské zbavil československé Němce a Maďary s výjimkou antifašistů státního občanství. Někteří němečtí příslušníci šlechtických rodin se nevrátili z fronty, jiní utekli krátce před příchodem Rudé armády nebo byli vyhnáni záhy po osvobození. Zbytek skončil v internačních táborech, odkud byli od prosince 1945 deportováni do Německa.
Následoval ještě dekret prezidenta republiky č. 108/1945 Sb. ze dne 25. října 1945 o konfiskaci nepřátelského majetku a Fondech národní obnovy. Podle něho byl zkonfiskován i ostatní majetek Němců a Maďarů, např. vybavení městských paláců nebo vil včetně uměleckých děl.
Karl Waldstein a Karl Buquoy byli obviněni z kolaborace a stanuli před soudem.
Vyvlastnění některých majetků je dodnes považováno za kontroverzní. Mediálně nejznámější je případ knížecí rodiny Lichtenštejnů, kteří se o rozsáhlé majetky soudí i v průběhu 21. století.

#### Revize pozemkové reformy a nová pozemková reforma
Znárodňování pozemkového majetku pokračovalo i v letech 1947 a 1948. Zákon č. 142/1947 Sb. ze dne 11. července 1947 o revizi první pozemkové reformy a zákon č. 46/1948 Sb. ze dne 21. března 1948 o nové pozemkové reformě (trvalé úpravě vlastnictví k zemědělské a lesní půdě) se dotkl českých majitelů.

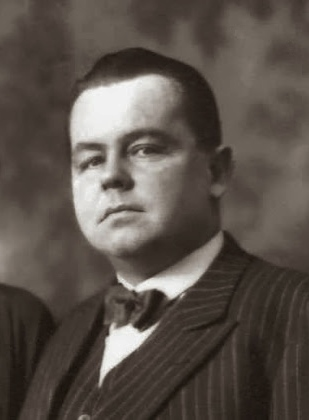
Adolf Schwarzenberg (1890–1950)

Zákon č. 143/1947 Sb. ze dne 10. července 1947 o převodu vlastnictví majetku hlubocké větve Schwarzenbergů (tzv. Lex Schwarzenberg) na zemi Českou byl ušit na jednotlivce Adolfa Schwarzenberga a odporoval Ústavě Československé republiky. Protože aktivně podporoval protinacistický odboj, nemohl být označen jako Němec a nemohly se v jeho případě tudíž uplatnil dekrety prezidenta republiky. Podle tohoto legislativního předpisu mu byl vyvlastněn majetek bez náhrady. Pro zákon hlasovala i Milada Horáková. Adolf Schwarzenberg zemřel o tři roky později v zahraničí.
Po vydání těchto zákonů vzrostl počet konfiskovaných šlechtických sídel na více než devět set. Počet zpřístupněných objektů se ze 48 navýšil na 100, v 50. letech se ještě nepatrně rozšířil. Ostatní hrady a zámky byly přiděleny ministerstvům, především Ministerstvu vnitra a Ministerstvu obrany), školským a sociálním ústavům a Československým státním statkům. Nejhoršími správci, kteří údržbu výrazně zanedbávali, bylo Ministerstvo obrany a státní statky. Během tohoto období byla řada kulturních památek výrazně poničena či nenávratně zničena.

#### Perzekuce jednotlivých šlechticů
Specifickým obdobím bylo období let 1945 až 1948, kdy šlechta, která byla označena za českou a vlasteneckou, nijak perzekvována nebyla (s výše popsanou výjimkou hlubocké větve Schwarzenbergů). Část šlechticů znovu vstoupila do služeb státu, například Jindřich Kolowrat-Krakovský byl československým velvyslancem v Turecku, František Bořek Dohalský byl československým vyslancem v Rakousku, František Schwarzenberg byl československým chargé d’affaires ad interim ve Vatikánu, Karel VI. Schwarzenberg byl zvolen předsedou Místního národního výboru v Čimelicích.
To se však změnilo po komunistickém převratu v roce 1948. Jak je řečeno výše, příslušníkům české šlechty byl po roce 1948 konfiskován majetek. Tím však jejich komunistická perzekuce neskončila. Dále ji charakterizovala např. nemožnost studia, místo regulérní vojny služba u pomocných technických praporů (PTP) a podřadná zaměstnání. Někteří byli po vykonstruovaných procesech uvězněni. Mnozí se proto raději uchýlili do exilu. 
| Příklady perzekuce jednotlivých šlechticů | Příklady perzekuce jednotlivých šlechticů | Příklady perzekuce jednotlivých šlechticů       | Příklady perzekuce jednotlivých šlechticů                                                   | Příklady perzekuce jednotlivých šlechticů                              | Příklady perzekuce jednotlivých šlechticů | Příklady perzekuce jednotlivých šlechticů                                                      | Příklady perzekuce jednotlivých šlechticů | Příklady perzekuce jednotlivých šlechticů | Příklady perzekuce jednotlivých šlechticů                                                             |
| Rod                                       | Šlechtic                                  | Rodiče                                          | Choť                                                                                        | Perzekuce:                                                             | Perzekuce:                                | Perzekuce:                                                                                     | Perzekuce: | Emigrace                                  | Poznámky                                                                                              |
| Rod                                       | Šlechtic                                  | Rodiče                                          | Choť                                                                                        | studium                                                                | vojna                                     | zaměstnání                                                                                     | vězení | Emigrace                                  | Poznámky                                                                                              |
| ----------------------------------------- | ----------------------------------------- | ----------------------------------------------- | ------------------------------------------------------------------------------------------- | ---------------------------------------------------------------------- | ----------------------------------------- | ---------------------------------------------------------------------------------------------- | --- | ----------------------------------------- | --- |
| Bořek-Dohalský                            | Jiří 1914–1990                            | František Bořek-Dohalský 1887–1951              | Josefa z Thurn-Taxisu 1917–1990                                                             | –                                                                      | –                                         | skladník, po roce 1968 rehabilitován a pracoval jako podnikový právník                         | V roce 1950 byl zatčen a o rok později odsouzen na 17 let (mj. uranové doly v Jáchymově a v Příbrami). Po amnestii v roce 1960 byl z vězení propuštěn.                                      | –                                         | Jeho syn Antonín (1944–2017) nesměl studovat, vyučil se pokrývačem, vojenskou službu vykonával u PTP. |
| Bořek-Dohalský                            | Jiří 1914–1990                            | Milada Krafferová 1892–1919                     | Josefa z Thurn-Taxisu 1917–1990                                                             | –                                                                      | –                                         | skladník, po roce 1968 rehabilitován a pracoval jako podnikový právník                         | V roce 1950 byl zatčen a o rok později odsouzen na 17 let (mj. uranové doly v Jáchymově a v Příbrami). Po amnestii v roce 1960 byl z vězení propuštěn.                                      | –                                         | Jeho syn Antonín (1944–2017) nesměl studovat, vyučil se pokrývačem, vojenskou službu vykonával u PTP. |
| Bubna-Litic                               | Eleonora Dujková 1929–2018                | Mikuláš z Bubna-Litic 1897–1954                 | Petr Dujka 1921–1996                                                                        | studium na gymnáziu nesměla dokončit, absolvovala kurz pro zdravotníky | –                                         | pracovala v jídelně, kde myla nádobí, později tam dělala servírku, prodavačka v prodejně novin | ne | ne                                        | po roce 1989 restituovala s bratrem Adamem majetek                                                    |
| Bubna-Litic                               | Eleonora Dujková 1929–2018                | Margaretha Hansa 1902–1946                      | Petr Dujka 1921–1996                                                                        | studium na gymnáziu nesměla dokončit, absolvovala kurz pro zdravotníky | –                                         | pracovala v jídelně, kde myla nádobí, později tam dělala servírku, prodavačka v prodejně novin | ne | ne                                        | po roce 1989 restituovala s bratrem Adamem majetek                                                    |
| Czernin                                   | Theobald 1936–2015                        | Rudolf Děpold Czernin 1904–1984                 | Polyxena Lobkowiczová * 1941                                                                | studium na gymnáziu nesměl dokončit, vyučil se zedníkem                | nasazený u PTP                            | řidič nákladního auta, později řidič sanitky                                                   | ne | 1968, po půl roce se vrátil               | po roce 1989 restituoval majetek                                                                      |
| Czernin                                   | Theobald 1936–2015                        | Friderika z Wenckheimu 1911–1991                | Polyxena Lobkowiczová * 1941                                                                | studium na gymnáziu nesměl dokončit, vyučil se zedníkem                | nasazený u PTP                            | řidič nákladního auta, později řidič sanitky                                                   | ne | 1968, po půl roce se vrátil               | po roce 1989 restituoval majetek                                                                      |
| Hrubý-Gelenj                              | Jaromír 1922–2012                         | Josef Karel Hrubý-Gelenj 1866–1943              | –                                                                                           | studium na lesní fakultě nesměl dokončit                               | –                                         | dělník na stavbě dálnice, později však na zahraničním oddělení podniku                         | v roce 1950 zatčen a potom 2 roky vězněn v táborech nucených prací | ne                                        | po roce 1989 restituoval majetek                                                                      |
| Hrubý-Gelenj                              | Jaromír 1922–2012                         | Karola Bukuwková z Bukuwky 1889–1952            | –                                                                                           | studium na lesní fakultě nesměl dokončit                               | –                                         | dělník na stavbě dálnice, později však na zahraničním oddělení podniku                         | v roce 1950 zatčen a potom 2 roky vězněn v táborech nucených prací | ne                                        | po roce 1989 restituoval majetek                                                                      |
| Kinský                                    | Josef 1913–2011                           | František Josef Kinský 1879–1975                | Bernadetta Merveldtová 1922–2016                                                            | –                                                                      | –                                         | horník v Jáchymově, Příbrami, 1956 do invalidního důchodu, přivydělával si např. překlady      | po politickém procesu 2 roky: věznice Ilava a uranové doly Jáchymov | ne                                        | po roce 1989 restituoval majetek                                                                      |
| Kinský                                    | Josef 1913–2011                           | Paulina z Bellegardu 1888–1953                  | Bernadetta Merveldtová 1922–2016                                                            | –                                                                      | –                                         | horník v Jáchymově, Příbrami, 1956 do invalidního důchodu, přivydělával si např. překlady      | po politickém procesu 2 roky: věznice Ilava a uranové doly Jáchymov | ne                                        | po roce 1989 restituoval majetek                                                                      |
| Kolowrat Krakowský Liebsteinský           | Kryštof 1927–1999                         | Hanuš Kolowrat Krakowský Liebsteinský 1879–1955 | Drahoslava (Dana) Jiroušková 1933–2015                                                      | studia na Lesnické škole nesměl dokončit, před maturitou vyloučen      | nasazený u PTP                            | pracoval u Státních lesů, v tkalcovně, ve Státním rybářství                                    | 1948 za účast na protikomunistické demonstraci strávil několik měsíců ve vazbě; 1953 vězení za protistátní činnost (horník v pracovních táborech)                                           | 1968 do Rakouska                          | po roce 1989 restituoval majetek                                                                      |
| Kolowrat Krakowský Liebsteinský           | Kryštof 1927–1999                         | Huberta z Wurmbrand-Stuppachu 1892–1967         | Drahoslava (Dana) Jiroušková 1933–2015                                                      | studia na Lesnické škole nesměl dokončit, před maturitou vyloučen      | nasazený u PTP                            | pracoval u Státních lesů, v tkalcovně, ve Státním rybářství                                    | 1948 za účast na protikomunistické demonstraci strávil několik měsíců ve vazbě; 1953 vězení za protistátní činnost (horník v pracovních táborech)                                           | 1968 do Rakouska                          | po roce 1989 restituoval majetek                                                                      |
| Lobkowicz                                 | Jaroslav 1910–1985                        | Jaroslav Lobkowicz 1877–1953                    | Gabriela z Korff-Schmising-Kerssenbrocku 1917–2008                                          | –                                                                      | –                                         | cestář u Správy silnic, skladník v podniku Kniha v Plzni                                       | ne | ne                                        | 13. kníže z Lobkowicz, vladař domu lobkowiczkého a 7. vévoda roudnický                                |
| Lobkowicz                                 | Jaroslav 1910–1985                        | Marie Terezie z Beaufort-Spontinu 1885–1942     | Gabriela z Korff-Schmising-Kerssenbrocku 1917–2008                                          | –                                                                      | –                                         | cestář u Správy silnic, skladník v podniku Kniha v Plzni                                       | ne | ne                                        | 13. kníže z Lobkowicz, vladař domu lobkowiczkého a 7. vévoda roudnický                                |
| Mensdorff-Pouilly                         | Hugo 1929–2023                            | Alfons Karel Mensdorff-Pouilly 1891–1973        | Barbora Poláková 1943–2010 (rozvedeni)                                                      | studium na gymnáziu nesměl dokončit                                    | nasazený u PTP                            | řidič, myl auta a pracoval v automobilové dílně                                                | ne | ne                                        | po roce 1989 restituoval se sourozenci majetek                                                        |
| Mensdorff-Pouilly                         | Hugo 1929–2023                            | Marie Strachwitzová 1901–1971                   | Barbora Poláková 1943–2010 (rozvedeni)                                                      | studium na gymnáziu nesměl dokončit                                    | nasazený u PTP                            | řidič, myl auta a pracoval v automobilové dílně                                                | ne | ne                                        | po roce 1989 restituoval se sourozenci majetek                                                        |
| Schwarzenberg                             | Arnošt 1892–1979                          | Karel IV. ze Schwarzenbergu 1859–1913           | 1. Elisabeth Henriette Széchényiová, později podruhé provd. Collasová 1895–1957 (rozvedeni) | –                                                                      | –                                         | lesní dělník                                                                                   | V roce 1948 zatčen a po 9 měsících z vazby propuštěn. V roce 1953 byl znovu zatčen a odsouzen na 10 let vězení, jako vězeň pracoval v uranových dolech. Z vězení byl propuštěn v roce 1957. | ne                                        | jediný Schwarzenberg, který po roce 1948 zůstal v Československu                                      |
| Schwarzenberg                             | Arnošt 1892–1979                          | Ida z Hoyos-Sprinzensteinu 1870–1946            | 2. Mathilda Gerberová, poprvé provd. Hötzelová 1899–1999                                    | –                                                                      | –                                         | lesní dělník                                                                                   | V roce 1948 zatčen a po 9 měsících z vazby propuštěn. V roce 1953 byl znovu zatčen a odsouzen na 10 let vězení, jako vězeň pracoval v uranových dolech. Z vězení byl propuštěn v roce 1957. | ne                                        | jediný Schwarzenberg, který po roce 1948 zůstal v Československu                                      |
| Sternberg                                 | Zdeněk 1923–2021                          | Jiří Douglas Sternberg 1888–1965                | Alžběta Hrubá-Gelenj 1929–2021                                                              | studoval práva, nepřipuštěn k promoci                                  | nasazený u PTP (horník)                   | kulisák v divadle                                                                              | ne | 1968                                      | po roce 1989 restituoval majetek                                                                      |
| Sternberg                                 | Zdeněk 1923–2021                          | Kunhuta Mensdorff-Pouilly 1899–1989             | Alžběta Hrubá-Gelenj 1929–2021                                                              | studoval práva, nepřipuštěn k promoci                                  | nasazený u PTP (horník)                   | kulisák v divadle                                                                              | ne | 1968                                      | po roce 1989 restituoval majetek                                                                      |
| Wratislav                                 | Maximilian Oswald 1917–2002               | Josef Oswald Wratislav z Mitrovic 1883–1966     | Karolína Sternbergová 1924–2021                                                             | –                                                                      | –                                         | lesní dělník (dřevorubec, traktorista, řidič nákladního vozu) a poštovní doručovatel           | zatčen a po půl roce osvobozen | –                                         | po roce 1989 restituoval majetek                                                                      |
| Wratislav                                 | Maximilian Oswald 1917–2002               | Dorothea Josefa z Thun-Hohensteinu 1884–1978    | Karolína Sternbergová 1924–2021                                                             | –                                                                      | –                                         | lesní dělník (dřevorubec, traktorista, řidič nákladního vozu) a poštovní doručovatel           | zatčen a po půl roce osvobozen | –                                         | po roce 1989 restituoval majetek                                                                      |

Dále u Pomocných technických praporů sloužil např. Karel Strachvic (1933–1998).

### Po roce 1989
Nové poměry po Sametové revoluci charakterizují tyto body:
- návrat šlechty ze zahraničí
- restituce majetku a jeho restaurování
- osobní realizace jednotlivých šlechticů (zaměstnání podle svého výběru, správa majetku)

#### Restituce
V rámci restitucí majetků byl většině šlechtických dědiců vrácen jejich dědičný majetek, který přešel mezi 25. únorem 1948 a 1. lednem 1990 do vlastnictví státu, a navazují na tradice v hospodářství na svých pozemcích a v podnikání.
Restitucí se týkají následující právní úpravy: zákon č. 403/1990 Sb. ze dne 2. října 1990 o zmírnění následků některých majetkových křivd, zákon č. 87/1991 Sb. ze dne 21. února 1991 o mimosoudních rehabilitacích a zákon č. 229/1991 Sb. ze dne 21. května 1991 o úpravě vlastnických vztahů k půdě a jinému zemědělskému majetku.
V oblasti majetku spravovaného státem bylo podáno 173 restitučních žádostí vztahujících se k hradům a zámkům. Dohodou byla nejen šlechticům a jejich potomkům vydána např. následující někdejší šlechtická sídla: hrady Český Šternberk, Kost, Vysoký Chlumec, Střekov, tvrze Křepenice a Tuchoraz, zámky Blatná, Boskovice, Častolovice, Doudleby nad Orlicí, Chlumec nad Cidlinou, Kaceřov, Mělník, Nelahozeves, Nové Hrady u Vysokého Mýta, Nové Hrady nad Metují, Orlík, Rychnov nad Kněžnou, Skalka, Zalužany a Žďár nad Sázavou. Některé další objekty byly převedeny do majetku obcí: Loket, Košumberk, Svojanov, Pecka, Humprecht, Náměšť na Hané a Plumlov. Vydán byl také Lobkovický palác na Pražském hradě, Maltézský palác nebo zámek Liběchov. Restituce se pochopitelně týkaly rovněž rozsáhlých mobiliárních fondů, které byly často svezeny na jiné objekty.
Následující tabulka je výběr úspěšných restitucí příslušníků šlechty nebo jejich potomků (abecedně).
| Šlechtické restituce hradů, zámků a paláců                | Šlechtické restituce hradů, zámků a paláců | Šlechtické restituce hradů, zámků a paláců | Šlechtické restituce hradů, zámků a paláců | Šlechtické restituce hradů, zámků a paláců |
| Šlechtický rod                                            | Restituent | Památkové objekty | Rok restituce                              | Poznámky |
| --------------------------------------------------------- | --- | --- | ------------------------------------------ | --- |
| Bartoňové (větev Josefa Bohumila)                         | Josef Marian Bartoň-Dobenín (* 1942) | zámek v Novém Městě nad Metují (zakoupen rodinou v roce 1908)                                                                                          | 1992                                       | V roce 2013 převzal majetek syn restituenta Joseph Michael Barton Dobenin (* 1970), v roce 2020 byl zámek nabídnut k prodeji, předkupní právo má stát. |
| Bartoňové (větev Cyrila Adolfa a jeho zetě Josefa Nováka) | | zámek Zbraslav (původně klášter, zakoupen rodinou v roce 1910)                                                                                         |                                            | V roce 2020 jsou v katastru nemovitostí zapsáni Elizabeth Barton-Dobenin (1921–2018) a Eva Curryová (* 1957). |
| Battagliové                                               | Blanka Marie (1911–2005) a Christian Battaglia (1914–1991) | zámek Bratronice | 1990                                       | Blanka Battagliová zámeček v roce 1994 prodala, po roce 2007 ho získal Jiří Jan Lobkowicz s chotí Zdenkou (mělnická větev). |
| Belcrediové                                               | Bratři Richard Belcredi (1926–2015) a Hugo Andrian-Belcredi (1923–2012) a jejich synovci Karel (* 1950) a Ludvík Belcredi (* 1954)                                                          | zámky Jimramov (v majetku rodu od roku 1778), Brodek u Prostějova a Líšeň v Brně (v majetku rodu od roku 1819)                                         | 1992                                       | Zámek v Brodku se 700 hektary lesa a 80 hektary polí získal v roce 1992 Richard Belcredi, když uplatnil nárok na dědictví po strýci Gustavu Kálnokym (1892–1979). Bratři Karel a Ludvík restituovali zámek v Líšni, 1600 hektarů lesa a společně se strýcem Hugem Andrianem-Belcredim také zámek v Jimramově. |
| Bubna-Liticové                                            | sourozenci Adam Bubna-Litic (1927–2016) a Eleonora Dujková (1929–2018) | zámek Doudleby nad Orlicí (vystavěn rodem vedle tvrze v letech 1585–1590) a Horní Jelení (postaven rodem v roce 1865)                                  | 1992                                       | Při dělení majetku v roce 2006 Doudleby připadly Eleonoře a Horní Jelení Adamovi. V roce 2020 je v katastru nemovitostí jako majitelka doudlebského zámku zapsána Eleonořina vnučka Barbora Tomášková. U Horního Jelení v katastru nemovitostí v roce 2020 figuruje zesnulý Adam Bubna-Litic, ale zámek obývá jeho nejmladší syn Dominic Nicholas Bubna Litic (* 1966). |
| Colloredo-Mannsfeldové                                    | Hieronymus (Jeroným) Colloredo-Mannsfeld (1912–1998) | zámek Dobříš | 1998                                       | Jeroným restituoval velkostatek Dobříš jako dědictví po bratru Weikhardu (Vikardu) Colloredo-Mannsfeldovi (1914–1946); restituoval také lesy a rybníky panství Zbiroh, ale zámku Zbiroh se pro jeho špatný stav (možná za úplatu) zřekl; soudní spor jiné rodinné větve (Kristina Colloredo-Mansfeldová) o zámek Opočno |
| Czerninové (vinořská linie)                               | Theobald Czernin (1936–2015) | zámek Dymokury (v majetku rodu od roku 1833, resp. 1874)                                                                                               |                                            | Od roku 2011 je majitelem zámku Dymokury Tomáš Czernin (* 1962), nejstarší syn restituenta Theobalda Czernina. |
| Czerninové (vinořská linie)                               | Diviš Czernin (* 1942) | zámek Hlušice (v majetku rodu od roku 1899) |                                            | Diviš Czernin restituoval zámek, 833 ha lesů a 120 ha zemědělské půdy jako synovec bezdětného Humprechta Czernina (1909–1944). Zámek byl využíván jako zemědělské učiliště. V roce 2020 je v katastru nemovitostí zapsán Karel Czernin (* 1992). |
| Des Four Walderode                                        | Karel Des Fours Walderode (1904–2000), Johanna Kammerlanderová (* 1947) | zámek Hrubý Rohozec | žádost 1992                                | Také 300 hektarů lesa. |
| Dlauhowesští                                              | Jan Ignác Dlauhoweský (1909–1996) a jeho syn Václav (* 1946) | zámek Němčice (u Volyně) | 1994                                       | Také statek Kraselov. V roce 2022 je majitelem zámku Němčice Václavův nejmladší syn Lukáš Dlauhoweský (* 1979). |
| Dobrzenští                                                | Jan Maxmilián Dobřenský (1911–1996) | zámek Chotěboř (získán rodem v roce 1836) | 1992                                       | |
| Hildprandtové                                             | Cornélie Hildprandtová, roz. Veverková (1916–2014) a její dcery Josefina Hildprandtová (1938–2020) a Jana (Johanna) Germenis Hildprandt (* 1947)                                            | zámek Blatná (získán rodem v roce 1798) | žádost 1990, zámek vydán v červnu 1992     | Lihovar v Blatné byl založen v roce 1885. Majetek si Hildprandtové po restituci rozdělili. Od roku 2014 spravuje blatenský zámek Stephanos-Philippos Germenis Hildprandt (* 1981), syn Jany. Spolumajitelem Liqui B - Zámeckého lihovaru a pivovaru Blatná (spolu s Václavem Šitnerem) je Jan Hildprandt (* 1957), syn Josefiny. |
| Hrubí-Gelenj                                              | Jaromír Hrubý-Gelenj (1922–2012) | lovecký zámeček Morány |                                            | V rámci restitucí byl nabídnut Jaromíru Hrubému i zámek Červené Pečky, ten se ho ale se souhlasem svých sourozenců vzdal a zdevastovaný zámek pak ministerstvo obrany prodalo. Rodina převzala jen malou část mobiliáře z Červených Peček, kterou se podařilo dohledat; ta byla umístěna na zámeček Morány, který v roce 2013 zdědil synovec Filip Sternberg (* 1956). |
| Kálnokyové                                                | Alexandr Kálnoky (1924–2017) | zámek Letovice | žádost 1992, zámek vydán 2001              | Rekonstrukce zdevastovaného zámku se nakonec Kálnoky vzdal a v roce 2004 Letovice prodal. |
| Kinští (kostelecká větev)                                 | Josef Kinský (1913–2011) | zámek Kostelec nad Orlicí (vystavěn rodem v letech 1829–1835)                                                                                          |                                            | |
| Kinští (chlumecká větev)                                  | Radslav Kinský (1928–2008) | zámek Žďár nad Sázavou (v majetku rodu od roku 1930, resp. nárok od roku 1967)                                                                         |                                            | |
| Kinští-dal-Borgo                                          | Václav Norbert Kinský (1924–2008), jeho synové nosí příjmení Kinský dal Borgo | zámek Karlova Koruna v Chlumci nad Cidlinou (postaven rodem v letech 1721–1723), hrad Kost                                                             | 1992                                       | Nárok na hrad Kost získal jako dědictví po své manželce Anně Marii dal Borgo-Netolické (1925–1980). |
| Kolowratové-Krakowští                                     | Jindřich Kolowrat-Krakowský (1897–1996) | lovecký zámeček Diana, Kolowratský palác a Nový Kolowratský palác v Praze                                                                              |                                            | |
| Kolowratové-Krakowští-Liebsteinští                        | Kryštof Jaroslav Kolowrat Krakowský Liebsteinský (1927–1999) | zámek Rychnov nad Kněžnou (v majetku rodu od roku 1640), Černíkovice (v majetku od roku 1674) a lovecký zámeček v Černé Vodě v Orlických horách        | 1992                                       | Také 5 tisíc hektarů lesů a zemědělské půdy. V roce 1999 zdědil majetek Kryštofův syn Jan Egon Kolowrat Krakowský Liebsteinský (* 1958). |
| Lobkowiczové (dolnobeřkovická větev)                      | Marie Julie Thurn-Taxisová, rozená Lobkowiczová (1919–2008) | zámek Dolní Beřkovice (získány z konfiskací po roce 1620)                                                                                              |                                            | V roce 2021 je v katastru nemovitostí zapsán Ferdinand Karl Thurn und Taxis (* 1952), nejmladší syn restituentky a Johanna Nepomuka Thurn und Taxise (1908–1959). Část zámeckého komplexu vlastní přímo, část prostřednictvím firmy Thurn und Taxis, s. r. o., jejíž je společník a jednatel. |
| Lobkowiczové (křimická větev)                             | Jaroslav Lobkowicz (* 1942) | zámek Křimice (zděděn v roce 1830) | 1994, zámek zcela předán 2007              | |
| Lobkowiczové (mělnická větev)                             | Otakar Lobkowicz (1922–1995) | zámek Mělník a Hořín (oba v majetku rodu od roku 1763, resp. 1790)                                                                                     | 1992                                       | Také zemědělská půda, vinice a vinné sklepy. Majetek zdědil po otci Jiří Lobkowicz (* 1956), správou mělnického zámku a vinařství pověřil manželku Bettinu Lobkowicovou, se kterou se však v roce 2011 rozvedl. |
| Lobkowiczové (mělnická větev)                             | Johannes Lobkowicz (* 1954), nároky jako dědictví po otci Mikuláši Lobkowiczovi (1931–2019)                                                                                                 | zámek Drahenice (získán rodem v roce 1870) |                                            | |
| Lobkowiczové (roudnická větev)                            | Martin Lobkowicz (1928–2014) a potomci Ferdinanda Zdeňka Lobkowicze (1858–1938) | zámky Nelahozeves, Roudnice nad Labem, hrad Střekov a Lobkovický palác v Praze, zámek Lobkovice, hrad Vysoký Chlumec                                   |                                            | Hrad Vysoký Chlumec (a další majetek u Sedlčan) v roce 1998 William Lobkowicz prodal Riprandovi von und zu Arco-Zinneberg a jeho manželce Marii Beatrix Rakouské-d'Este. |
| Mensdorff-Pouilly                                         | sourozenci Albert Mensdorff-Pouilly (1926–2015), Bedřich Mensdorff-Pouilly (1925–2018), Hugo Mensdorff-Pouilly (1929–2023), Jan Mensdorff-Pouilly (1933–2020) a Terezie Božková (1934–2000) | zámek Boskovice (v majetku rodu od roku 1856, resp. 1856)                                                                                              | žádost 1992, zámek předán 1993             | Restituovali potomci Alfonse Karla Mensdorff-Pouilly (1891–1973). |
| Mladotové ze Solopisk                                     | Jan Mladota ze Solopisk (1917–2001) | zámek Červený Hrádek u Sedlčan |                                            | Závětí přešel zámek po smrti Jana Mladoty na Nikolause Lobkowicze (* 1978), syna Johannese Lobkowicze (* 1954). |
| Nádherní                                                  | Jan Nepomuk Nádherný (1943–2005) | zámek Chotoviny | 1997                                       | Po roce 2001 proběhla rekonstrukce, ale po smrti Jana Nádherného jeho dcera Jamie Nicole zámek v roce 2011 prodala. |
| Paarové                                                   | sourozenci Alfons Václav Paar (1932–2016), Karel Eduard Paar (* 1934) a Eleonora Markéta (1937–2010)                                                                                        | zámek Bechyně |                                            | Restituovaný majetek byl vložen do firmy APS, jejímž majoritním vlastníkem a majitelem zámku se stal Josef Šťáva, pravnuk někdejšího správce. |
| Parishové                                                 | John Marmaduke Parish (1923–2020) | zámek Žamberk (v majetku rodu od roku 1815) |                                            | Zámek Žamberk byl v roce 2004 prodán Pardubickému kraji. Hrad Litice nad Orlicí, který rod držel od roku 1815, ponechali státu. |
| Podstatzští-Lichtensteinové                               | Josefa Harrachová, provdaná Podstatzká-Lichtenstein (1905–2000) | zámek Velké Meziříčí | 1995                                       | Po smrti Josefy Podstatzké-Lichtenstein v roce 2000 zdědily zámek její děti František Karel (1933–2016), Maria (1936–2021) a Jan Podstatzký-Lichtenstein (* 1937) |
| Podstatzští-Thonsernové                                   | Marie Wanda (* 1954), dcera Theodora Gabriela Podstatzkého-Thonserna (1909–1984) | zámek Litenčice (v majetku rodu od roku 1778/1779) |                                            | Dědicem bude syn Marie Wandy Podstatzké Thonsern Richard (* 1978), který přijal jméno Podstatzký a který se podílí na správě. |
| Rajští                                                    | Vladimír Rajský (1923–2001) | zámek Klášter ve Vilémově (v majetku rodu od roku 1852)                                                                                                | 1991                                       | |
| Serényiové                                                | rod Thienen-Adlerflychtů (dcera Aloise Serényiho Isabela, provdaná Thienen-Adlerflychtová)                                                                                                  | zámek Lomnice u Tišnova, zámek Luhačovice | 2016                                       | |
| Schlikové                                                 | František Jindřich Schlik (1914–2005) a dcera Zikmunda Schlika Margareta (* 1950) | zámek Jičíněves (postaven rodem v letech 1715–1717), zámek Vokšice                                                                                     |                                            | V roce 2022 je majitelem zámku Jičíněves Františkův vnuk Andreas Schlik (* 1977), který je také jednatelem firmy SCHLIK JIČÍNĚVES, s.r.o. (založena 2009), která se zabývá pěstováním plodin, lesnictvím, chovem ryb a ubytováním. Majitelkou zámku Vokšice je Margareta Pospíchalová, která také se svou mladší sestrou Ilonou Schlikovou (* 1954) a jejich sestřenicí Helenou Zajíčkovou (* 1960) figuruje ve firmě J. M. Schlik, s.r.o. (založena 2014). Pod tuto firmu spadá např. provoz v Prachovských skalách nebo nabízí palivové dřevo. |
| Schwarzenbergové (orlická větev)                          | Karel VII. Schwarzenberg (1937–2023) | zámky Orlík (v majetku rodu od 1719), Čimelice (v majetku rodu od 1842, resp. 1850), Varvažov (v majetku rodu od 1847) a Sedlec (zakoupen v roce 1819) |                                            | Také přibližně 11 tisíc hektarů lesů a zemědělské půdy, 300 hektarů rybníků a řada budov, například v Praze, Varvažově či Karlově. V roce 2007 převzal správu majetku Jan Nepomuk Schwarzenberg (* 1967). |
| Schwarzenbergové (orlická větev)                          | Anna Bucherová (1933–2013), dcera Arnošta Schwarzenberga (1892–1979) | zámek Tochovice (v majetku rodu od 1842, resp. 1850)                                                                                                   |                                            | |
| Sternbergové                                              | Zdeněk Sternberg (1923–2021) | hrad Český Šternberk (v majetku rodu 1241–1712 a znovu od roku 1841), zámek Březina (zbudován rodem v letech 1790–1808)                                | 1992                                       | V roce 2021 zdědil majetek Zdeňkův syn Filip (* 1956). |
| Sternbergové                                              | Jan Bosco Sternberg (1936–2012) | zámek Jemniště (zakoupen v roce 1868) | žádost 1992, vyhověno 1995                 | Jan Bosco Sternberg získal nárok na zámek jako dědictví po své tetě Terezii Sternbergové (1902–1985) a jejím manželovi Františku Mensdorff-Pouilly (1897–1991). V roce 2012 zdědil zámek po otci Jiří Sternberg (* 1968). |
| Sternbergové                                              | Františka Diana Sternbergová-Phipps (1936–2024) | zámek Častolovice (v majetku rodu od roku 1694), Zásmuky (v majetku rodu od roku 1637)                                                                 | 1992                                       | |
| Strachwitzové                                             | Potomci Huga Strachwitze (1900–1978), mezi nimi František Strachwitz (* 1939) | zámek Zdounky (v majetku rodu prostřednictvím sňatku, od roku 1907 byla jedinou majitelkou Karolína Marie, roz. Lambergová)                            | 1993                                       | V roce 2007 zámek s přilehlým areálem prodán manželům Vrškovým. |
| Waldstein-Wartenburgové (svatoslavská linie)              | Děti Gabrielly, roz. Waldstein-Wartenbergové (1896–1974) | třetina majetku ve Svatoslavi |                                            | Gabriella provd. Křečanová a později Jirečková byla dcerou zakladatele svatoslavské linie Zdeňka Waldstein-Wartenberga (1862–1936). Její sourozenci a jejich rodiny se přihlásili k německé národnosti. Sestra Marie (1891–1943, měla potomky) zemřela za války a bratr Karl (1897–1978) nesměl zůstat po válce v Československu. Zámeček Zátiší je nyní také v rukou Gabrielliných dětí, ale musely si ho koupit. Nejde o část majetku, která byla restituována.                                                                                |
| Wratislavové (skřipelská větev)                           | Maxmilián Josef Wratislav (1917–2002) | zámek Dírná (v majetku rodu asi od 1620), zámek Myslkovice (v majetku rodu od 1877), Vratislavský palác v Praze                                        |                                            | Zámek Myslkovice v roce 2006 obec odkoupila. |

Někteří šlechtici však majetek zpátky nedostali, ačkoli by na něj nebýt tzv. Benešových dekretů měli mít nárok (za druhé světové války například byli aktivně zapojeni v odboji). Vydán nebyl např. zámek v Plané, o který neúspěšně žádala Mathilda Nostitzová (1936–2021); stát od roku 1989 chátrající zámek prodal a ten pak v roce 2017 částečně vyhořel. Někteří se o svůj majetek se státem (někdy i úspěšně) soudí. Například v roce 1992 byl vznesen restituční nárok Karlem des Fours Walderode (1904–2000), který jako Němec přišel o majetek na základě Benešových dekretů. Teprve v roce 2019 byl majetek soudně potvrzen Johanně Kammerlanderové, vdově po Karlovi. Restituce se kromě lesů a jiných pozemků týkala zámku Hrubý Rohozec. Několik desetiletí se soudila o majetek Marie Alžběta Salmová-Reifferscheidt-Raitzová (1931–2022), která se ho domáhala jako dcera posledního vlastníka Huga Mikuláše. Šlo především o zámek Rájec nad Svitavou. Desítky let trvá také restituční spor Kristiny Colloredo-Mansfeldové (* 1940) a jejích příbuzných o zámek Opočno a jeho mobiliář.

### Šlechtické rody vymřelé ve 20. století
| Šlechtické rody vymřelé ve 20. století (výběr)               | Šlechtické rody vymřelé ve 20. století (výběr)                     | Šlechtické rody vymřelé ve 20. století (výběr) | Šlechtické rody vymřelé ve 20. století (výběr)                       | Šlechtické rody vymřelé ve 20. století (výběr) | Šlechtické rody vymřelé ve 20. století (výběr) | Šlechtické rody vymřelé ve 20. století (výběr) | Šlechtické rody vymřelé ve 20. století (výběr) | Šlechtické rody vymřelé ve 20. století (výběr) |
| Erb                                                          | Rod                                                                | Rok vymření po meči                            | Poslední mužský člen                                                 | Datum narození a úmrtí                         | Poslední ženský člen                           | Datum narození a úmrtí                         | Dědici | Poznámky |
| Erb                                                          | Rod                                                                | Rok vymření po meči                            | Choť                                                                 | Datum narození a úmrtí                         | Choť                                           | Datum narození a úmrtí                         | Dědici | Poznámky |
| ------------------------------------------------------------ | ------------------------------------------------------------------ | ---------------------------------------------- | -------------------------------------------------------------------- | ---------------------------------------------- | ---------------------------------------------- | ---------------------------------------------- | --- | --- |
|                                                              | Malovcové z Malovic                                                | 1905                                           | Antonín Malovec z Malovic a Kosoře                                   | 15. 3. 1846 – 12. 8. 1905                      | Caroline Malovcová (von Malowetz)              | 28. 4. 1872 – 21. 3. 1953                      | | Antonín a Caroline byli vzdálení příbuzní, jejich společnými praprarodiči byli Jan Josef Antonín Malovec z Malovic a Kosoře (1742–1799) a Josefa Rafaela Forgáchová (1743–1826). Oba poslední příslušníci rodu zemřeli svobodní. |
|                                                              | Stadionové                                                         | 1908                                           | Filip František Josef ze Stadion-Thannhausenu                        | 4. 10. 1847 – 13. 9. 1908                      | Paula Helene Isabella von Stadion-Warthausen   | 4. 6. 1875 – 21. 4. 1955                       | Schönbornové, jméno rodu převzal polský hraběcí rod Rzyszczewski.                                                                                           | Už v roce 1906 osobou Jiřího Františka Eduarda ze Stadion-Warthausenu (1. 11. 1844 – 18. 5. 1906) vymřela linie Stadion-Warthausen po meči. Paula Helene byla jeho dcerou. |
| Marie, roz. Císařová                                         | Stadionové                                                         | 1908                                           | 20. 12. 1850 – 5. 10. 1929                                           | Franz von Koczyński                            | 28. 10. 1866 – 20. 1. 1919                     |                                                | Schönbornové, jméno rodu převzal polský hraběcí rod Rzyszczewski.                                                                                           | Už v roce 1906 osobou Jiřího Františka Eduarda ze Stadion-Warthausenu (1. 11. 1844 – 18. 5. 1906) vymřela linie Stadion-Warthausen po meči. Paula Helene byla jeho dcerou. |
|                                                              | Ungnadové z Weissenwolffu                                          | 1917                                           | Mikuláš Jindřich Ungnad z Weissenwolffu                              | 11. 8. 1895 – 29. 9. 1917                      | Irena Ungnadová z Weissenwolffu                | 6. 9. 1880 – 1. 3. 1969                        | Szapáryové, Thurn-Taxisové | Mikuláš Jindřich a Irena byli sourozenci. Jejich sestrou byla Jindřiška (Henriette) Ungnadová z Weissenwolffu (1883–1962), provdaná za Huga Thurn-Taxise (1873–1915). Irena v roce 1944 adoptovala Mikuláše ze Salm-Reifferscheidt-Raitzu (1904–1970), který se pak psal Salm-Reifferscheidt-Ungnad-Weissenwolff. |
| Ladislav Jan Szápáry de Muraszombath, Széchysziget et Szapár | Ungnadové z Weissenwolffu                                          | 1917                                           | Mikuláš Jindřich Ungnad z Weissenwolffu                              | 11. 8. 1895 – 29. 9. 1917                      | 16. 5. 1864 – 12. 10. 1939                     |                                                | Szapáryové, Thurn-Taxisové | Mikuláš Jindřich a Irena byli sourozenci. Jejich sestrou byla Jindřiška (Henriette) Ungnadová z Weissenwolffu (1883–1962), provdaná za Huga Thurn-Taxise (1873–1915). Irena v roce 1944 adoptovala Mikuláše ze Salm-Reifferscheidt-Raitzu (1904–1970), který se pak psal Salm-Reifferscheidt-Ungnad-Weissenwolff. |
|                                                              | Kounicové (česká hraběcí větev)                                    | 1919                                           | Eugen Jan z Kounic                                                   | 15. 5. 1841 – 8. 9. 1919                       | Eleonora z Kounic                              | 27. 8. 1862 – 8. 4. 1936                       | Pálffyové | Eleonora byla neteří bratrů Eugena Jana a Václava Kounice (1848–1913). Moravská knížecí větev vymřela po meči už v roce 1848. |
| Anna Fenzel                                                  | Kounicové (česká hraběcí větev)                                    | 1919                                           | 2. 3. 1848 – 9. 11. 1909                                             | Géza Andrássy                                  | 22. 7. 1856 – 29. 8. 1938                      |                                                | Pálffyové | Eleonora byla neteří bratrů Eugena Jana a Václava Kounice (1848–1913). Moravská knížecí větev vymřela po meči už v roce 1848. |
|                                                              | Sporckové (Šporkové)                                               | 1928                                           | Ferdinand Johann Sporck                                              | 24. 4. 1848 – 21. 7. 1928                      | Eleonora Walburga Sporck                       | 13. 5. 1862 – 2. 11. 1944                      | | Eleonora Walburga, dcera Eduarda ze Sporcku (1828–1908), byla neteří Ferdinanda Johanna. |
| Anna Schmackal                                               | Sporckové (Šporkové)                                               | 1928                                           | 21. 10. 1847 – 26. 11. 1908                                          | ---                                            | ---                                            |                                                | | Eleonora Walburga, dcera Eduarda ze Sporcku (1828–1908), byla neteří Ferdinanda Johanna. |
|                                                              | Clam-Gallasové                                                     | 1930                                           | František z Clam-Gallasu                                             | 26. 7. 1854 – 20. 1. 1930                      | Žofie z Clam-Gallasu                           | 1900–1980                                      | Podstatzký-Lichtensteinové, Auerspergové | František z Clam-Gallasu měl sedm dcer, Žofie (Sophie) byla nejmladší. |
| Marie z Hoyos-Sprinzensteinu                                 | Clam-Gallasové                                                     | 1930                                           | 1858–1938                                                            | Eduard Rupert z Auerspergu                     | 1893–1948                                      |                                                | Podstatzký-Lichtensteinové, Auerspergové | František z Clam-Gallasu měl sedm dcer, Žofie (Sophie) byla nejmladší. |
|                                                              | Dalbergové                                                         | 1940                                           | Johannes Dalberg                                                     | 21. 6. 1909 – 21. 4. 1940                      | Marie Anna Dalbergová                          | 11. 3. 1891 – 22. 2. 1979                      | Salmové | Johannes a Marie Anna byli bratranec a sestřenice. Velkostatek v Dačicích a statky v Bavorsku zdědil Franz Karl zu Salm-Salm (1917–2011), nejstarší syn Marie Anny. |
| Franz Emanuel Salm-Salm zu Salm                              | Dalbergové                                                         | 1940                                           | Johannes Dalberg                                                     | 21. 6. 1909 – 21. 4. 1940                      | 30. 8. 1876 – 10. 1 1964                       |                                                | Salmové | Johannes a Marie Anna byli bratranec a sestřenice. Velkostatek v Dačicích a statky v Bavorsku zdědil Franz Karl zu Salm-Salm (1917–2011), nejstarší syn Marie Anny. |
|                                                              | Bukuwkové z Bukuwky (Bukůvkové z Bukůvky)                          | 1953                                           | Michael Zikmund Bukuwka z Bukuwky                                    | 5. 2. 1875 – 22. 12. 1953                      | Karola (Sarolta) Bukuwková z Bukuwky           | 3. 6. 1889 – 2. 10. 1952                       | | Michael a Karola byli nevlastní sourozenci, jejich společným otcem byl Jaromír Zikmund Bukuwka z Bukuwky (1845–1936). Michael byl pohřben v Dobromilicích a Karola u hrobky Hrubých-Gelenj v Červených Pečkách. |
| Pia Kopfingerová von Trebbienau                              | Bukuwkové z Bukuwky (Bukůvkové z Bukůvky)                          | 1953                                           | 11. 12. 1905 – 5. 1. 1999                                            | Josef Hrubý z Gelenj                           | 22. 4. 1866 – 14. 1. 1943                      |                                                | | Michael a Karola byli nevlastní sourozenci, jejich společným otcem byl Jaromír Zikmund Bukuwka z Bukuwky (1845–1936). Michael byl pohřben v Dobromilicích a Karola u hrobky Hrubých-Gelenj v Červených Pečkách. |
|                                                              | Dietrichsteinové-Mensdorff-Pouilly                                 | 1964                                           | Alexander II. Dietrichstein-Mensdorff-Pouilly                        | 15. 7. 1899 – 12. 1. 1964                      | ---                                            | ---                                            | | Rod vymřel pouze po meči. Alexandrova dcera Olga Maria de las Mercedes von Dietrichstein-Mensdorff-Pouilly (* 20. 7. 1932) stále žije. Jejím prvním manželem byl Alejandro Leloir y Anchorena (1928–?), manželství skončilo rozvodem. Druhým manželem byl Saturnino Zemborain y Dose. Olga Marie má syna a tři dcery. V Československu rod ztratil majetek v roce 1945. Rod Dietrichsteinů vymřel už v roce 1864. |
| Maria de las Mercedes Dose y Obligado                        | Dietrichsteinové-Mensdorff-Pouilly                                 | 1964                                           | 18. 6. 1903 – 21. 1. 1964                                            | 1. ---                                         | ---                                            |                                                | | Rod vymřel pouze po meči. Alexandrova dcera Olga Maria de las Mercedes von Dietrichstein-Mensdorff-Pouilly (* 20. 7. 1932) stále žije. Jejím prvním manželem byl Alejandro Leloir y Anchorena (1928–?), manželství skončilo rozvodem. Druhým manželem byl Saturnino Zemborain y Dose. Olga Marie má syna a tři dcery. V Československu rod ztratil majetek v roce 1945. Rod Dietrichsteinů vymřel už v roce 1864. |
| Maria de las Mercedes Dose y Obligado                        | Dietrichsteinové-Mensdorff-Pouilly                                 | 1964                                           | 18. 6. 1903 – 21. 1. 1964                                            | 2. ---                                         | ---                                            |                                                | | Rod vymřel pouze po meči. Alexandrova dcera Olga Maria de las Mercedes von Dietrichstein-Mensdorff-Pouilly (* 20. 7. 1932) stále žije. Jejím prvním manželem byl Alejandro Leloir y Anchorena (1928–?), manželství skončilo rozvodem. Druhým manželem byl Saturnino Zemborain y Dose. Olga Marie má syna a tři dcery. V Československu rod ztratil majetek v roce 1945. Rod Dietrichsteinů vymřel už v roce 1864. |
|                                                              | Chotkové z Chotkova a Vojnína                                      | 1970                                           | Karel Maria Chotek                                                   | 10. 4. 1887 – 23. 1. 1970                      | Marie Henriette Leopoldina Chotková            | 9. 7. 1880 – 19. 3. 1964                       | | Marie Henriette (Jindřiška) Chotková byla sestřenice Karlova otce Karla Marii Pavla (1853–1926). Karlovi, poslednímu z Chotků, byl v roce 1945 zabrán majetek v Československu. |
| Livia Clara Mailáth de Székhely                              | Chotkové z Chotkova a Vojnína                                      | 1970                                           | 14. 7. 1888 – 30. 1. 1970                                            | Leopold Abraham Nostitz-Rieneck                | 8. 7. 1865 – 5. 10. 1945                       |                                                | | Marie Henriette (Jindřiška) Chotková byla sestřenice Karlova otce Karla Marii Pavla (1853–1926). Karlovi, poslednímu z Chotků, byl v roce 1945 zabrán majetek v Československu. |
|                                                              | Wrbnové (Wrbna-Kaunitz-Rietberg-Questenberg a Freudenthal)         | 1976                                           | Alfons Rudolf von Wrbna-Kaunitz-Rietberg-Questenberg und Freudenthal | 11. 1. 1896 – 1976                             | ?                                              | ?                                              | | |
| Josephine Kellnberger                                        | Wrbnové (Wrbna-Kaunitz-Rietberg-Questenberg a Freudenthal)         | 1976                                           | 19. 3. 1896 – 1976                                                   | ?                                              | ?                                              |                                                | | |
|                                                              | Berchtoldové z Uherčic (moravská – buchlovická větev)              | 1979                                           | Sigismund Berchtold                                                  | 14. 4. 1900 – 20. 7. 1979                      | ?                                              | ?                                              | | Majitelem Buchlova a Buchlovic byl Sigismundův starší bratr Aloys (1894–1977), kterému byl v roce 1945 majetek v Československu znárodněn. Česká větev vymřela v roce 1918 a uherská v roce 1987. |
| 1. Maria Anna von Wurmbrand-Stuppach                         | Berchtoldové z Uherčic (moravská – buchlovická větev)              | 1979                                           | 3. 2. 1914 – 29. 4. 2003                                             |                                                |                                                |                                                | | Majitelem Buchlova a Buchlovic byl Sigismundův starší bratr Aloys (1894–1977), kterému byl v roce 1945 majetek v Československu znárodněn. Česká větev vymřela v roce 1918 a uherská v roce 1987. |
| 2. Emilie de Gosztonyi                                       | Berchtoldové z Uherčic (moravská – buchlovická větev)              | 1979                                           | 19. 4. 1914 – 9. 7. 1993                                             |                                                |                                                |                                                | | Majitelem Buchlova a Buchlovic byl Sigismundův starší bratr Aloys (1894–1977), kterému byl v roce 1945 majetek v Československu znárodněn. Česká větev vymřela v roce 1918 a uherská v roce 1987. |
| 3. Eva Machan                                                | Berchtoldové z Uherčic (moravská – buchlovická větev)              | 1979                                           | 19. 7. 1920 – 2008                                                   |                                                |                                                |                                                | | Majitelem Buchlova a Buchlovic byl Sigismundův starší bratr Aloys (1894–1977), kterému byl v roce 1945 majetek v Československu znárodněn. Česká větev vymřela v roce 1918 a uherská v roce 1987. |
|                                                              | Schwarzenbergové (hlubocko-krumlovská primogenitura)               | 1979                                           | Josef III. ze Schwarzenbergu                                         | 3. 1. 1900 – 25. 10. 1979                      | ---                                            | ---                                            | Československý majetek znárodněn v roce 1947 zákonem č. 143/1947 Sb. (Lex Schwarzenberg), zahraniční majetek zdědila sekundogenitura (Karel Schwarzenberg). | Hlubocko-krumlovská větev vymřela pouze po meči, poslední příslušnicí je Elisabeth von Pezold (* 1947), která je neteří Josefa III. Rod pokračuje dále orlickou sekundogeniturou. |
| ---                                                          | Schwarzenbergové (hlubocko-krumlovská primogenitura)               | 1979                                           | Josef III. ze Schwarzenbergu                                         | 3. 1. 1900 – 25. 10. 1979                      | ---                                            |                                                | Československý majetek znárodněn v roce 1947 zákonem č. 143/1947 Sb. (Lex Schwarzenberg), zahraniční majetek zdědila sekundogenitura (Karel Schwarzenberg). | Hlubocko-krumlovská větev vymřela pouze po meči, poslední příslušnicí je Elisabeth von Pezold (* 1947), která je neteří Josefa III. Rod pokračuje dále orlickou sekundogeniturou. |
|                                                              | Silva-Taroucové                                                    | 1980                                           | Franz Xaver Silva-Tarouca                                            | 24. 10. 1895 – 11. 1. 1980                     | Helene Silva-Tarouca                           | 17. 2. 1923 – 7. 5. 2002                       | | Franz Xaver – páter Vinzenz pocházel z průhonické linie a působil v benediktinském klášteře Seckau ve Štýrsku. Helene, dcera Friedricha Silva-Tarouca (1888–1968), pocházela z rakouské (moravské) větve. |
|                                                              | Mittrowští z Mitrowitz a Nemyssle (Mitrovští z Mitrovic a Nemyšle) | 1980                                           | Hubert Wladimir Mittrowsky                                           | 24. 6. 1902 – 28. 12. 1980                     | ???                                            | ???                                            | | Hubertův bratr Wladimir III. (1901–1976) ze starší moravské linie byl posledním soukromým majitelem hradu Pernštejn (do roku 1945). Uherská linie vymřela v roce 1816 a mladší moravská v roce 1907. |
| 1. Christiane von Gecmen-Waldek                              | Mittrowští z Mitrowitz a Nemyssle (Mitrovští z Mitrovic a Nemyšle) | 1980                                           | 29. 1. 1906 – 10. 7. 1968                                            | ?                                              | ?                                              |                                                | | Hubertův bratr Wladimir III. (1901–1976) ze starší moravské linie byl posledním soukromým majitelem hradu Pernštejn (do roku 1945). Uherská linie vymřela v roce 1816 a mladší moravská v roce 1907. |
| 2. Angela Lameyer                                            | Mittrowští z Mitrowitz a Nemyssle (Mitrovští z Mitrovic a Nemyšle) | 1980                                           | 4. 8. 1903 – ?                                                       | ?                                              | ?                                              |                                                | | Hubertův bratr Wladimir III. (1901–1976) ze starší moravské linie byl posledním soukromým majitelem hradu Pernštejn (do roku 1945). Uherská linie vymřela v roce 1816 a mladší moravská v roce 1907. |
|                                                              | Hildprandtové                                                      | 1981                                           | Bedřich Hildprandt                                                   | 2. 4. 1902 – 12. 2. 1981                       | ---                                            | ---                                            | | Rod vymřel pouze po meči. Posledními příslušnicemi rodu jsou Bedřichovy dcery Josefina (1938–2020) a Jana (Johanna; * 1947). Starší dcera Josefina se vdala ze lékaře Jana Čapka (později rozvedeni). Jejich syn Jan Hildprandt (* 1957) je spolumajitelem lihovaru v Blatné. Mladší dcera Jana, od roku 1995 prezidentka české Asociace majitelů hradů a zámků, se vdala za řeckého architekta Spiridona Germenise (1939–2014), jejich syn je Stephanos-Philippos Germenis Hildprandt (* 1981), správce blatenského zámku. |
| Cornélie, roz. Veverková                                     | Hildprandtové                                                      | 1981                                           | 26. 4. 1916 – 7. 9. 2014                                             | ---                                            | ---                                            |                                                | | Rod vymřel pouze po meči. Posledními příslušnicemi rodu jsou Bedřichovy dcery Josefina (1938–2020) a Jana (Johanna; * 1947). Starší dcera Josefina se vdala ze lékaře Jana Čapka (později rozvedeni). Jejich syn Jan Hildprandt (* 1957) je spolumajitelem lihovaru v Blatné. Mladší dcera Jana, od roku 1995 prezidentka české Asociace majitelů hradů a zámků, se vdala za řeckého architekta Spiridona Germenise (1939–2014), jejich syn je Stephanos-Philippos Germenis Hildprandt (* 1981), správce blatenského zámku. |
|                                                              | Zierotinové                                                        | 1985                                           | Ladislav Zierotin                                                    | 29. 6. 1912 – 1985                             | ---                                            | ---                                            | | Rod vymřel pouze po meči. Posledními příslušnicemi rodu jsou Ladislavovy dcery Livia (1942–2016), která má syna a dvě dcery, a Eva Marie (* 1956). Ladislavův vzdálený bratranec Karel (* 1939), syn Heleny Zierotinové (1903–1985) a Karla Mornsteina (1892–1984), majitel zámku Bludov, používá od roku 2004 příjmení Mornstein-Zierotin. |
| 1. Alice Pesthy                                              | Zierotinové                                                        | 1985                                           | 27. 7. 1911 – 19. 2. 1996                                            | ---                                            | ---                                            |                                                | | Rod vymřel pouze po meči. Posledními příslušnicemi rodu jsou Ladislavovy dcery Livia (1942–2016), která má syna a dvě dcery, a Eva Marie (* 1956). Ladislavův vzdálený bratranec Karel (* 1939), syn Heleny Zierotinové (1903–1985) a Karla Mornsteina (1892–1984), majitel zámku Bludov, používá od roku 2004 příjmení Mornstein-Zierotin. |
| 2. Marianne Berger                                           | Zierotinové                                                        | 1985                                           | 27. 6. 1917 – 10. 3. 2009                                            | ---                                            | ---                                            |                                                | | Rod vymřel pouze po meči. Posledními příslušnicemi rodu jsou Ladislavovy dcery Livia (1942–2016), která má syna a dvě dcery, a Eva Marie (* 1956). Ladislavův vzdálený bratranec Karel (* 1939), syn Heleny Zierotinové (1903–1985) a Karla Mornsteina (1892–1984), majitel zámku Bludov, používá od roku 2004 příjmení Mornstein-Zierotin. |
|                                                              | Metternich-Winneburgové                                            | 1992                                           | Paul Alfons von Metternich-Winneburg                                 | 26. 5. 1917 – 21. 9. 1992                      | ?                                              | ?                                              | | Paul Alfons byl do roku 1945 majitelem velkostatku a zámku Kynžvart. |
| Tatiana Vasilčiková (Wassiltchiková)                         | Metternich-Winneburgové                                            | 1992                                           | 1. 1. 1915 – 26. 7. 2006                                             |                                                |                                                |                                                | | Paul Alfons byl do roku 1945 majitelem velkostatku a zámku Kynžvart. |

## Šlechtictví v současnosti
Zákonem č. 61/1918 Sb., jímž zrušují se šlechtictví, řády a tituly, bylo šlechtictví zrušeno. Zákon zůstává dodnes v platnosti a nezrušil ho ani zákon č. 276/2023 Sb ze dne 13. července 2023 o zrušení obsoletních právních předpisů. Porušení zákona však již nemůže založit veřejnoprávní deliktní odpovědnost, neboť právní řád již nezná skutkovou podstatu přestupku spočívající v porušování zákazu užívání šlechtických titulů a označování se za šlechtice. Ta byla zrušena v roce 1949 zákonem č. 247/1949 Sb.
Potomci šlechtických rodů jsou stejnými občany jako všichni ostatní a  sdružují se do občanských spolků, zpravidla s cílem podporovat zachování historie, památek a vzdělanosti.
Někteří z nich se uplatnili v politice, např. Karel Schwarzenberg (vicepremiér, ministr zahraničí, poslanec, senátor), Michal Lobkowicz (ministr obrany, poslanec), Jaroslav Lobkowicz (poslanec), Tomáš Czernin (senátor), František Kinský (starosta Kostelce nad Orlicí). Jiní se dali na církevní dráhu, např. František Lobkowicz (biskup ostravsko-opavský), Filip Zdeněk Lobkowicz (opat kláštera Teplá) a Christoph Schönborn (arcibiskup vídeňský), na diplomatickou dráhu, například Richard Mořic Belcredi (velvyslanec ČR ve Švýcarsku), Hugo Mensdorff-Pouilly (český diplomat ve Francii, činovník Řádu maltézských rytířů), podíleli se na činnosti rytířských řádů, například Radslav Kinský či Václav Bořek-Dohalský (velkopřevorové řádu svatého Lazara Jeruzalémského), nebo Karel Mornstein-Zierotin (rytíř téhož řádu) či se pohybují v oblasti ekonomiky (Bedřich Schwarzenberg, Ferdinand Schwarzenberg, Constantin Kinský či Jiří Lobkowicz). Mathylda Nostitzová či Dominika Kolowrat Krakowská se věnovaly a věnují charitativním aktivitám, Franziska Diana Sternbergová se věnuje interiérovému návrhářství, Christina Colloredo-Mansfeldová (malířka, modelka, herečka, kaskadérka), František Kinský (ředitel reklamní agentury, moderátor), František Tomáš Kolowrat Krakowský (kameraman a producent) či Alfons Mensdorff-Pouilly (spoluautor seriálu Pat a Mat) se věnovali a věnují uměleckým a kulturním činnostem. Samantha Kolowratová je českou reprezentantkou v ženském ledním hokeji.
Mezi nejznámější současné šlechtické rody v Česku patří (abecedně):
- Bartoňové z Dobenína
- Belcrediové
- Daczičtí
- Bořek-Dohalští
- Bubnové z Litic
- Colloredo-Mannsfeldové
- Czerninové
- Hildprandtové
- Kinští
- Kolowrat-Krakowští
- Lobkowiczové
- Mensdorffové-Pouilly
- Podstatští
- Schwarzenbergové
- Sternbergové
- Wratislavové

Tyto rody pocházejí ze staré české šlechty předbělohorské (Kinští, Sternbergové, Kolowrat-Krakowští, Czerninové, Lobkowiczové) anebo ze šlechty cizí, zejména rakouské, německé a italské, přišlé k nám v době pobělohorské.

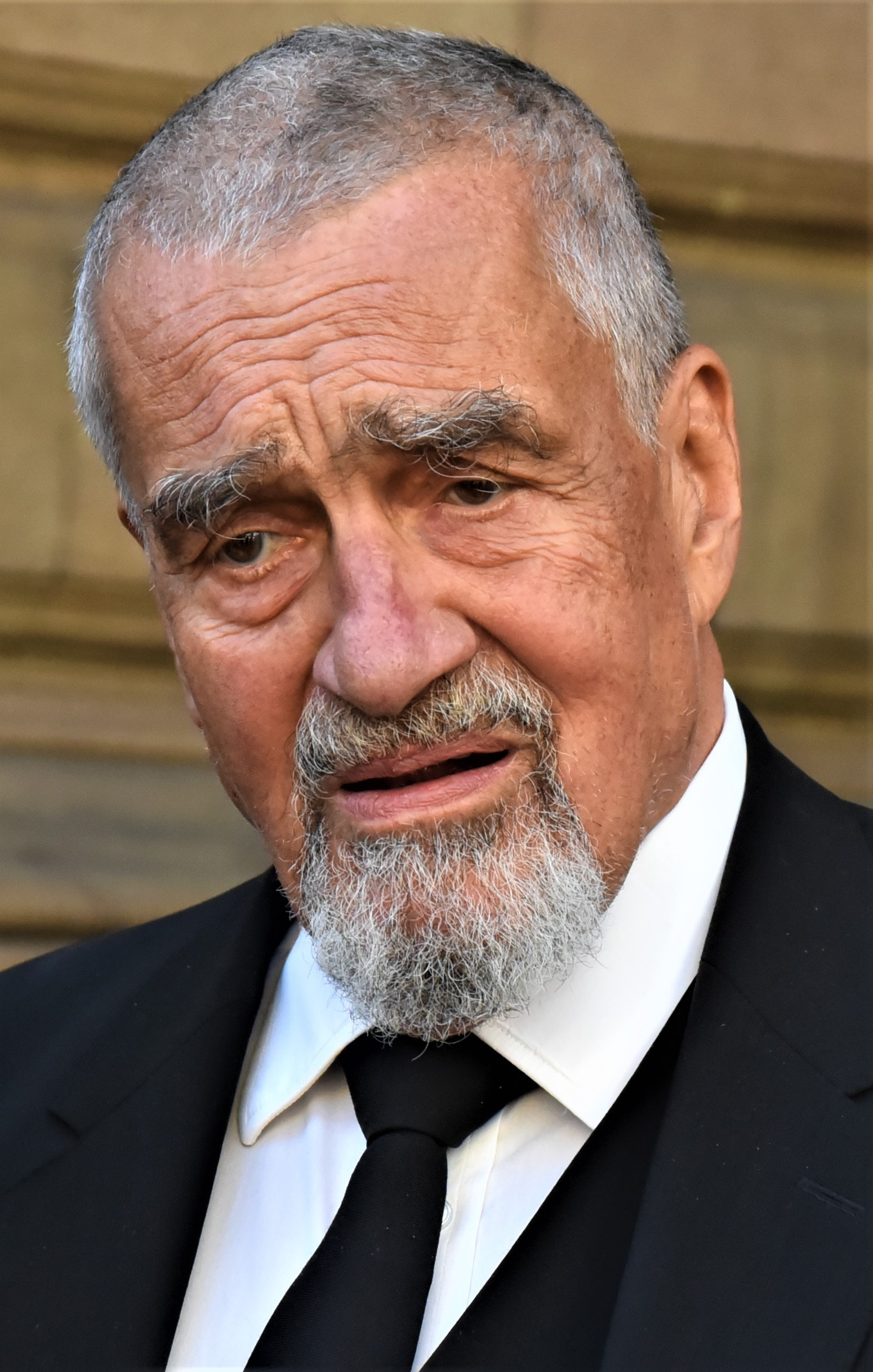
Karel Schwarzenberg (1937–2023)
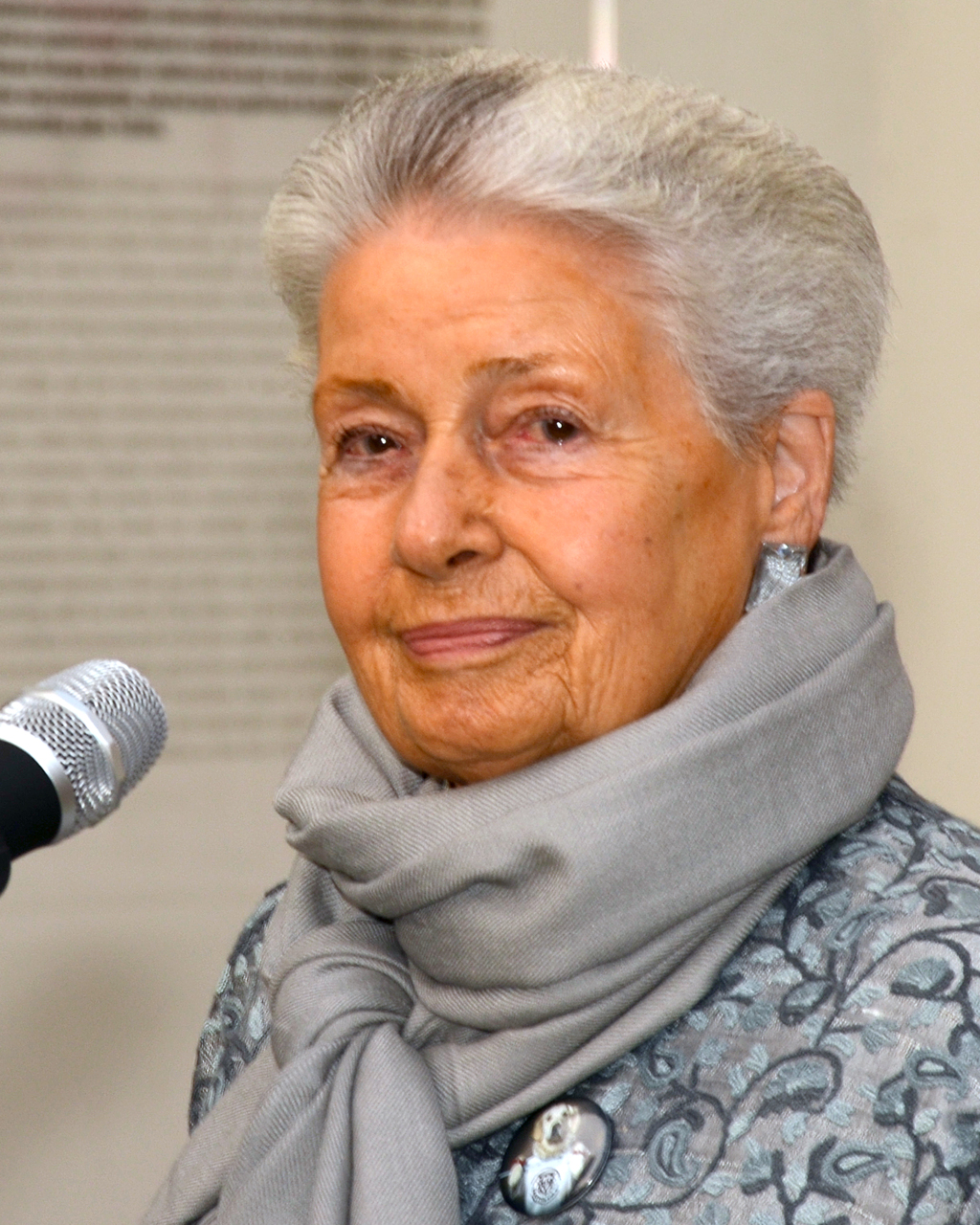
Mathilda Nostitzová (1936–2021)
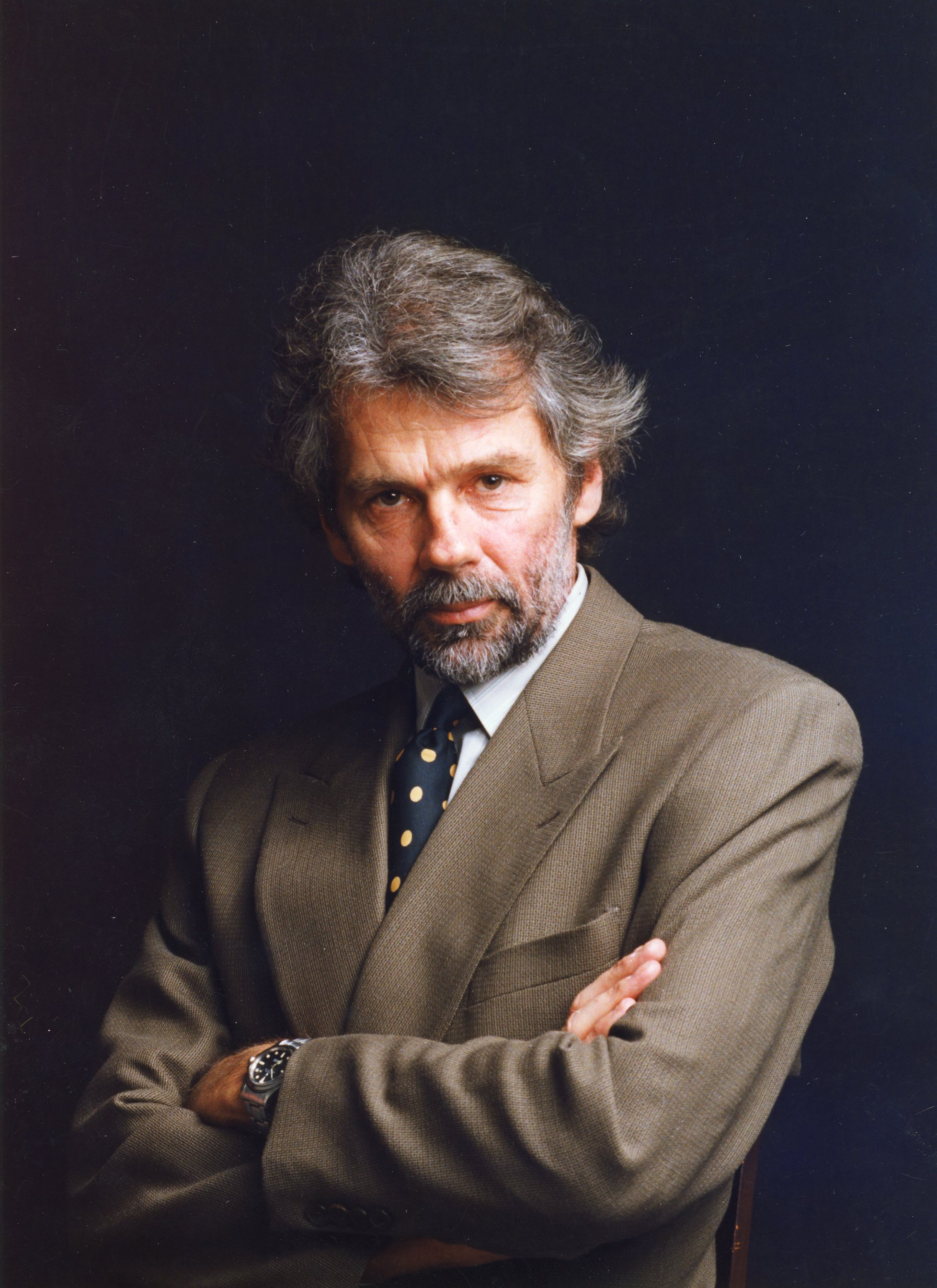
František Tomáš Kolowrat-Krakowský (1943–2004)
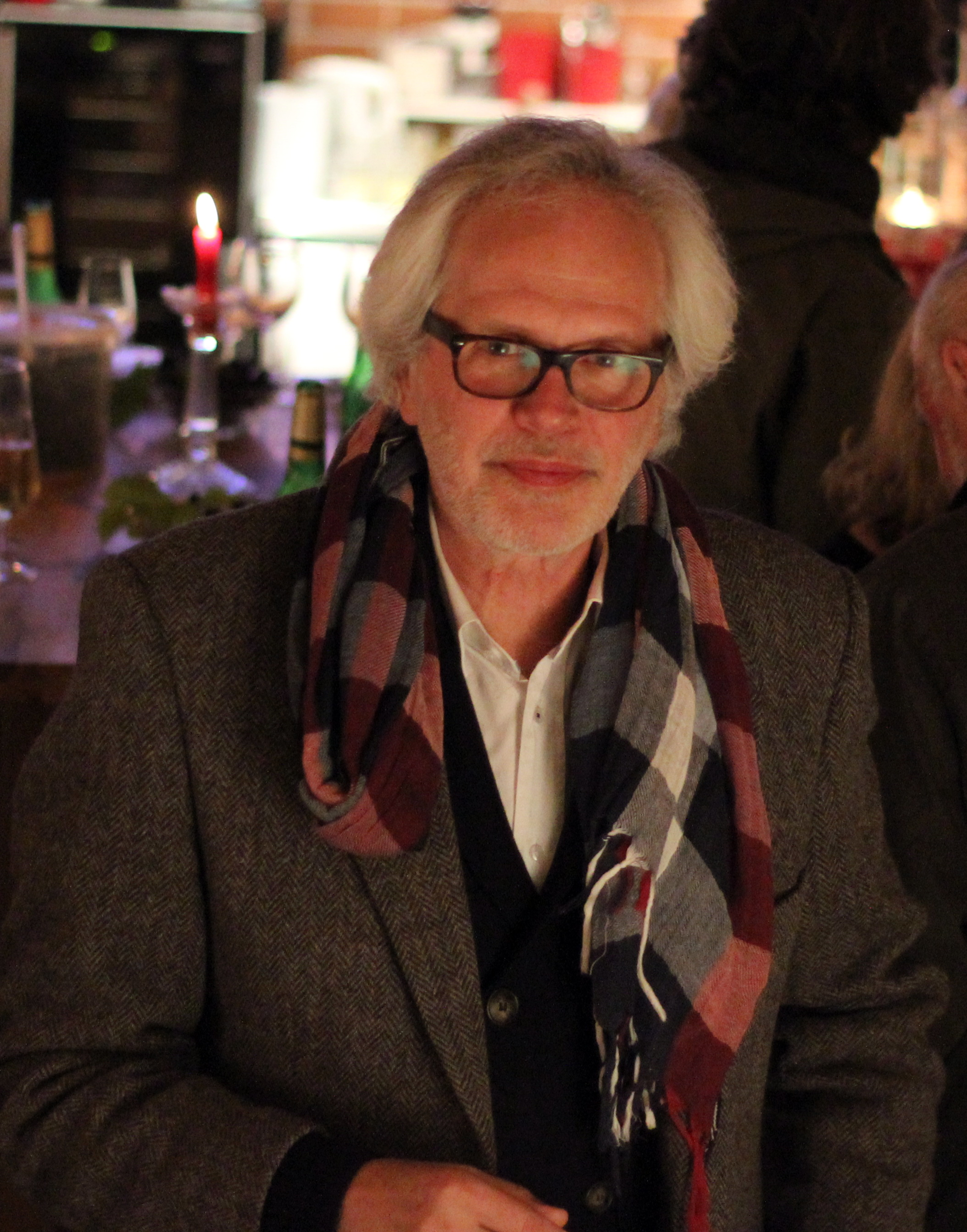
František Kinský (* 1947)
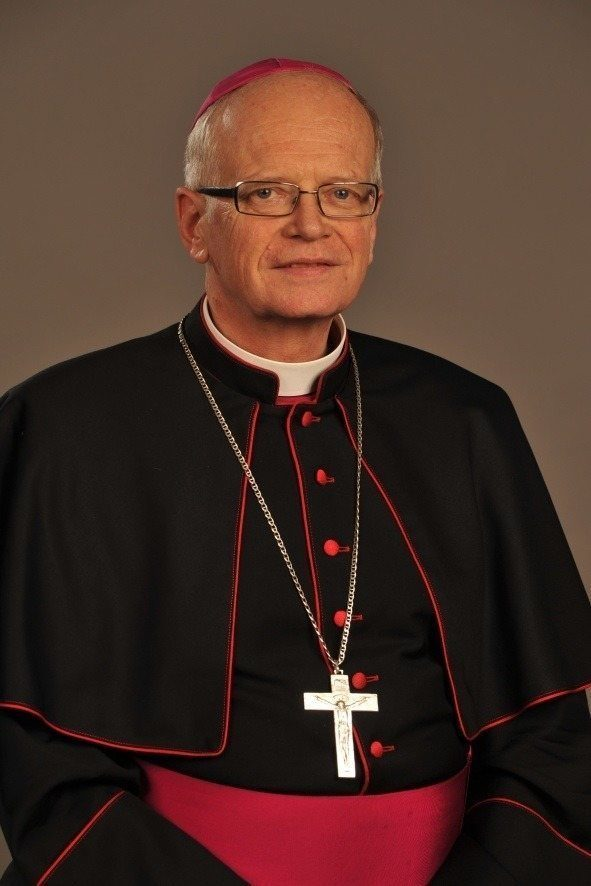
František Václav Lobkowicz (1948–2022)
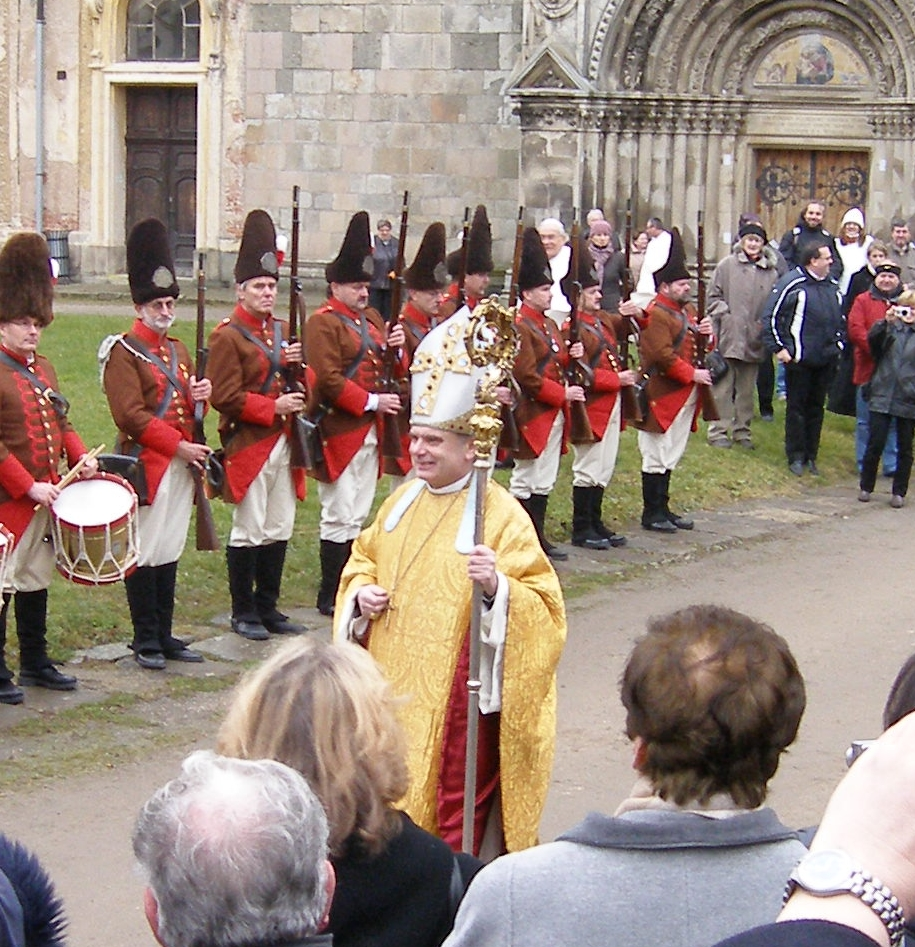
Filip Zdeněk Lobkowicz (* 1954)
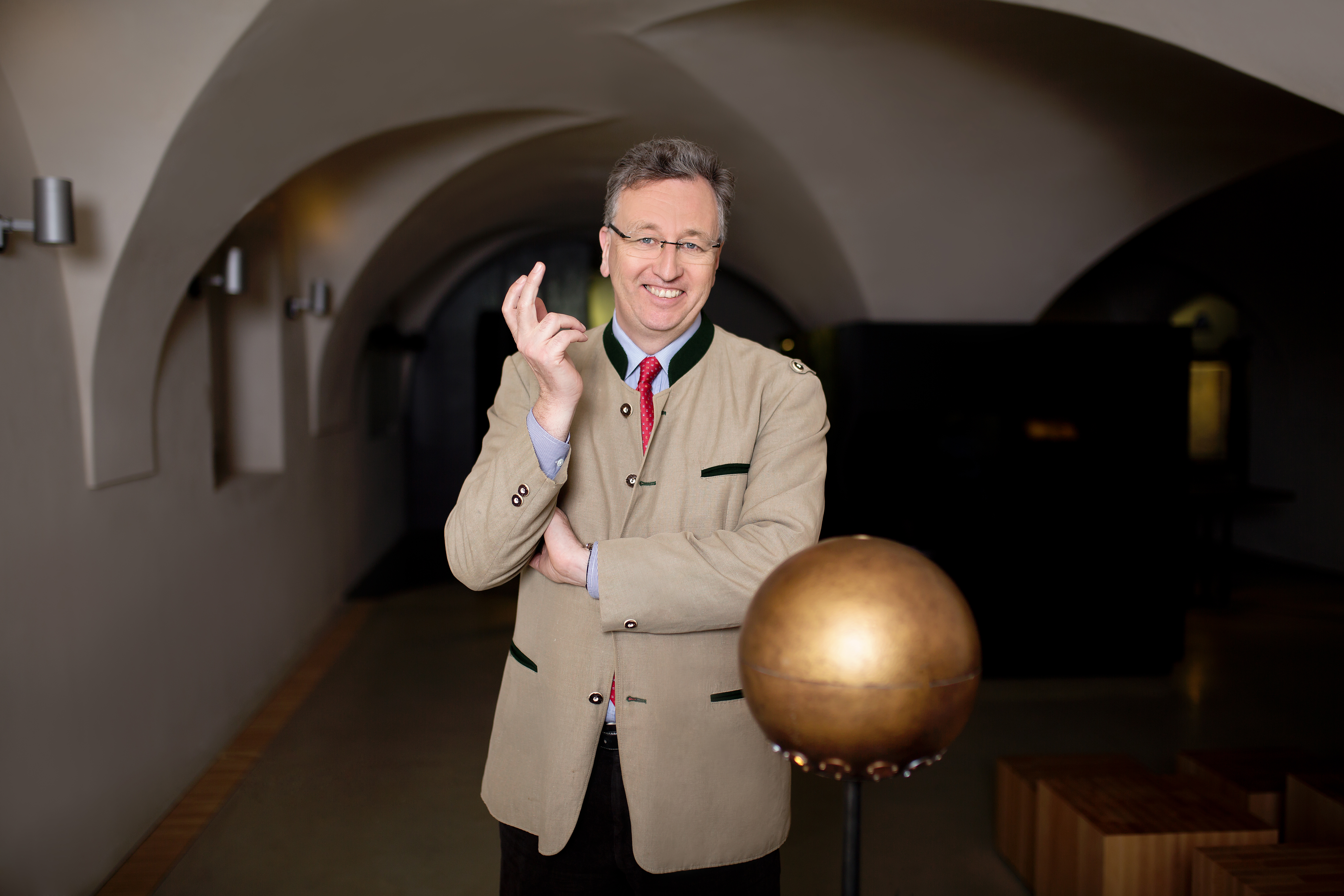
Constantin Kinský (* 1961)
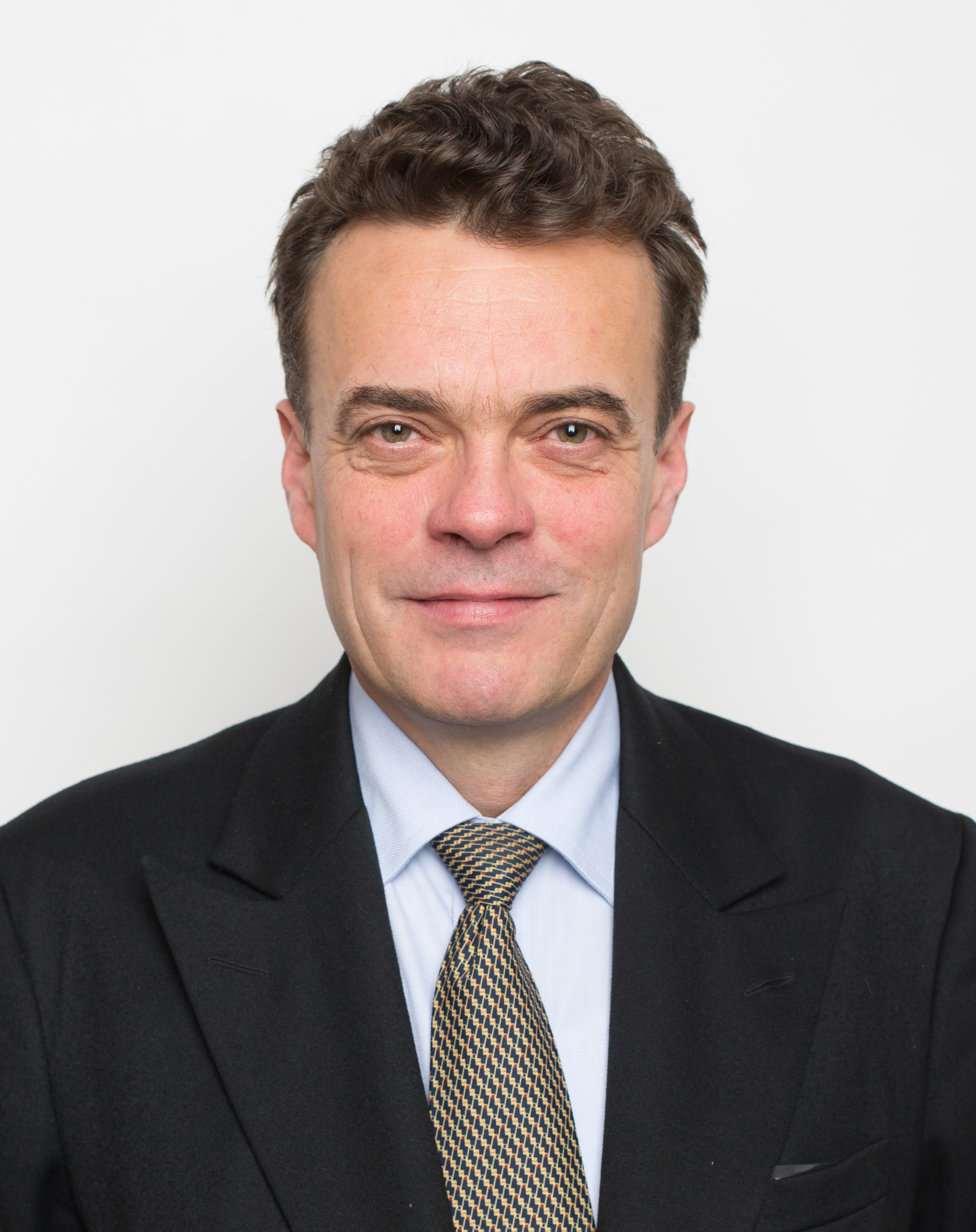
Tomáš Czernin (* 1962)

### Šlechtické rody vymřelé ve 21. století
| Šlechtické rody vymřelé ve 21. století (výběr) | Šlechtické rody vymřelé ve 21. století (výběr) | Šlechtické rody vymřelé ve 21. století (výběr) | Šlechtické rody vymřelé ve 21. století (výběr) | Šlechtické rody vymřelé ve 21. století (výběr)    | Šlechtické rody vymřelé ve 21. století (výběr) | Šlechtické rody vymřelé ve 21. století (výběr) | Šlechtické rody vymřelé ve 21. století (výběr) | Šlechtické rody vymřelé ve 21. století (výběr) |
| Erb                                            | Rod                                            | Rok vymření po meči                            | Poslední mužský člen                           | Datum narození a úmrtí                            | Poslední ženský člen                           | Datum narození a úmrtí                         | Dědici                                         | Poznámky |
| Erb                                            | Rod                                            | Rok vymření po meči                            | Choť                                           | Datum narození a úmrtí                            | Choť                                           | Datum narození a úmrtí                         | Dědici                                         | Poznámky |
| ---------------------------------------------- | ---------------------------------------------- | ---------------------------------------------- | ---------------------------------------------- | ------------------------------------------------- | ---------------------------------------------- | ---------------------------------------------- | ---------------------------------------------- | --- |
|                                                | Mladotové ze Solopisk                          | 2001                                           | Jan Mladota ze Solopisk                        | 7. 9. 1917 – 26. 4. 2001                          | Valentina Marie Mladotová ze Solopisk          | 11. 2. 1891 – 9. 5. 1984                       | Lobkowiczové (mělnická větev)                  | Jan Mladota pobýval po roce 1948 v Rakousku, USA a Švýcarsku. Červený Hrádek u Sedlčan, který zrestituoval, odkázal Nikolausi Lobkowiczovi (* 1978), synu Johannese Lobkowicze (* 1954).      |
| Henriette Goldegg-Lindenburg                   | Mladotové ze Solopisk                          | 2001                                           | 13. 9. 1924 – 13. 8. 2011                      | 1. Anton Codelli z Codellisbergu (rozvedeni 1921) | 22. 3. 1875 – 26. 4. 1954                      |                                                | Lobkowiczové (mělnická větev)                  | Jan Mladota pobýval po roce 1948 v Rakousku, USA a Švýcarsku. Červený Hrádek u Sedlčan, který zrestituoval, odkázal Nikolausi Lobkowiczovi (* 1978), synu Johannese Lobkowicze (* 1954).      |
| Henriette Goldegg-Lindenburg                   | Mladotové ze Solopisk                          | 2001                                           | 13. 9. 1924 – 13. 8. 2011                      | 2. Karel Lumbe                                    | 19. 4. 1885 – 17. 10. 1967                     |                                                | Lobkowiczové (mělnická větev)                  | Jan Mladota pobýval po roce 1948 v Rakousku, USA a Švýcarsku. Červený Hrádek u Sedlčan, který zrestituoval, odkázal Nikolausi Lobkowiczovi (* 1978), synu Johannese Lobkowicze (* 1954).      |
|                                                | Collaltové (Collalto et San Salvatore)         | 2004                                           | Manfred Collalto et San Salvatore              | 26. 9. 1932 – 21. 7. 2004                         | ---                                            | ---                                            |                                                | Rod vymřel pouze po meči. Posledními příslušnicemi rodu jsou Manfredovy dcery Isabella de Croy-Collalto (* 1960), Giuliana (* 1961), Alessandra (* 1962), Maria (* 1964) a Caterina (* 1970). |
| Maria de la Trinidad Castillo y Moreno         | Collaltové (Collalto et San Salvatore)         | 2004                                           | 13. 5. 1937 – ?                                | ---                                               | ---                                            |                                                |                                                | Rod vymřel pouze po meči. Posledními příslušnicemi rodu jsou Manfredovy dcery Isabella de Croy-Collalto (* 1960), Giuliana (* 1961), Alessandra (* 1962), Maria (* 1964) a Caterina (* 1970). |
|                                                | Hrubí z Gelenj                                 | 2024                                           | Bedřich Hrubý-Gelenj                           | 8. 10. 1927 – 27. 12. 2024                        | Karolina Hrubá-Gelenj                          | 22. 2. 1931 – 4. 7. 2024                       | Sternbergové                                   | Karolina a Bedřich byli sourozenci. |
| Terezie Sternbergová                           | Hrubí z Gelenj                                 | 2024                                           | 14. 2. 1934 – 29. 5. 2012                      |                                                   | Karolina Hrubá-Gelenj                          | 22. 2. 1931 – 4. 7. 2024                       | Sternbergové                                   | Karolina a Bedřich byli sourozenci. |

## Klíčová data
- 1189 Statuta Konrádova – dědičná držba
- 1517 Svatováclavská smlouva – potvrzení hospodářských výsad po zápasu s městy
- 1620 bitva na Bílé hoře – následovaly konfiskace majetku odbojné šlechty
- 1781 zrušení nevolnictví
- 1848 zrušení poddanství a roboty
- 1918 zrušení šlechtických titulů
- 1919 počátek 1. pozemkové reformy (Záborový zákon)
- 1936 zákaz užívání šlechtických erbů
- 1938 deklarace české šlechty na podporu československého státu
- 1939 národnostní prohlášení české šlechty (přihlášení 85 českých šlechticů z více než 30 nejvýznamnějších rodů k českému národu)
- 1945 konfiskace majetku německé a maďarské šlechty na základě dekretů prezidenta republiky
- 1947 revize pozemkové reformy, neústavní konfiskace majetku hlubockých Schwarzenbergů, tzv. Lex Schwarzenberg
- 1948 nová pozemková reforma (komunistické vyvlastňování), perzekuce, emigrace
- 1989 pád komunistické totality, možnost návratu a následná restituce majetku